# Compagnie des mines de Lens
La Compagnie des mines de Lens exploitait le charbon dans le bassin minier du Nord-Pas-de-Calais. Fondée en 1852, c'était la plus importante des compagnies houillères du bassin du Nord et du Pas-de-Calais.

## Historique

### De la création à 1880

#### Sondages de Messieurs Casteleyn et consorts à Annay et à Lens
Messieurs Bigo, Danel et autres ont, sur les indications de M. Mathieu et postérieurement à la découverte de M. Mulot à Oignies et de M. Soyez à l'Escarpelle, entrepris en avril 1849, un sondage à Courrières. Messieurs Casteleyn, Tilloy et Scrive, grands industriels de Lille, les imitent bientôt et ouvrent, le 9 juillet de la même année 1849, un sondage no 149 à Annay, près de Lens. Ce sondage, à la suite d'un accident, a été abandonné à la profondeur de 151,90 mètres, après avoir atteint le terrain houiller à 143,60 mètres, mais sans avoir rencontré le charbon, ni ramené à la surface des échantillons déterminant d'une manière précise la nature des roches traversées.
Lorsque, le 5 juillet 1850, la Compagnie de Vicoigne a installé son sondage de Loos no 195, M. Casteleyn et ses associés, émus de cette concurrence, ouvrent un second sondage no 150 dans le bois de Lens, le 12 juillet. Ce sondage arrive à la houille au commencement de décembre 1850. Dès le mois d'août 1849, après la convention intervenue entre Messieurs Bigo et consorts et la Compagnie de Douchy, M. Casteleyn et ses associés ont conclu un arrangement par lequel ils reçoivent un certain nombre d'actions de la Société de Courrières en échange de l'admission dans la Société de recherches de Lens, de Messieurs Bigo, Danel, Mathieu et autres. C'est ainsi que ces derniers sont devenus actionnaires de Lens et ont pris part à la constitution de cette Société, et plus tard à son administration.

#### Association avec la Compagnie de Vicoigne
Après l'exécution de plusieurs sondages heureux, Messieurs Casteleyn et consorts ne savent pas quel parti tirer de leurs découvertes. Ils sont, sauf M. Casteleyn, étrangers aux entreprises de mines, et ne veulent pas engager dans leur affaire les capitaux considérables qu'exige toujours la création d'une houillère. Ils s'adressèrent alors à la Compagnie de Vicoigne dont la fosse de Nœux vient d'entrer en extraction, et forment avec elle une association.
La Compagnie de Vicoigne, moyennant remise de moitié des actions de Lens, avance 500 000 francs et fournit son matériel et son personnel pour l'exécution d'une première fosse. Le niveau, très difficile, a été passé avec le concours de M. de Braquemont et du maître porion Dumont, chef très expérimenté dans ces sortes de travaux, et la fosse no 1 de Lens a été mise en exploitation. Celle-ci est installée à quelques centaines de mètres de la ligne Arras - Dunkerque-Locale. Mais lors de la publication du décret du 23 octobre 1852, interdisant les réunions de concessions, la Compagnie de Vicoigne éprouve des appréhensions au sujet de son association avec Lens, appréhensions d'autant plus fondées qu'alors les concessions de Nœux et de Lens ne sont pas encore instituées, et elle a voulu sortir de cette position fausse.
La Compagnie de Lens, dont le succès est alors assuré, et dont le premier puits va entrer en exploitation, ne demande pas mieux que de voir la Compagnie de Vicoigne renoncer à son association. Elle rembourse à cette dernière les 500 000 francs avancés et une somme de 50 000 francs pour intérêts de capitaux et location de son matériel et de son personnel. Les Compagnies de Vicoigne, Lens et Dourges ont formé le projet d'une grande association pour l'exploitation en commun d'une partie importante du nouveau bassin découvert par elles. En 1852, elles ont adressé au Gouvernement une demande en autorisation de réunir les trois concessions de Dourges, qui vient d'être instituée, et de Lens et de Nœux qui sont alors à l'instruction.
Leur demande a été soumise aux enquêtes et affichée pendant quatre mois dans les communes intéressées. De nombreuses oppositions ont été faites à la réunion projetée, qui a été rejetée, en définitive, par le gouvernement.

#### Statuts

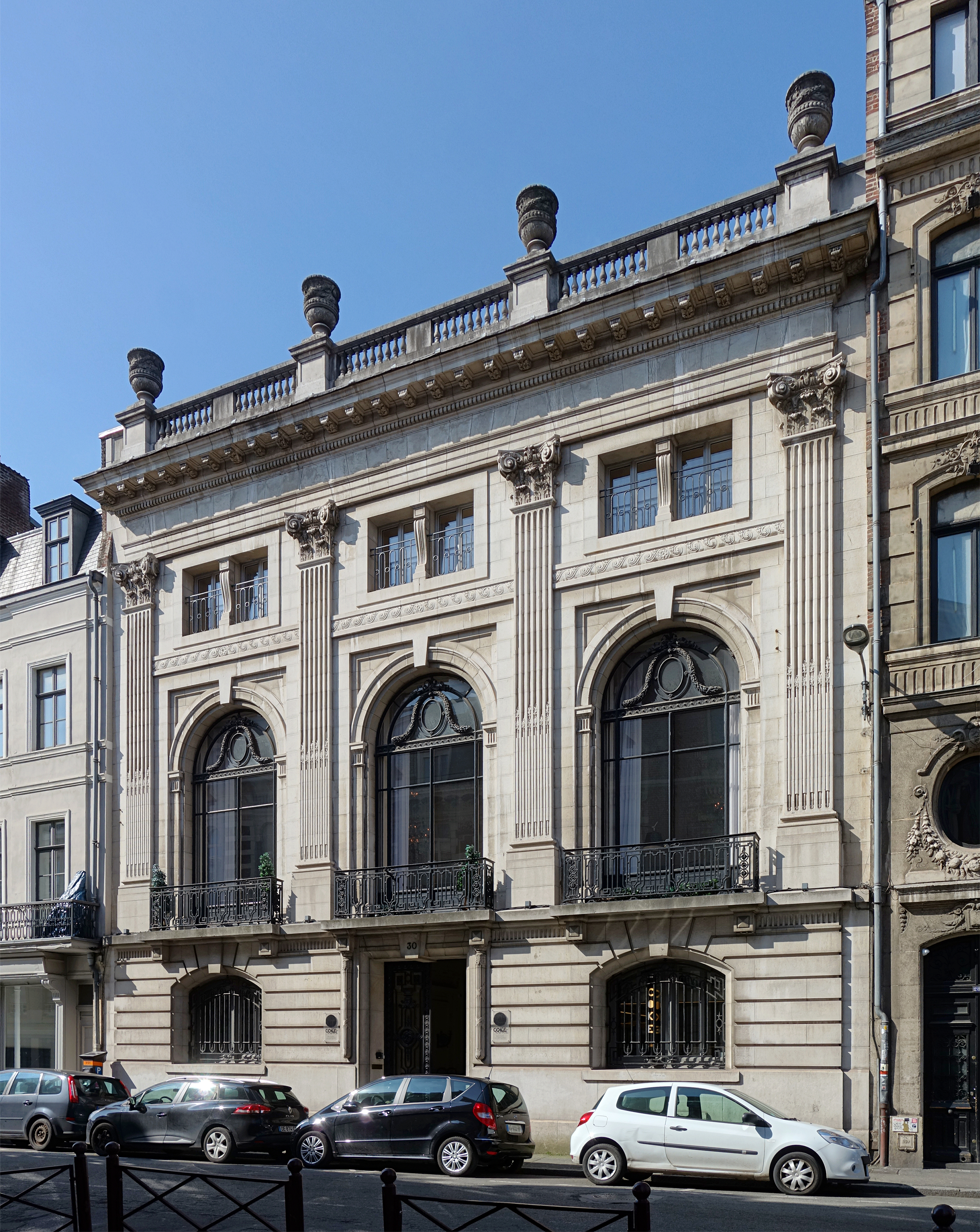
Le siège de la Société des mines de Lens, rue Thiers à Lille.

La Société d'exploitation est constituée par acte des 11 et 12 février 1852. Des modifications sont apportées à cet acte, le 29 décembre 1855, et les statuts arrêtés alors sont encore en vigueur en 1880. La Société est civile. Son statut "sui generis" de "société civile commerciale" la dispensera de publier toute information financière, jusqu'à l'introduction en Bourse de Paris en 1902, où la rejoint un tiers des mines nordistes.
Elle prend le nom de Société des mines de Lens. Le fonds social est fixé à trois millions, divisés en 3 000 actions de 1 000 francs chacune. Les actions sont nominatives. Messieurs Jules Casteleyn, Scrive-Labbe et Tilloy-Casteleyn, ayant donné tous leurs soins pour l'obtention de la concession et la fondation de l'entreprise, ont droit de prélever 129 actions, hors et avant part, et se les distribuent concurremment avec les 2 871 autres. Ces actions sont soumises aux mêmes charges et conditions, et donnent droit aux mêmes avantages que toutes les autres.
Les actions sont ainsi réparties : 582 actions pour M. Casteleyn, 295 actions pour M. Scrive-Labbe, 296 actions pour M. Tilloy-Casteleyn et 261 actions à chacun pour Désiré Scrive, François Destombes, Alfred Descamps, Eugène Grimonprez, Auguste Descamps-Crespel, Léon Barrois, Edmond Lebon, soit un total de 3 000 actions.
Chaque action est remise en échange d'un versement de 300 francs ; il est fait compensation des sommes dues par suite de ce versement par chaque actionnaire, avec celles dont il pourrait être à ce jour créancier en principal et intérêts. Les 700 francs complémentaires du montant de l'action pourront être appelés, à mesure des besoins, par le comité d'administration.
Les actions ne pourront être transférées que par acte sous seing privé ou notarié, dont un double ou une expédition devra être remise au siège de la Société. L'assemblée générale se compose de tous les actionnaires, propriétaires de cinq actions au moins. Les autres actionnaires auront aussi le droit de s'y faire représenter, mais par un seul mandataire pour cinq actions, lequel ne pourra être choisi que parmi les Sociétaires. Cinq actions donnent droit à une voix. Une même personne ne pourra avoir plus de quatre voix. L'assemblée générale se réunit chaque année, le deuxième lundi de novembre.
La Société est administrée par un comité de huit membres, qui ne pourront devenir employés ou salariés, ni être administrateurs d'une autre Société houillère en France. Chaque administrateur doit posséder trente actions. Lorsque surviendra le décès, la démission ou l'incapacité légale de l'un des administrateurs, il sera pourvu à son remplacement par les membres restants. Le comité ne pourra délibérer s'il ne se trouve au moins cinq administrateurs présents. La majorité de cinq voix est nécessaire pour la nomination ou la révocation d'un agent-général, et celle de six voix, pour décider la vente ou l'échange de terrains, l'ouverture d'une fosse, la construction de chemin de fer, canaux et autres grands travaux extraordinaires, les appels de fonds.
L'Agent-Général est soumis à un cautionnement d'au moins 10 000 francs. Il résidera à Lens. Il est chargé de l'exécution des délibérations du Conseil. Un comité de trois Membres, propriétaires chacun de cinq actions, vérifiera et arrêtera les comptes annuels de l'administration, et en fera rapport à l'assemblée générale. Les comptes seront arrêtés le 31 juillet de chaque année. Il sera créé un fonds de réserve qui ne pourra excéder 500 000 francs. Il sera formé au moyen d'une retenue du quart des bénéfices annuels, après la répartition de 5 % du capital versé.

#### Concessions

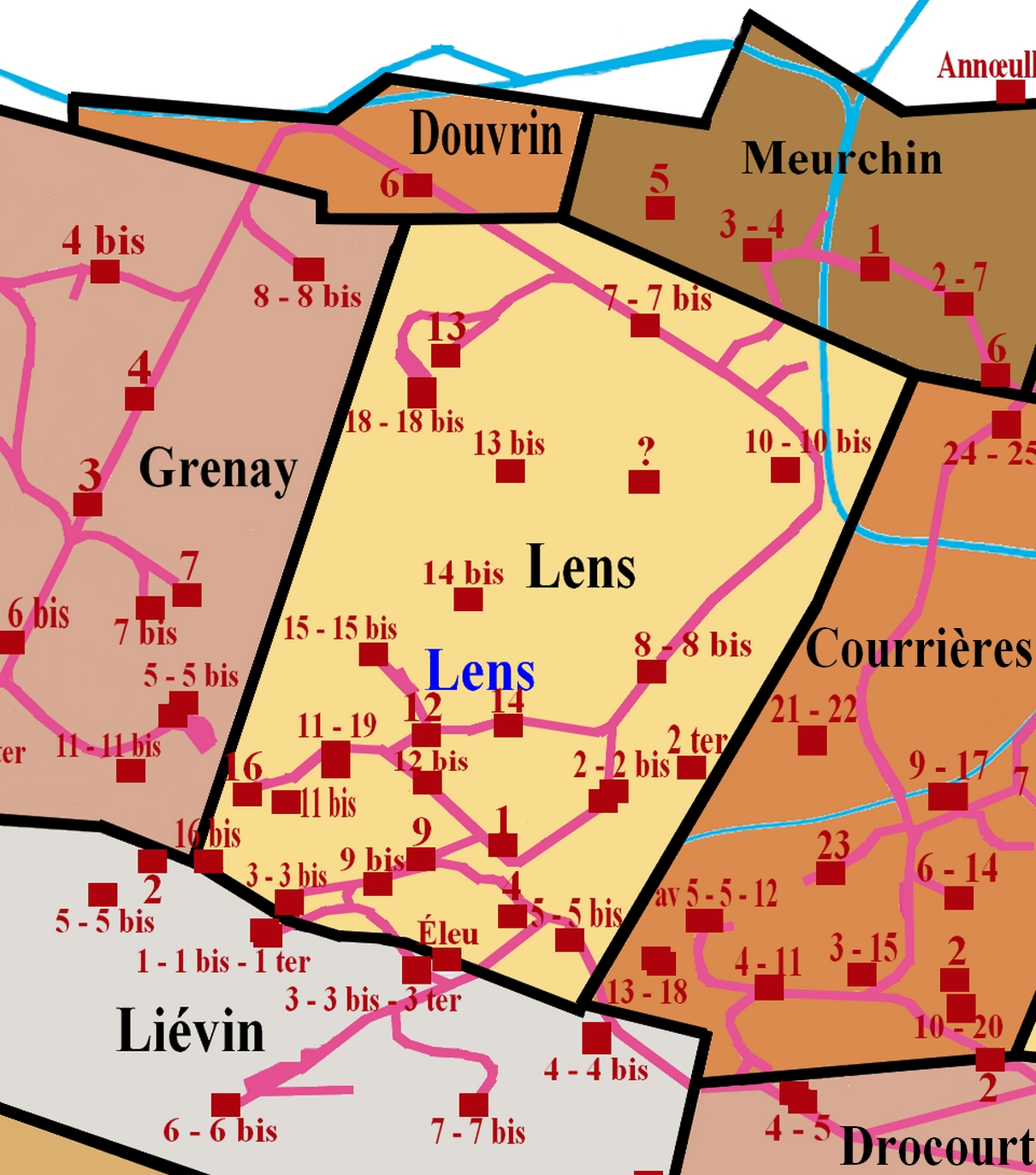
Les fosses de la Compagnie des mines de Lens parmi les autres fosses et concessions, dans le sens des aiguilles d'une montre.
Concession de Lens
Concession de Douvrin
Concession de Meurchin
Concession de Courrières
Concession de Drocourt
Concession de Liévin
Concession de Grenay

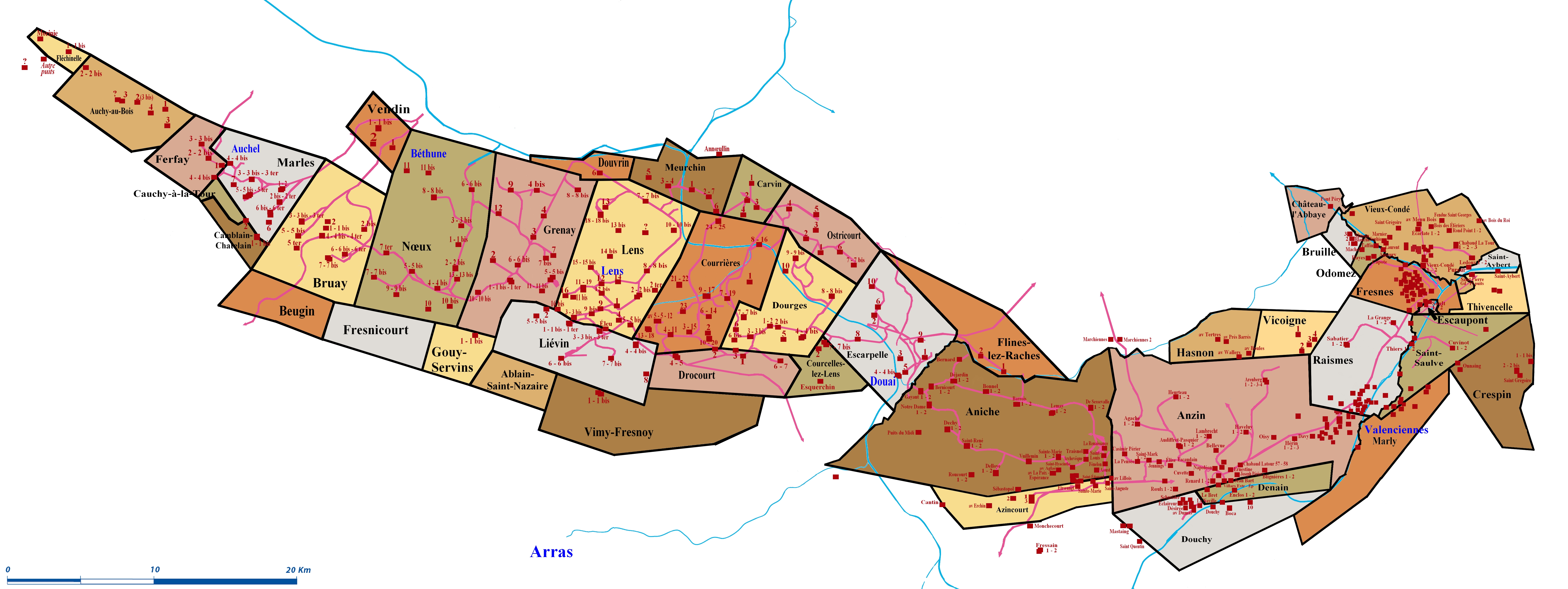
La concession de Meurchin parmi celles du bassin minier hors Boulonnais.

Un décret en date du 15 janvier 1853 accorde à la Compagnie de Lens, constituée par acte des 11 et 12 février 1852 et représentée par Messieurs Casteteyn, Tilloy-Casteleyn et Scrive-Labbe, une concession s'étendant sur 6 031 hectares. Un décret du 27 août 1854, rectificatif des limites communes aux concessions de Lens et de Courrières, ajoute à la première 157 hectares, de sorte que la superficie soit portée à 6 188 hectares.
À la suite d'explorations par sondages au sud de sa concession du côté de Liévin, la Compagnie de Lens obtient, par décret du 15 septembre 1862, une nouvelle extension de 51 hectares. La superficie totale de la concession de Lens est de 6 239 hectares.
Enfin, en 1873, la Compagnie de Lens fait l'acquisition de la concession de Douvrin, moyennant 550 000 francs, de 700 hectares, et un décret du 5 mars 1875 l'autorise à la réunir à sa concession. L'ensemble des concessions est donc de 6 939 hectares.

#### Travaux
La première fosse a été ouverte à Lens en 1852. Le creusement est exécuté sous la conduite du maître porion Dumont, chef-ouvrier habile, qui vient d'exécuter très rapidement la fosse no 1 de Nœux, et qui est attaché à la Compagnie de Vicoigne depuis l'origine de cette Société. La direction générale est confiée à M. de Bracquemont. Le passage du niveau présente d'assez grandes difficultés, qui ont été surmontées avec l'excellent et nouvel appareil d'épuisement qui a été créé pour Nœux. On épuise jusqu'à 8 000 hectolitres à l'heure.
Le terrain houiller est rencontré à 145 mètres. Il est accidenté, ondulé, et les commencements de l'exploitation sont d'abord peu encourageants. Mais, en approfondissant le puits, les terrains se régularisent, on fait de nouvelles découvertes de couches, et cette fosse devient très productive. On commence à y extraire, fin 1853, et en 1854 cette fosse ne produit que la faible quantité de 10 000 tonnes. L'exploitation s'y développe les années suivantes, et fournit en 1855 38 000 tonnes, 62 000 tonnes en 1856, puis 72 000 à 75 000 tonnes chacune des trois années suivantes.
Une deuxième fosse, dite du Grand Condé ou no 2, est commencée en 1857. Son percement ne présente que des difficultés ordinaires, et, en juillet 1859, elle entre en production. Une troisième fosse, dite Saint-Amé ou no 3, est ouverte en 1858, et entre en exploitation en 1860.
La production des trois fosses, qui n'est que de 100 000 tonnes en 1860 s'élève à 160 000 tonnes en 1861 et à 260 000 tonnes en 1865. En 1862, la Compagnie ouvre une quatrième fosse, Saint-Louis ou no 4, qui entre en exploitation fin 1864. Avec ces quatre fosses, très grandement outillées, exploitant un gisement très riche, le plus riche de tout le bassin, les Mines de Lens arrivent à une grande production de 350 000 tonnes en 1866 et 1867, 400 000 tonnes en 1869 et 1870, 650 000 tonnes en 1873 et 1874 et 715 000 tonnes en 1875. L'extraction par fosse atteint 100 000 tonnes en 1870, 145 000 tonnes en 1872 et 178 000 tonnes en 1875.
La cinquième fosse (no 5) de Lens a été ouverte en 1872, à 800 mètres à l'est du no 4, et dans le but d'exploiter les puissantes couches reconnues par cette dernière. Son diamètre est de 4,86 mètres. Le passage du niveau par ce dernier puits a présenté des difficultés excessives. Deux puissantes machines d'épuisement, développant à un moment donné jusqu'à 1 000 chevaux de force, ont élevé au jour 25 000 hectolitres d'eau par heure, soit 600 000 hectolitres d'eau par 24 heures. À la fin de 1874, on atteint le terrain houiller et la houille. Cette fosse est installée grandiosement : machine à deux cylindres horizontaux d'un mètre de diamètre et 1,80 mètre de course, cages à deux étages renfermant quatre chariots par étage, système spécial de nettoyage des charbons, constructions luxueuses. Du reste le chiffre de son extraction journalière répond à la magnificence de son installation. Elle fait le plus grand honneur à l'Ingénieur M. Reumaux, et lui a fait obtenir, concurremment avec ses autres mérites, la décoration de la Légion d'Honneur, au commencement de l'année 1879.

#### Sondages au Sud de la Concession
La Compagnie de Nœux a exécuté avec succès divers sondages au sud de la Concession, qui lui a été octroyée. La Compagnie de Lens pense que la formation houillère doit aussi s'étendre au-delà de la limite méridionale de sa concession, et pour s'en assurer elle installe, fin mars 1857, un sondage no 44 à Liévin, à 520 mètres de sa limite sud. Dès le mois d'octobre ce sondage rencontre le terrain houiller, puis quatre couches de houille. Un deuxième sondage, no 45, à Éleu-dit-Leauwette, à 400 mètres au sud de la limite de la Concession, amène des découvertes semblables.
La Compagnie adresse alors au Gouvernement une demande en extension de concession, qui a été soumise à l'instruction et qu'elle appuie par l'exécution, en 1858, et 1859 de cinq autres sondages nos 46 à 50, sur les territoires de Liévin et d'Avion. Mais ces derniers sondages ne rencontrent que des terrains dévoniens. Une opposition à cette demande est faite le 21 mai 1858, par Messieurs Deslinsel et consorts, qui venaient d'ouvrir un sondage no 54, à Liévin, à 175 mètres de la limite méridionale de la Concession de Lens.
En réponse à cette opposition la Compagnie de Lens procède, vers le milieu de l'année 1850, à l'ouverture de deux fosses : l'une à Liévin, no 3, l'autre à Éleu, toutes au nord et à proximité des deux sondages positifs qu'elle a exécutés au sud de sa concession. Le creusement de la première de ces fosses est poussé activement et elle entre en exploitation en 1860.
Quant à la deuxième fosse, elle a abandonné à vingt mètres de profondeur, à la suite de la rencontre du terrain dévonien dans un sondage exécuté à une faible distance au sud. Messieurs Deslinsel et consorts, qui se sont constitués en Société, sous la dénomination de Société houillère de Liévin, ont, ainsi qu'il a été dit, installé, le 28 mars 1858, un sondage no 54 à 175 mètres de la limite méridionale de la concession de Lens, qui a été abandonné à 100 mètres de profondeur à la suite d'accidents.
Le 21 mai de la même année ils ouvrent un deuxième sondage no 55 à l'ouest de l'extension de concession demandée par la Compagnie de Lens, et là ils rencontrent le terrain houiller ; puis le 10 juillet un troisième sondage à Avion, qui ne donne que des résultats douteux ; et enfin un quatrième sondage no 58 près du village de Liévin qui recoupe trois couches de houille.
À la fin de 1858, la Société de Liévin commence les travaux d'une fosse no 1, près du premier sondage dans lequel la Compagnie de Lens a trouvé la houille. Elle y traverse bientôt trois veines. La fosse no 3 de Lens a également rencontré plusieurs couches de houille, de sorte qu'il est parfaitement établi qu'au sud et en dehors de la Concession de Lens, il existe une certaine étendue de terrain houiller exploitable. Cette étendue de terrain houiller est demandée en concession par les Compagnies de Lens et de Liévin. Le Gouvernement, par décret en date du 15 septembre 1862 accorde à la Compagnie de Lens une extension de sa concession primitive de 51 hectares, et à la Compagnie de Liévin une concession nouvelle de 761 hectares, soit un ensemble de 812 hectares.

#### Achat de la concession de Douvrin
Le 3 octobre 1873 la Compagnie de Lens fait l'acquisition, moyennant le prix de 550 000 francs, de la concession de Douvrin d'une étendue de 700 hectares, instituée par décret du 18 mars 1863, en faveur de la Société de Douvrin. Cette Société y a ouvert un puits et créé une petite exploitation ; les dépenses faites, et les pertes sur cette exploitation l'obligent à se liquider. Après le rachat autorisé par décret du 5 mars 1875, la Compagnie de Lens réorganise la fosse de Douvrin, désignée désormais sous le no 6, et y entreprend d'importants travaux dans la direction du sud et s'étendant sous la propre concession de Lens. Ces travaux ont amené la découverte de nombreuses couches de houille, mais laissant à désirer comme régularité. Toutefois, la fosse no 6 ou d'Haisnes est en pleine extraction. En 1877-78, elle produit 62 989 tonnes. En 1874 et 1875, la Compagnie entreprend, dans le but d'explorer la partie centrale et nord de sa concession, quatre grands sondages qu'elle pousse à des profondeurs de plus de 300 mètres. Ces sondages, repris sous les nos 893, 894, 897 et 898, amènent la découverte de belles et nombreuses couches de houille.
C'est près de l'un de ces sondages no 894, à Wingles, qui rencontre le terrain houiller à 137,35 mètres et traverse sept couches de charbon demi-gras avant la profondeur de 365,35 mètres à laquelle il est arrêté, que la Compagnie a commencé en avril 1879 un nouveau siège d'exploitation, no 7 - 7 bis, composé de deux puits de 3,75 mètres et quatre mètres de diamètre, distants l'un de l'autre de dix mètres, d'axe en axe. Pour donner une idée de l'installation des travaux de Lens, voici le chiffre d'extraction de chacune de ces six fosses pendant l'exercice 1877-78 : 100 390 tonnes à la fosse no 1, 108 548 tonnes à la fosse no 2, 109 793 tonnes à la fosse no 3, 107 705 tonnes à la fosse no 4, 167 874 tonnes à la fosse no 5, 63 989 tonnes à la fosse no 6, soit un ensemble de 657 299 tonnes et une moyenne de 109 549 tonnes par fosse.
| Année    | Production |
| -------- | ---------- |
| 1853     | 223        |
| 1854     | 9 967      |
| 1855     | 38 048     |
| 1856     | 62 021     |
| 1857     | 72 546     |
| 1858     | 74 370     |
| 1859     | 75 539     |
| 1860     | 99 897     |
| 1861     | 159 429    |
| 1862     | 198 880    |
| 1863     | 213 774    |
| 1864     | 235 715    |
| 1865     | 261 867    |
| 1866     | 348 641    |
| 1867     | 356 435    |
| 1868     | 381 317    |
| 1869     | 402 457    |
| 1870     | 408 234    |
| 1871     | 482 022    |
| 1872     | 583 385    |
| 1873     | 654 022    |
| 1874     | 657 904    |
| 1875     | 715 097    |
| 1876     | 670 089    |
| 1877     | 627 643    |
| 1878     | 707 003    |
| Ensemble | 8 496 525  |

#### Production
La notice publiée par la Société à l'occasion de la visite du Congrès de l'Industrie minérale en 1876, contient les chiffres de la production annuelle des Mines de Lens depuis son origine jusqu'à fin 1875, reproduits ci-dessous. Pour les années de 1876 et 1878, les résultats sont donnés par les rapports des Ingénieurs des Mines:

#### Ouvriers et production par ouvrier
D'après les relevés de l'administration des Mines, voici le nombre d'ouvriers occupés par la Compagnie de Lens, et le chiffre de leur production annuelle. Dans la notice distribué aux membres du Congrès de l'Industrie minérale, en juin 1876, un tableau indique la répartition des ouvriers. Il est ensuite possible de rapporter ces données afin d'avoir la production par ouvrier.
| Année   | Nombre d'ouvriers | Production d'un ouvrier |
| ------- | ----------------- | ----------------------- |
| 1855    | 299               | 126                     |
| 1856    | 515               | 120                     |
| 1857    | 499               | 145                     |
| 1858    | 545               | 136                     |
| 1859    | 545               | 138                     |
| 1860    | 667               | 150                     |
| 1861    | 1 220             | 130                     |
| 1862    | 1 306             | 152                     |
| 1863    | 1 345             | 158                     |
| 1864    | 1 374             | 171                     |
| 1865    | 1 376             | 190                     |
| 1866    | 1 583             | 220                     |
| 1867    | 1 849             | 192                     |
| 1868    | 2 035             | 187                     |
| 1869    | 1 798             | 223                     |
| Moyenne |                   | 162                     |

| Année | Ouvriers du fond | Ouvriers du jour | Ensemble |
| ----- | ---------------- | ---------------- | -------- |
| 1870  | 1 538            | 566              | 2 104    |
| 1871  | 1 776            | 580              | 2 356    |
| 1872  | 1 847            | 617              | 2 464    |
| 1873  | 2 146            | 619              | 2 765    |
| 1874  | 2 505            | 798              | 3 303    |
| 1875  | 2 816            | 897              | 3 713    |

| Année   | Fond | Fond et jour |
| ------- | ---- | ------------ |
| 1870    | 205  | 194          |
| 1871    | 271  | 204          |
| 1872    | 315  | 236          |
| 1873    | 304  | 236          |
| 1874    | 262  | 199          |
| 1875    | 253  | 192          |
| Moyenne | 278  | 210          |

Les rapports des Ingénieurs des Mines donnent pour 1877 indiquent qu'il y a au fond 2 727 ouvriers et 823 au jour, pour un total de 3 550 ouvriers. Pendant l'année, la production a été de 230 tonnes par ouvrier du fond, et 176 tonnes par ouvrier du fond et du jour. En 1878, la Compagnie de Lens occupe 2 998 ouvriers au fond et 809 au jour, soit un ensemble de 3 807 ouvriers. La production est de 236 tonnes par ouvrier du fond et de 186 tonnes pour les deux catégories.
Ainsi, les Mines de Lens qui n'occupent en 1855 que 299 ouvriers, et en 1860 que 667, en emploient en 1870, 2 104 et en 1875, 3 713. La difficulté de vente oblige à réduire l'extraction en 1877, et le nombre des ouvriers y descend à 3 550. Les ouvriers des Mines de Lens sont domiciliés dans 33 communes dont une grande partie de la population, environ 14 000 personnes, vit presque exclusivement du travail que leur procure l'exploitation.
La production par ouvrier de toute catégorie qui n'est en moyenne que de 162 tonnes pendant les quinze années 1855 à 1870, s'élève à 210 tonnes de 1870 à 1876, présentant une augmentation sur la période précédente de 48 tonnes, ou de 30 %. La production par ouvrier du fond est considérable, 278 tonnes, et indique un gisement très riche et d'une exploitation facile, en même temps qu'un emploi intelligent du personnel. Les moyennes ci-dessus ont toutefois éprouvé une notable diminution pendant les trois dernières années.
| Année | Salaires totaux | Salaires par ouvrier |
| ----- | --------------- | -------------------- |
| 1869  | 1 450 513       | 807                  |
| 1871  | 2 012 682       | 940                  |
| 1872  | 2 634 950       | 1 139                |
| 1873  |                 | 1 089                |
| 1874  |                 | 1 050                |
| 1876  |                 | 1 063                |
| 1877  | 3 303 532       | 930                  |
| 1878  | 3 127 405       | 821                  |

#### Salaires
Dans un article « Les Mines de Lens » publié par la Revue Scientifique, no 52, du 23 juin 1877, on trouve les renseignements suivants sur les salaires des ouvriers de ces Mines. Un mineurs travaillant à la tâche gagne 5,30 francs, un mineur au marchandage 5,80 francs et un mineur à la journée 5 francs La moyenne des salaires des mineurs pendant une quinzaine de treize jours est de 65 à 75 francs. Parmi les ouvriers qui viennent en aide aux mineurs, les suivants reçoivent encore des salaires très-convenables : un chargeur à la taille gagne 3,25 à 3,35 francs, un chargeur à l'accrochage quatre francs, un moulineur à la tâche 3,75 francs, un machiniste quatre à 5,25 francs, un chauffeur 3,75 francs, un lampiste trois francs, un remblayeur 3,25 francs, un hercheur 3,25 francs, un enfant 1,50 à deux francs et un trieur de pierres 1,50 à deux francs.
Ces prix de journée sont élevés ; mais il est possible de les subir quand la production journalière de l'ouvrier est grande, comme elle l'est à Lens. Les rapports des Ingénieurs des Mines complètent les renseignements ci-dessus par le chiffre des salaires payés annuellement.
Le travail a été notablement réduit dans les deux dernières années et par suite le salaire annuel moyen a beaucoup diminué.

#### Maisons d'ouvriers
La plaine de Lens, au sol crayeux et peu productif, ne renferme en 1850 que de petits villages, peu peuplés et ne pouvant par conséquent fournir qu'un petit nombre de bras aux nouvelles houillères qui s'établissent alors. Il a fallu dès l'origine attirer de nombreux ouvriers des Bassins du Nord et de la Belgique, et par suite créer des maisons pour les loger.
Ainsi la Compagnie de Lens possède déjà 480 maisons en 1866 pour une population ouvrière alors occupée de 1 583 ouvriers. Ce nombre est porté en 1872 à 755 pour 2 464 ouvriers employés dans les travaux. En 1877, la Compagnie possède : 1 085 maisons habitées, 257 en construction soit un total de 1 342 maisons.
Les 1 085 maisons achevées sont habitées par 1 600 ouvriers, soit environ 1,5 ouvrier par maison et 3 500 femmes et enfants soit 3,2 par maison. Au total, il y a 5 100 personnes logée ou 4,7 habitants par maison. La construction de ces maisons figure dans les comptes de la Compagnie pour la somme considérable de 3 738 426,92 francs, correspondant à 2 800 francs au moins par maison.
Les prix mensuels de location varient entre 4,50, cinq. 5,50 et six francs, suivant l'importance et la situation des maisons. Déduction faite des contributions et des frais d'entretien, ce loyer représente à peine 1,75 % du capital engagé. La Compagnie fait donc un sacrifice de 3,25 % d'intérêt sur quatre millions, soit d'environ 140 000 francs par an, en faveur de ses ouvriers, du fait de leur logement à bon marché. Depuis 1877, la Compagnie a achevé les maisons commencées, et en a construit de nouvelles, et en 1880 elle en a en tout 1 383. II existe donc à Lens une maison pour 2,75 ouvriers, ou environ une maison pour 510 tonnes de houille produite. La Compagnie loge annuellement dans ses maisons 55 % de sa population ouvrière.

#### Caisse de secours
Dès que l'exploitation de Lens a pris une certaine importance, la Compagnie a institué une caisse de secours en faveur de ses ouvriers. Comme la caisse des autres houillères de la région, elle est alimentée par une retenue de 3 % sur le salaire de tous ses ouvriers, et une cotisation de 1 % de la Compagnie sur le chiffre total de ces salaires. En 1871, cette caisse possède des fonds assez considérables. Les ouvriers demandent le partage de ces fonds, et la suppression de l'institution. La Compagnie résiste d'abord, mais elle a été obligée de céder aux ouvriers qui se sont mis en grève à ce propos. Il a alors été substitué à cette institution une nouvelle caisse de secours qui fonctionne dans les conditions suivantes. Tous les ouvriers attachés à l'établissement sont tenus de faire partie de la caisse de secours, organisée entre eux, avec le concours de la Société. La cotisation par quinzaine est fixée comme suit : 1,50 franc pour les ouvriers gagnant trois francs et au-delà par jour, 1,25 franc pour les ouvriers gagnant 2,50 à trois francs par jour, un franc pour les ouvriers gagnant deux à 2,50 francs par jour, 75 centimes pour les ouvriers gagnant 1,50 à deux francs par jour et 50 centimes pour les ouvriers gagnant moins de 1,50 franc par jour.
Les secours journaliers alloués en cas de maladie ou de blessures sont accordés d'après le tarif suivant : 1,50 franc s'il est malade et 1,90 franc s'il est blessé si l'ouvrier paye 1,50 franc par quinzaine, 1,25 franc s'il est malade et 1,60 franc s'il est blessé si l'ouvrier paye 1,25 franc par quinzaine, un franc s'il est malade et 1,25 franc s'il est blessé si l'ouvrier paye un franc par quinzaine, 15 centimes s'il est malade et 95 centimes s'il est blessé si l'ouvrier paye 75 centimes par quinzaine, et 50 centimes s'il est malade et 65 centimes s'il est blessé si l'ouvrier paye 50 centimes par quinzaine.
La caisse solde, outre les secours ci-dessus, les honoraires des médecins, les médicaments... Ainsi en 1875, elle a payé 19 084,84 francs pour les honoraires des médecins, 38 861,06 francs pour les frais pharmaceutiques, 84 905,23 francs pour les secours en argent aux malades et blessés, 3 507,02 francs pour les frais funéraires et 1 141,25 francs pour les frais divers. Le total des dépenses est de 148 099,40 francs. Les recettes pendant cette même année ont été de 30 000 francs pour la cotisation de la Compagnie et 114 124,15 francs pour la contribution des ouvriers. Le total des recettes est de 144 124,15 francs.
La Compagnie occupe en 1875, 3 713 ouvriers. La dépense de la caisse de secours par ouvrier est donc de quarante francs environ. Chaque ouvrier ne contribue dans cette dépense que pour trente francs environ, et la Compagnie pour huit francs. Le déficit est d'environ deux francs.

#### Autres œuvres en faveur des ouvriers
Outre la cotisation de 30 000 francs qu'elle accorde en 1875 à la caisse de secours formée entre ses ouvriers, la Compagnie de Lens fait et continue à faire des dépenses considérables pour l'amélioration de leur bien-être.
Ainsi, dans toutes les communes, au nombre de 33, où résident ses ouvriers, les enfants des deux sexes sont admis, aux frais de la Société, dans les salles d'asile et les écoles communales. Au milieu du groupe de maisons établies près de la fosse no 3, à Liévin, elle a construit une église, assez vaste pour desservir une population de 3 000 habitants, qui a coûté en tout 100 000 francs, et deux écoles, tenues par les religieux et les religieuses, qui ont coûté 118 160 francs, soit un total de 218 160 francs.
Plus de 3 000 enfants reçoivent ainsi l'instruction à la charge de la Compagnie. Un prélèvement de 1,5 % des dividendes distribués est fait chaque année pour pensions à accorder aux veuves d'ouvriers tués dans les travaux, à leurs orphelins, enfin à des secours extraordinaires à des familles éprouvées par des malheurs exceptionnels. Chaque enfant d'ouvrier reçoit dix francs à l'époque de la première communion. Enfin il est alloué gratuitement, à chaque famille d'ouvrier, six hectolitres de charbon menu par mois pour son chauffage.

#### Prix de revient
Les états de redevance donnent pour prix de revient d'exploitation proprement dite, sans les travaux extraordinaires, 8,27 francs par tonne en 1873 et 9,22 francs par tonne en 1874. La main-d'œuvre entre dans le prix de revient pour 3,60 francs par tonne en 1869, pour 4,17 francs par tonne en 1871 et pour 5,26 francs par tonne en 1877.
De toutes les exploitations du Bassin, c'est sans contredit celle de Lens qui a les prix de revient les plus bas. Ce résultat est la conséquence directe de la richesse, de la régularité du gisement, et de la bonne exploitation du gîte.

#### Prix de vente
À l'origine des exploitations du Pas-de-Calais, la houille qu'on ne produit qu'en faible quantité, se vend à des prix élevés. Mais au fur et à mesure que les mines se développent, les houilles sont offertes et leurs prix s'abaissent. C'est ce que montrent d'une manière frappante les prix de vente des Mines de Lens fournis par les états de redevance.
Ainsi ce prix est en 1855 de 17,84 francs la tonne et en 1856 de 15,90 francs. De 1857 à 1862, il oscille entre 14,56 francs et 13,10 francs, et de 1863 à 1865, il tombe à 11,77 francs et même à 11,35 francs. Pendant les deux années 1866 et 1867, la houille est très demandée, et le prix de vente monte à 12,15 francs et 13,47 francs. Il redescend ensuite à 11,68 francs en 1869 et 1870 pour remonter en 1871 à 12,08 francs et en 1872 à 12,40 francs. On se rappelle les prix excessifs qu'atteignent les houilles en Angleterre, en Belgique et en Allemagne, après la guerre de 1870. Les houillères du Nord participent à cette augmentation générale, mais dans une proportion bien moindre qu'on ne serait disposé à se le figurer et cela par suite des marchés à long terme contractés à des prix bas avant la hausse. Ainsi à Lens, le prix moyen n'arrive qu'à 12,08 francs en 1871, et 12,40 francs en 1872.
Les anciens marchés à bas prix arrivent à expiration petit à petit, et sont remplacés par d'autres à prix plus élevés. En 1873, le prix moyen atteint son maximum 17,88 francs ; en 1874, 1875 et 1876, il est encore de 17,14 francs à 17,18 francs. En 1877, les marchés à haut prix sont en partie remplis, et le prix, moyen de vente de cette année tombe à 14,90 francs. En 1878, il n'est plus que de 13,50 francs.
Les mines de Lens fournissent des charbons très appréciés pour la fabrication du gaz, et presque dès l'origine ces Mines ont eu des marchés importants avec la grande Compagnie parisienne qui absorbe annuellement plus de 600 000 tonnes de houille. Ces marchés ont exercé une influence très heureuse sur le développement de la Compagnie de Lens, et quoique conclus à des prix généralement bas, ils lui ont laissé des bénéfices assurés. À la fin de décembre 1875, expire un de ces marchés de plusieurs années conclut à 17 francs. Il a été remplacé par un nouveau à 17 francs pour 100 000 tonnes à livrer en 1876, 110 000 tonnes en 1877 et 120 000 tonnes en 1878.

#### Lieux, et Modes de vente
Les rapports des Ingénieurs des Mines fournissent des détails intéressants sur les lieux et modes de vente des Mines de Lens en 1877 et en 1878. Il a été vendu en 1877 115 000 tonnes pour les industries diverses et 15 855 tonnes pour le chauffage domestique, soit 130 855 tonnes dans le Pas-de-Calais, 184 378 tonnes sont vendues dans le Nord et 292 150 tonnes en dehors de la région. Le total de la vente est de 607 383 tonnes, la consommation à la mine de 42 074 tonnes, pour une production totale de 649 457 tonnes.
Il a été expédié 34 120 tonnes soit 5,6 % de la production par voiture, 259 963 tonnes (42,8 %) par bateaux, et 313 300 tonnes (51,6 %) par chemin de fer pour un total de 607 383 tonnes. En 1878, il a été expédié 31 793 tonnes (4,8 %) par voiture, 302 258 tonnes (46 %) par bateaux et 323 328 tonnes (49 %) par chemin de fer, pour un total de 657 379 tonnes.
Les ventes aux industries diverses sont en 1878 de 114 337 tonnes et de 17 408 tonnes pour le chauffage domestique soit 131 745 tonnes dans le Pas-de-Calais, 186 921 tonnes sont vendues dans le Nord, et 311 713 tonnes hors de la région. La consommation de la mine est de 45 103 tonnes et la production totale de 705 482 tonnes.

#### Chemins de fer
La Compagnie de Lens, comme toutes les compagnies du nouveau Bassin songe, dès l'adoption du tracé de la ligne des houillères, à y relier ses fosses par un embranchement. Un décret du 9 mai 1860 autorise la construction de cet embranchement non seulemement jusqu'à la gare de Lens, mais encore jusqu'au canal de la Haute-Deûle. Un deuxième décret du 10 juillet 1862 autorise la construction d'un deuxième embranchement destiné à relier au précédent la fosse no 3 de Liévin.
Enfin un troisième embranchement de huit kilomètres de longueur, autorisé par décret de janvier 1875 a été exécuté pour relier et aux embranchements déjà établis et au rivage de Vendin-le-Vieil, la concession et la fosse de Douvrin. Il se prolonge jusqu'à la gare de Violaines, sur la ligne de Béthune à Lille. La Compagnie de Lens possède donc un réseau de chemins très complet, d'un développement de 43 kilomètres, y compris les voies de service, et dont plus de la moitié est établie en rails d'acier.
L'exploitation de ce réseau se fait au moyen de huit locomotives de 24 à 28 tonnes, et de 360 wagons à houille. Trois voitures spéciales contenant chacune 60 personnes, servent à amener les ouvriers des villages voisins à leur travail aux fosses.

#### Rivage
Un vaste port d'embarquement des charbons a été établi sur le canal de la Deûle. Une voie ferrée, placée à huit mètres au-dessus du niveau de l'eau amène les wagons directement des fosses en face des bateaux à charger. La locomotive qui amène les trains est munie d'une grue à vapeur, qui soulève les wagons, les incline, de manière à verser la houille sur un plan incliné, et à la faire glisser doucement dans le bateau.
Le chargement d'un bateau n'exige pas plus de quarante minutes, et on peut facilement embarquer 5 000 tonnes par jour. La Compagnie de Lens est, de toutes les Compagnies houillères du Pas-de-Calais, celle qui fait les expéditions les plus importantes par la voie de la navigation. Ainsi, d'après un travail de M. Micha, elle a chargé en bateaux 165 856 tonnes ou 41 % de son extraction en 1860, 182 632 tonnes (44 %) en 1870, 186 206 tonnes (38 %) en 1871, 219 107 tonnes (37 %) en 1872, 237 655 tonnes (36 %) en 1873, 262 700 tonnes (40 %) en 1874, 285 065 tonnes (40 %) en 1875, 228 913 tonnes (34 %) en 1876, 259 963 tonnes (41 %) en 1877, et 302 258 tonnes (13 %) en 1878.

#### Emprunt
Une circulaire du 18 janvier 1860, s'exprime ainsi : 
«  On a pu se convaincre, par l'inventaire qui a été communiqué dans l'assemblée générale, que la Société était, en voie de prospérité. Néanmoins, la nécessité de relier le plus tôt possible ses fosses au chemin de fer des houillères du Pas-de-Calais et au canal, de développer ses puits en exploitation et de creuser de nouvelles fosses, va entraîner la Société dans des dépenses considérables. En conséquence, le comité d'administration a voté, par délibération du 13 janvier courant, un emprunt de 1 500 000 francs destiné au payement des dépenses. Cet emprunt se réalisera à mesure de l'extension des travaux, et sera émis en plusieurs séries.

Il est émis dès à présent une première série de 500 000 francs, représentée par 500 obligations de 1 000 francs l'une, au porteur, donnant droit à un intérêt annuel de 50 francs. Le remboursement se fera par cinquième du nombre des obligations émises, à dater du 1er avril 1867, de telle sorte qu'elles se trouveront toutes remboursées le 1er avril 1871. Les obligations de cette série sont émises à 950 francs, payable le 1er avril prochain.  »
Une deuxième série de 500 000 francs a été émise le 20 novembre 1860, en obligations semblables seulement le remboursement se faisait par cinquième à dater du 30 juin 1862, de telle sorte qu'elles devaient se trouver toutes remboursées le 30 juin 1866. Enfin le solde de l'emprunt a été émis un peu plus tard.

#### Dépenses
La Société de Lens n'a appelé que 300 francs par action sur ses 3 000 actions, de sorte que le capital fournit par les actions n'a été que de 900 000 francs. Mais on a vu que les premiers travaux ont été effectués par la Compagnie de Vicoigne qui en a fait et payé tous les frais. Lorsque cette Compagnie renonce à son association avec la Compagnie de Lens, elle reçoit bien de cette dernière le remboursement de ses avances ; mais bientôt la fosse no 1 produit et donne des bénéfices qui ont permis de satisfaire aux dépenses des autres travaux. Il n'a en effet été distribué de dividende qu'à partir de 1858. Enfin, en 1860, il a été émis un emprunt de 1 500 000 francs, remboursable seulement à partir de 1867, et dont le montant a été employé à la création de nouveaux puits et à l'établissement de chemins de fer.
Le total des sommes versées est de 2 400 000 francs. En 1861, la Compagnie a deux fosses en exploitation et elle a commencé le creusement de deux autres. Elle a alors dépensé en travaux 3 026 723,18 francs, ainsi répartis :
- Travaux de recherches : 426 525,36 francs
- Immeubles, constructions : 305 047,75 francs
- Fosses nos 1 et 2 et bâtiments : 1 021 246,96 francs
- Machine d'épuisement : 110 816,11 francs
- Maisons d'ouvriers : 324 539 francs
- Chemin de fer et divers : 832 488 francs[C 23]

Dans ce chiffre de dépenses, ne figure aucume somme pour le matériel, l'outillage, le fonds de roulement. Les comptes rendus aux assemblées générales des actionnaires, établissent que le capital engagé dans l'entreprise des Mines de Lens sont au 31 juillet 1867 de 6 015 103,31 francs et au 31 juillet 1868 de 6 769 254,55 francs déduction faite des amortissements annuels qui montent au 31 juillet 1868 à 996 430 francs.
Chaque année qui suit vient augmenter ce capital d'une somme importante dépensée en création de nouveaux travaux, puits, maisons, chemins de fer, matériel et outillage, etc. Ainsi le capital social est au 31 juillet 1873 de 11 521 727 francs, 1876 de 17 306 054 francs, 1878 de 19 623 600 francs et 1879 de 21 239 005 francs, toujours déduction faite des amortissements annuels qui s'augmentent chaque année et qui figurent au bilan de juillet 1879 pour 538 925 francs tandis qu'ils ne sont au bilan de l'exercice 1871-72 que de 177 837 francs.
En ajoutant au capital social, au 30 juillet 1879 21 239 005 francs, les amortissements qui fonctionnent depuis l'origine de la Société 4 835 233 francs, on arrive au chiffre total 26 074 238 francs pour le montant actuel des dépenses de premier établissement pour les mines de Lens. La production de ces mines a été pour l'exercice 1878-79 de 753 493 tonnes déduction faite de 16 000 tonnes escaillage. Le capital qui est engagé est donc d'un peu moins de 35 francs par tonne de houille extraite.
Le capital de 21 239 005 francs se décompose ainsi qu'il suit : avaleresses, maisons d'ouvriers, machines, outillage, chemins de fer et terrain pour 17 754 718 francs, approvisionnements divers et charbons pour 1 216 319 francs, argent en caisse, valeurs de portefeuille, réserve pour 3 446 769 francs et débiteurs divers pour 552 526 francs, soit un ensemble de 22 970 332 francs, dont il faut déduire les dettes passives parmi lesquelles figurent les dividendes des 26 septembre et 29 octobre pour 1 731 327 francs, soit un total de 21 239 005 francs.

#### Dividendes
La Compagnie de Lens a eu l'heureuse chance de tomber sur un gisement très riche, d'une exploitation facile et par suite productive. Six années après le commencement de ses recherches, elle est arrivée à avoir un puits en pleine production, puisqu'il fournit 62 000 tonnes. Aussi, dès 1858, elle répartit un premier dividende de 100 francs par action. Ce dividende est maintenu en 1859 et 1860.
En 1861, 1862 et 1863, il est porté à 150 francs grâce à la mise en exploitation des fosses nos 2 et 3, qui permet de porter la production à 160, 200 et 215 mille tonnes. La production augmentant d'année en année, les bénéfices s'accroissent naturellement, et on répartit à chaque action, en 1864 175 francs, en 1865 250 francs, en 1866 325 francs et en 1867 et 1868 350 francs. L'extraction dépasse 400 000 tonnes en 1869 et en 1870 ; et cependant le dividende tombe à 330 francs pendant la première de ces années et même à 300 francs pendant la seconde.
Les hauts prix qu'atteignent les houilles après la guerre, le développement de l'extraction qui est la conséquence de ces hauts prix, et de la grande demande, procurent à la Compagnie de Lens, comme à toutes les Compagnies houillères de la région, comme aux houillères de l'Europe entière, des bénéfices considérables ; elle peut distribuer à chaque action en 1871, 500 francs, en 1872, 800 francs et pendant chacune des années 1873, 1874 et 1875, mille francs. Avec la baisse des prix de vente et malgré une extraction de 670 000 à 707 000 tonnes, les dividendes se réduisent à 700 francs en 1876 et à 500 francs pendant chacune des années 1877 et 1878, pour remonter à 625 francs en 1879.

#### Valeur des Actions
Les actions de Lens ont été émises à mille francs, mais elles n'ont versé que 300 francs. Les dépenses des premiers travaux ont été payées par la Compagnie de Vicoigne et lui ont été remboursées plus tard avec le produit du versement des actions. Les produits de la fosse no 1 suffisent plus tard à créer la fosse no 2 et à constituer l'outillage et le fonds de roulement de l'entreprise. Un emprunt de 1 500 000 francs en 1860 et l'emploi d'une partie des bénéfices annuels ont été consacrés ensuite à l'ouverture de nouvelles fosses, à l'établissement de chemins de fer, du rivage, à la construction de nombreuses maisons d'ouvriers, enfin à l'organisation de la grande exploitation qui représente un capital de plus de 22 millions de francs. Le premier dividende a été distribué en 1858, il est de cent francs. La valeur des actions est de 2 000 francs.
Les titres de la Société des mines de Lens sont admis à la cote sur le marché de Lille le 1er juillet 1861. En 1862, la valeur des actions monte alors à 3 100 francs. En 1867, le dividende est de 350 francs et les actions se vendaient 6 600 à 7 000 francs. Elles valent 8 400 francs en 1868, 9 000 en 1870 et 11 000 francs en 1872.
Comme toutes les actions des Mines, les actions de Lens sont très recherchées pendant la crise houillère et il en est vendu à la Bourse de Lille à 15 000 francs en janvier 1873, 18 000 francs en juin, 22 000 francs en novembre. En 1874 et 1875, les actions continuent à monter, elles atteignent le prix de 32 000 francs en août 1874, 35 000 francs en janvier 1875, 44 700 francs en mars 1875, puis elles retombent à 35 300 francs en décembre 1875, 30 000 francs en février 1876, 21 400 francs en novembre 1876, et 20 000 francs en janvier 1877.
À partir de ce moment le prix des actions de Lens se maintient entre 19 000 et 21 000 francs. Il est, en juin 1879, de 18 600 francs avec un dividende de 500 francs. Mais sur l'annonce d'une augmentation de dividende, elles remontent, en octobre 1879, à 20 500 francs, et en février 1880, à 24 500 francs.

#### Gisement
De toutes les concessions du Pas-de-Calais, celle de Lens est celle dont le gisement a été le mieux et le plus complètement exploré.
Le gisement de Lens proprement dit, comprend 28 couches exploitables dont les épaisseurs réunies forment un massif de 28,42 mètres de houille. Leur épaisseur moyenne dépasse donc un mètre. La moitié de ces couches ont une épaisseur comprise entre 50 centimètres et un mètre, et l'autre moitié une épaisseur supérieure à un mètre. Les veines Dusouich, Alfred et Léonard ont de 1,40 à 1,80 mètre, et la veine Arago atteint même 2,10 mètres.
Ces 28 couches sont superposées les unes aux autres à des distances très variables, dans une épaisseur de la formation houillère, comptée normalement à la stratification, reconnue de 651,89 mètres + 28,42 mètres en charbon = 680,31 mètres. La distance moyenne qui sépare les veines est donc de 24 à 25 mètres. La richesse de la formation houillère à Lens est dans le rapport de 4,17 %, c'est-à-dire que 100 mètres de terrain houiller renferment 4,17 mètres de houille exploitable, ou bien encore qu'il existe une couche de houille d'un mètre par chaque 24 à 25 mètres de terrain houiller.
C'est là une richesse exceptionnelle pour le bassin du Pas-de-Calais, et inconnue dans le bassin du Nord. Les couches de houilles de Lens sont reconnues par les travaux d'exploitation sur un très grand développement dont il est difficile cependant de préciser l'étendue avec exactitude, à cause des nombreuses failles qui les interrompent et leur font subir des rejets et des changements de direction fréquents. La veine Dusouich, de 1,50 mètre d'épaisseur, et l'une des veines les mieux explorées, est connue près de la limite ouest de la Concession, par la bowette nord de la fosse no 3 ; près de la limite sud-ouest par cette même fosse ; près de la limite sud-est par les fosses nos 4 et 5, et enfin près de la limite est, par la fosse no 2, et enfin au nord de cette même fosse par une bowette au nord. Elle s'étend en forme de courbe d'un développement de 14 à 15 kilomètres, mais avec de très nombreuses interruptions.
Quant aux autres couches du gisement de Lens, elles sont explorées sur des étendues beaucoup plus restreintes, mais encore considérables. La nature des houilles varie avec l'ordre de superposition des couches. Ainsi les veines les plus au nord de la fosse no 1 donnent du charbon contenant de 23 à 25 % de matières volatiles, tandis que les veines supérieures de la même fosse en renferment 26 à 28 %. Aux autres fosses, la houille tient, à la fosse no 2, 25 à 30 % de matières volatiles, à la fosse no 4, 28 à 32 % de matières volatiles, à la fosse no 3, 30 à 40 % de matières volatiles.
Le gisement de la fosse no 6 de Douvrin, comprend 17 couches de houille, dont l'épaisseur totale est de 10,71 mètres, et l'épaisseur moyenne de 63 centimètres. Seulement, sept de ces couches ont de trente à cinquante centimètres d'épaisseur et sont peu exploitables ; mais les dix autres ont de 60 à 90 centimètres. Elles sont renfermées dans une épaisseur de terrain houiller de 361,63 mètres + 10,71 mètres = 372,34 mètres, de sorte qu'à la fosse no 6, on compte une couche de houille de 63 centimètres par chaque 22 mètres de la formation ; ou bien encore un mètre de houille par 35 mètres de terrain, tandis qu'à Lens. Il existe un mètre de houille par 25 mètres de terrain houiller. Le gisement de Douvrin est donc d'une richesse ordinaire, et même inférieure à la moyenne générale du bassin de Pas-de-Calais, puisque sept couches sur 17 sont à peu près inexploitables.
La concession de Douvrin est pauvre ; elle n'aurait pu, isolément, donner lieu à une exploitation avantageuse. Entre les mains de la Compagnie de Lens, qui étend ses travaux de la fosse no 6 en grande partie dans son propre périmètre, la fosse de Douvrin donne des résultats. La houille qu'elle fournit est maigre dans les couches inférieures et ne tient que 8 % de matières volatiles. Elle devient sèche dans les couches méridionales où la proportion de matières volatiles atteint 12, 14 et jusqu'à 16 %.
Les grands sondages, exécutés en 1874 et 1875 dans la partie centrale de la concession de Lens, ont amené la découverte de nombreuses couches de houille grasse à courte flamme, et sont venus accroître la richesse considérable déjà reconnue à Lens, et à Douvrin. En 1880, cette richesse est reconnue sur onze kilomètres dans le sens perpendiculaire à l'axe du bassin houiller, et sur six kilomètres dans le sens de cet axe, soit sur une superficie de 66 kilomètres carrés ou 6 600 hectares. Si l'on admet une production effective moyenne de 60 000 tonnes à l'hectare, chiffre plutôt inférieur que supérieur à la réalité, Lens peut compter fournir, pendant 400 ans environ, une extraction annuelle d'un million de tonnes.

### Après 1880

#### Ouverture de nouvelles fosses
Sur le territoire d'Avion débute le 9 avril 1876 le fonçage du puits no 5. Il est situé à 500 mètres environ à l'est de la fosse no 4, également près du triage de la gare de Lens et de la ligne Arras - Dunkerque-Locale. En 1880, avec six fosses, la Compagnie de Lens a extrait 924 000 tonnes de charbon.
En 1882, au nord de la concession, sur le territoire de Wingles, la Compagnie ouvre les puits nos 7 et 7 bis, qui sont productifs la même année. Ils ne sont distants que de dix mètres d'axe en axe. Sur le territoire de Liévin, la Compagnie ouvre le puits no 3 bis à quarante mètres environ au nord du puits no 3, celui-ci est destiné à assurer l'aérage. En 1882, M. Bollaert est l'agent-général de la Compagnie, Élie Reumaux est l'ingénieur en chef.
Le 19 juillet 1886, le puits no 8 est entrepris au sud-ouest du territoire de Vendin-le-Vieil, à 1 850 mètres au nord-est de la fosse no 2. Les travaux du puits no 8 bis débutent simultanément à une trentaine de mètres au nord-est du puits no 8. La fosse commence à produire en janvier 1891. Le 19 décembre 1886 débute entre les fosses nos 3 et 1 le fonçage du puits no 9, près de la ligne Arras - Dunkerque-Locale. La fosse commence à produire le 1er octobre 1880. Cette année-là, la Compagnie produit 1 728 000 tonnes de charbon, et emploie 6 400 hommes, 870 enfants et 29 femmes.
Le fonçage du puits no 11 débutent le 4 janvier 1891 au sud de Loos-en-Gohelle. L'extraction débute le 1er juin 1894. Le 10 avril 1893 débute l'ouverture du puits no 12, également au sud de Loos-en-Gohelle, à 1 270 mètres à l'est de la fosse no 11. Le siège ouvre le 1er janvier 1894. Le 1er février 1894 débutent les travaux de fonçage du puits no 10, à Vendin-le-Vieil, à 3 200 mètres au nord-est de la fosse no 8 - 8 bis. La fosse commence à extraire en septembre 1895, avec un puits profond de 304 mètres. En 1897, 8 000 hommes, 1 400 enfants et 420 femmes assurent une production de 2 698 000 tonnes de charbon. En 1895, la Compagnie possède deux lavoirs, des fours à coke, un rivage à Vendin-le-Vieil, une voie ferrée entre toutes ses fosses, ainsi qu'à Pont-à-Vendin et Violaines.
En 1898, le puits no 5 bis est ouvert à vingt mètres à l'est du puits no 5.

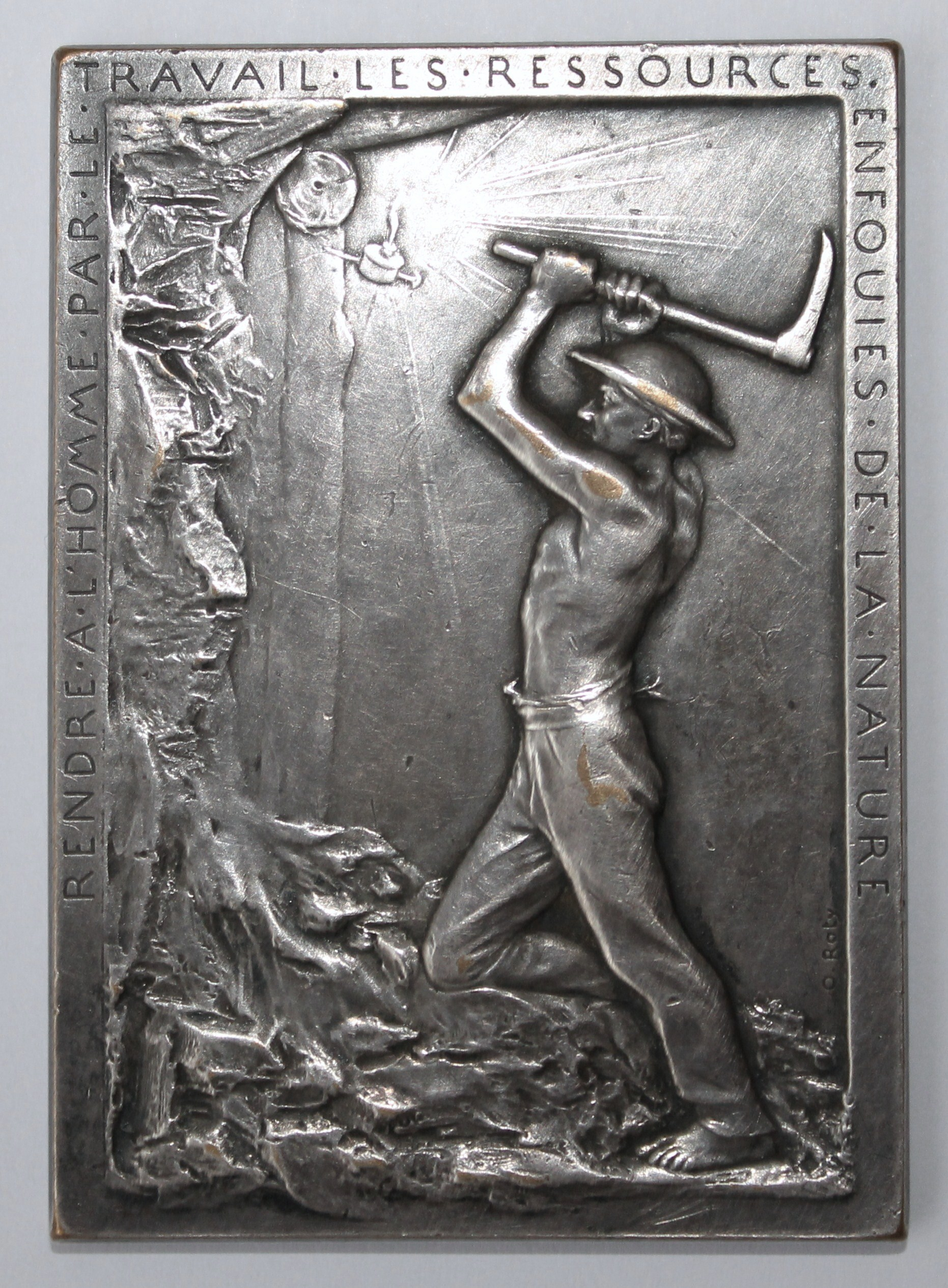
Médaille commémorative.

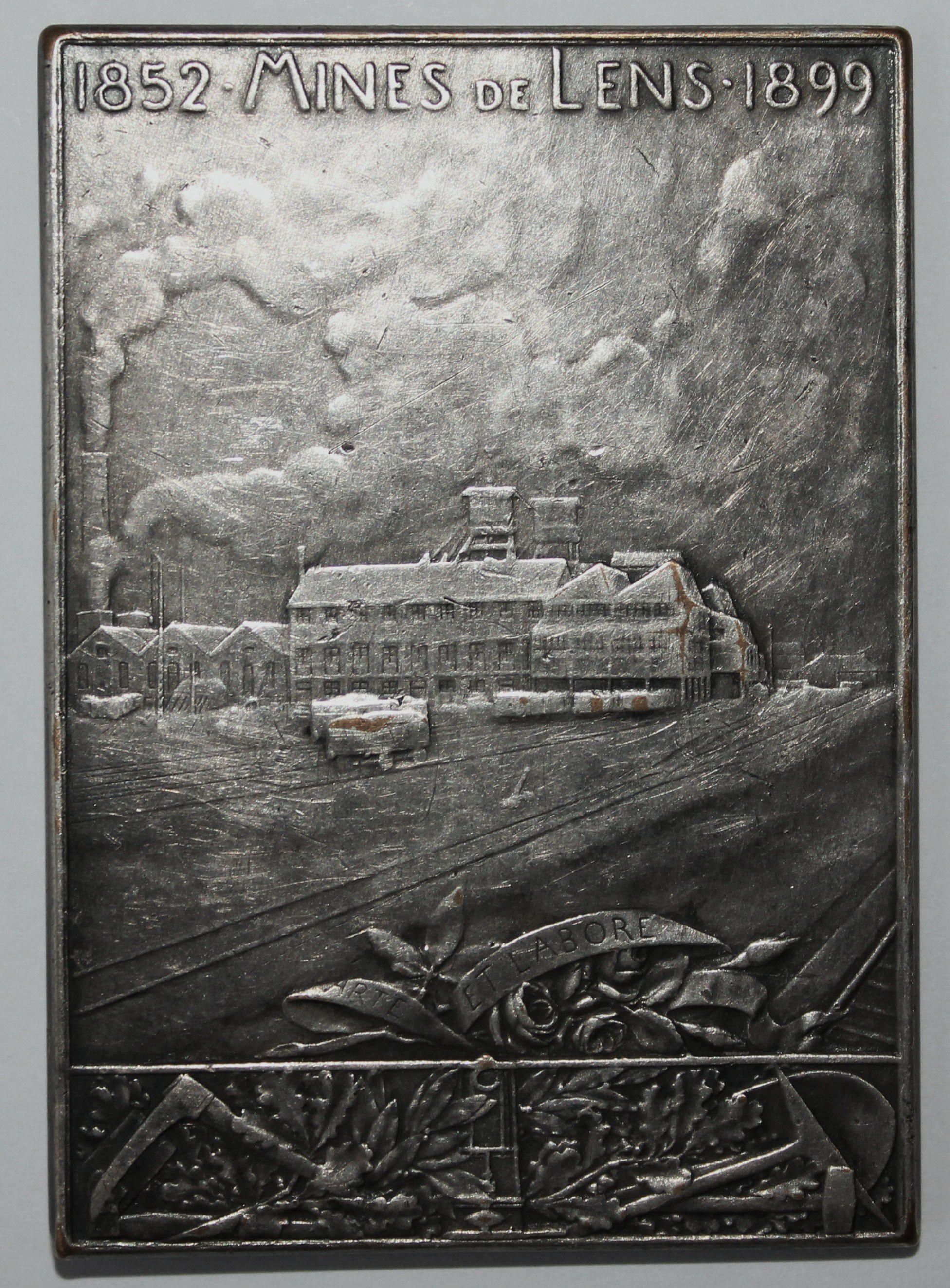
Revers de la médaille

En 1900, le cap des trois millions de tonnes de charbon est atteint. À cette occasion une plaquette commémorative gravée par Oscar Roty est remise aux ouvriers titulaires de la médaille du travail et aux employés comptant dix années de nomination.
En 1904, la Compagnie ouvre le puits no 9 bis à Liévin, à 640 mètres à l'ouest du puits no 9. Le 14 juin 1904 débutent les travaux de fonçage du puits no 2 bis à 240 mètres à l'est du puits no 2, sur le même carreau. La fosse no 2 bis entre en exploitation en septembre 1905. Quelques années plus tard (la date n'est pas connue), un puits d'aérage dénommé 2 ter est installé sur un autre carreau, à Loison-sous-Lens, à 1 280 mètres à l'est du puits no 2. La fosse no 12 bis est foncée en 1905 à la profondeur de 626 mètres. Elle est située à 650 mètres au sud de la fosse no 12 dont elle constitue le puits d'aérage. À cette époque, la Compagnie produit 3 228 715 tonnes de charbon, 466 732 tonnes de coke et 84 238 tonnes d'agglomérés.
Le 5 avril 1906, quelques semaines après la Catastrophe de Courrières, débute l'ouverture du puits no 13 à Hulluch, sur la route reliant Lens à La Bassée, sur un axe nord-sud entre les fosses nos 6 et 1. Le siège est opérationnel à partir du 13 novembre 1908. Cette même année, le 24 mars, à Liévin, à 875 mètres au sud-ouest de la fosse no 11 débute le fonçage du puits d'aérage no 11 bis. Il est opérationnel le 29 mai 1909, lorsque sa profondeur atteint 433 mètres.
Le puits no 15 commence à être creusé le 27 novembre 1905 à Loos-en-Gohelle, près du centre de la commune. Le 23 octobre 1907, date à laquelle le siège commence à fonctionner, le puits no 15 bis est entrepris, à 25 mètres au sud-ouest du précédent puits. Il est destiné à l'aérage de la fosse.
En juillet 1906 débute le fonçage du puits no 14, près de la route reliant Lens à La Bassée, et où sont déjà implantées les fosses nos 6, 13 et 1. Le siège no 14 est opérationnel à partir du 14 octobre 1907. Le puits d'aérage no 14 bis, également commencé en 1906 est également situé le long de cette route, sur un autre site, à 1 780 mètres au nord du puits d'extraction. Le 11 septembre 1909 débute le fonçage du puits no 13 bis à Bénifontaine, destiné à servir à l'aérage de la fosse no 13. Le puits d'aérage est situé à 1 660 mètres au sud-est du puits d'aérage. La fosse no 13 bis commence à aérer les chantiers du fond en 1910. Cette année-là, 11 000 hommes au fond et 3 000 au jour permettent à la Compagnie de produire 3 338 000 tonnes de charbon.
Le 22 novembre 1909 débute le fonçage du puits no 16 à Loos-en-Gohelle, à 1 180 mètres à l'ouest de la fosse no 11, et à 440 mètres à l'ouest de son puits d'aérage le 11 bis. L'exploitation commence en octobre 1912. En 1911 débute le fonçage du puits d'aérage no 16 bis, sur le territoire de Liévin, à un kilomètre au sud-ouest du puits d'extraction. Il s'agit du dernier puits creusé par la Compagnie des mines de Lens, mais aussi du puits le plus occidental de la Compagnie.
En 1913, la Compagnie produit 3 867 197 tonnes de charbon, 661 201 tonnes de coke et 125 133 tonnes d'agglomérés. Elle est la compagnie houillère la plus puissante de France. Elle emploie 16 319 ouvriers, possède 7 474 maisons, neuf écoles primaires, treize écoles maternelles, cinq écoles ménagères, deux gouttes de lait, deux dispensaires, huit lavoirs, 584 fours à coke, trois presses d'agglomérés, une usine à boulets, 210 km de voies ferrées et un rivage à Pont-à-Vendin.

#### Première Guerre mondiale

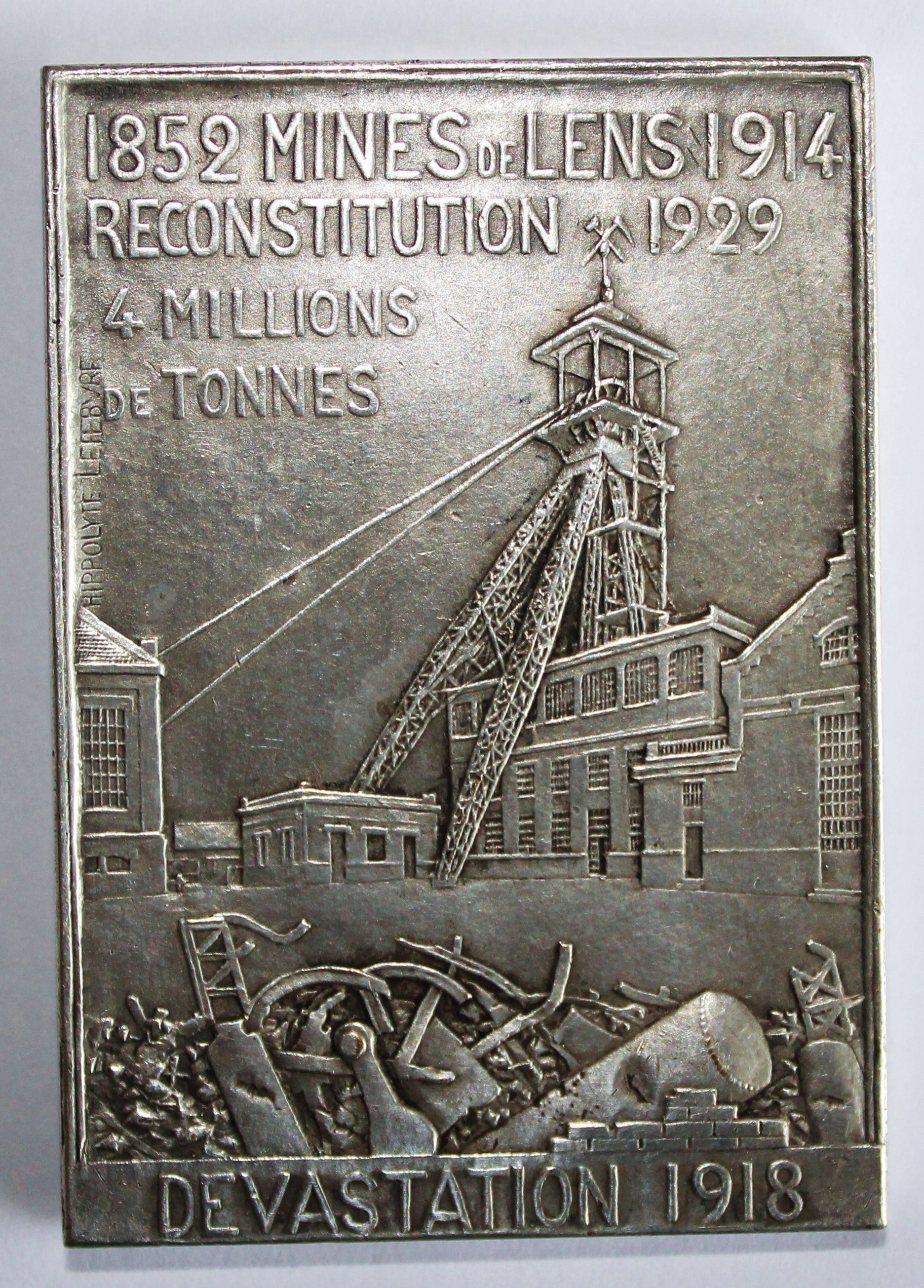
Médaille commémorant le cap de production des 4 millions de tonnes et la reconstruction de 1929 après la dévastation de 1918

La Bataille de Loos a eu lieu sur la concession des mines de Lens. En 1918, tout est détruit, et la production est réduite à néant.

#### La reconstruction

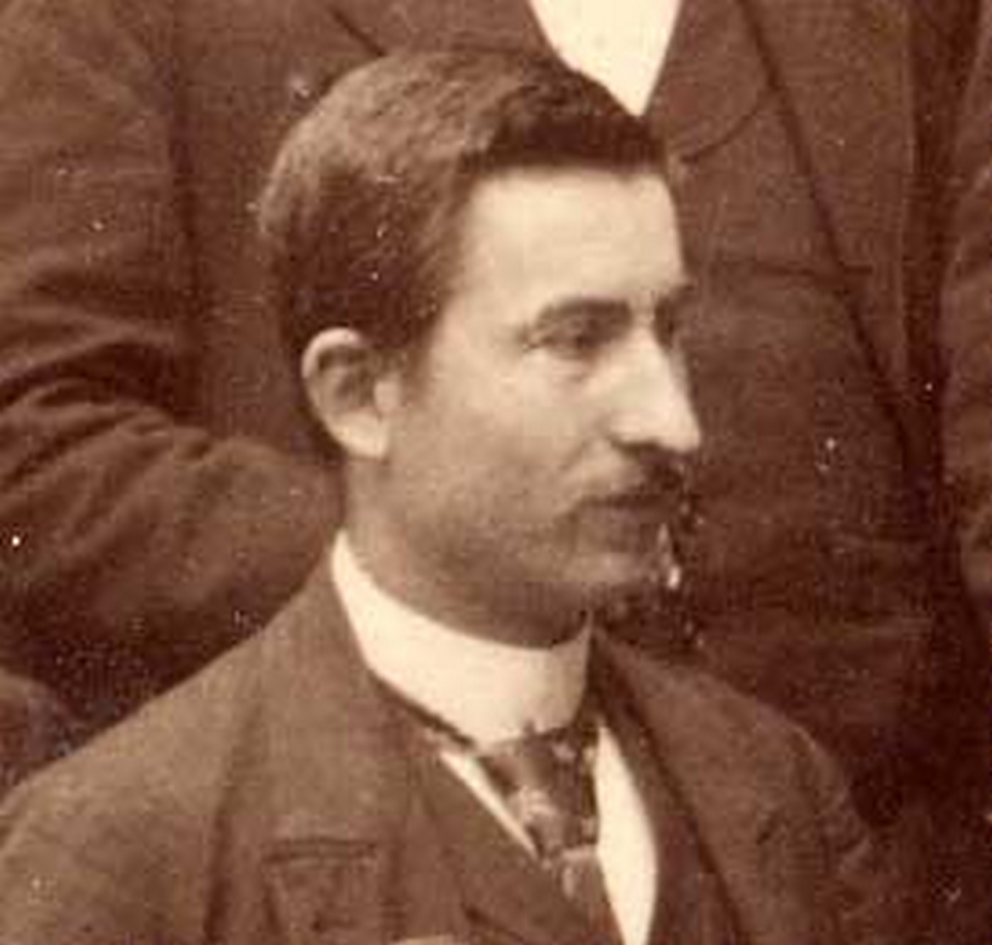
Ernest Cuvelette

Ernest Cuvelette, directeur général de la Société des mines de Lens, organise la reconstruction des houillères du bassin minier du Nord-Pas-de-Calais après la Première Guerre mondiale.

#### L'entre-deux guerres
En 1928, les sociétés industrielles représentent pour la première fois trois des cinq premières capitalisations françaises et cinq des dix premières, dont deux houillères, la Compagnie des mines de Lens à la troisième place, et la Compagnie des mines de Courrières à la dixième place. C'est un changement car en 1901, la Compagnie des mines de Courrières était la seule houillère parmi les dix premières capitalisations. Mais dès 1913 elle était distancée par la Compagnie des mines de Lens, en raison de la dramatique Catastrophe de Courrières de 1906.
| Société                          | Banque de France | Saint-Gobain | Cie de Lens | Crédit lyonnais | Citroën | Société générale | Paribas | Compagnie parisienne de distribution d'électricité | Alais Froges | Cie de Courrières |
| Capital (en milliards de francs) | 3,8              | 3,2          | 1,9         | 1,8             | 1,7     | 1,7              | 1,6     | 1,6                                                | 1,3          | 1,3               |

#### La nationalisation
L'ordonnance du 13 décembre 1944 institue les Houillères nationales du Nord et du Pas-de-Calais, et la loi du 17 mai 1946 crée les Houillères du bassin du Nord et du Pas-de-Calais.

## Les fosses

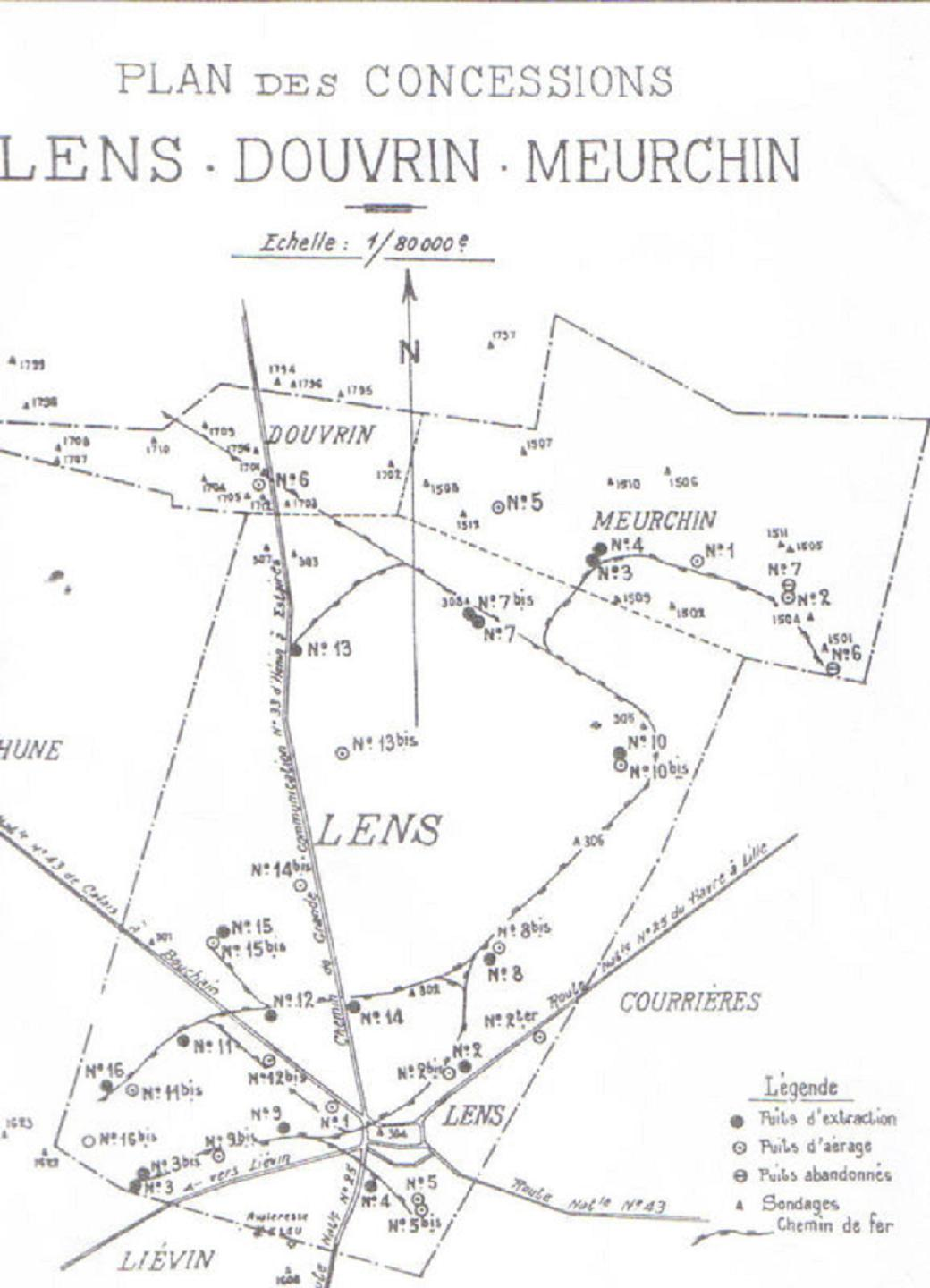
Carte de la Compagnie des mines de Lens, emplacement des puits entre 1920 et 1940.

Les puits secondaires pouvaient parfois être espacés de plusieurs kilomètres du puits principal, d'où un site différent, et une ville parfois différente. 33 puits de mine ont été construits ou exploités par la compagnie. Il n'existe pas de fosse no 17.

### Fosseno1Sainte Élisabeth ou Jules Casteleyn

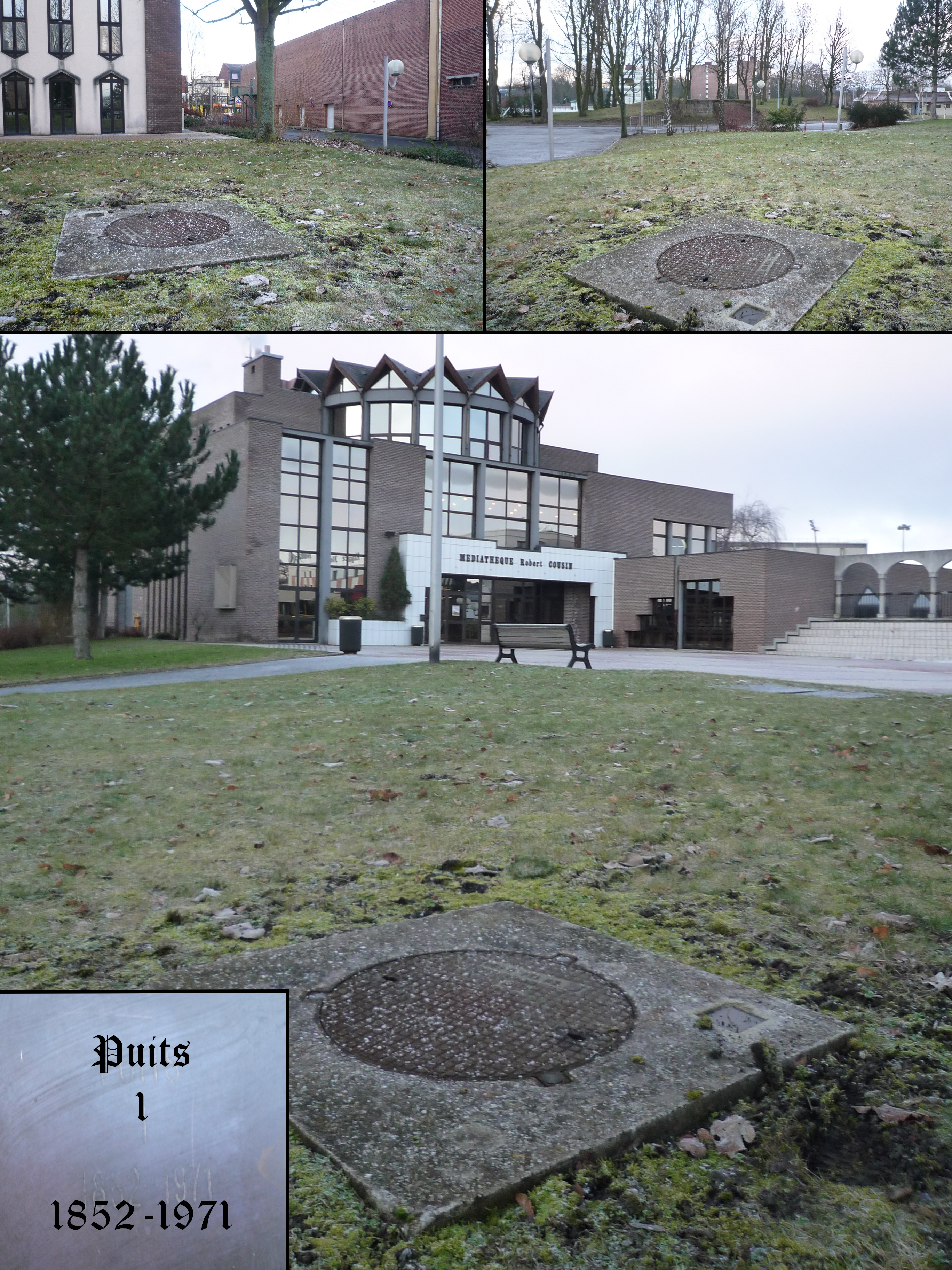
Le puits no 1 en février 2010.

1852 - 1971
50° 25′ 59″ N, 2° 49′ 13″ E
La fosse no 1 est foncée à partir du 9 mai 1852 à Lens. Les travaux sont dirigés par le maître-porion Dumont, et M. de Bracquemont de la Compagnie de Vicoigne. Elle est également appelée Sainte Élisabeth ou Jules Casteleyn. Le puits profond de 345 m commence à produire en fin d'année 1853, malgré quelques difficultés survenues à la suite de venues d'eau. En 1857, la production annuelle est de 745 000 hectolitres de charbon.
L'ensemble est entièrement détruit en 1918, à la fin de la Première Guerre mondiale, comme la plupart des fosses de la Compagnie.
Reconstruite dans les années 1920. Elle cesse sa production pour être rattachée, en 1929, à la fosse no 4 de Lens, puis au siège de concentration du 11/19 de Lens. Elle assure le service du personnel et l'aérage jusqu'en 1971. À cette date, le puits est remblayé. L'ensemble des installations est détruit au cours de l'année 1986.

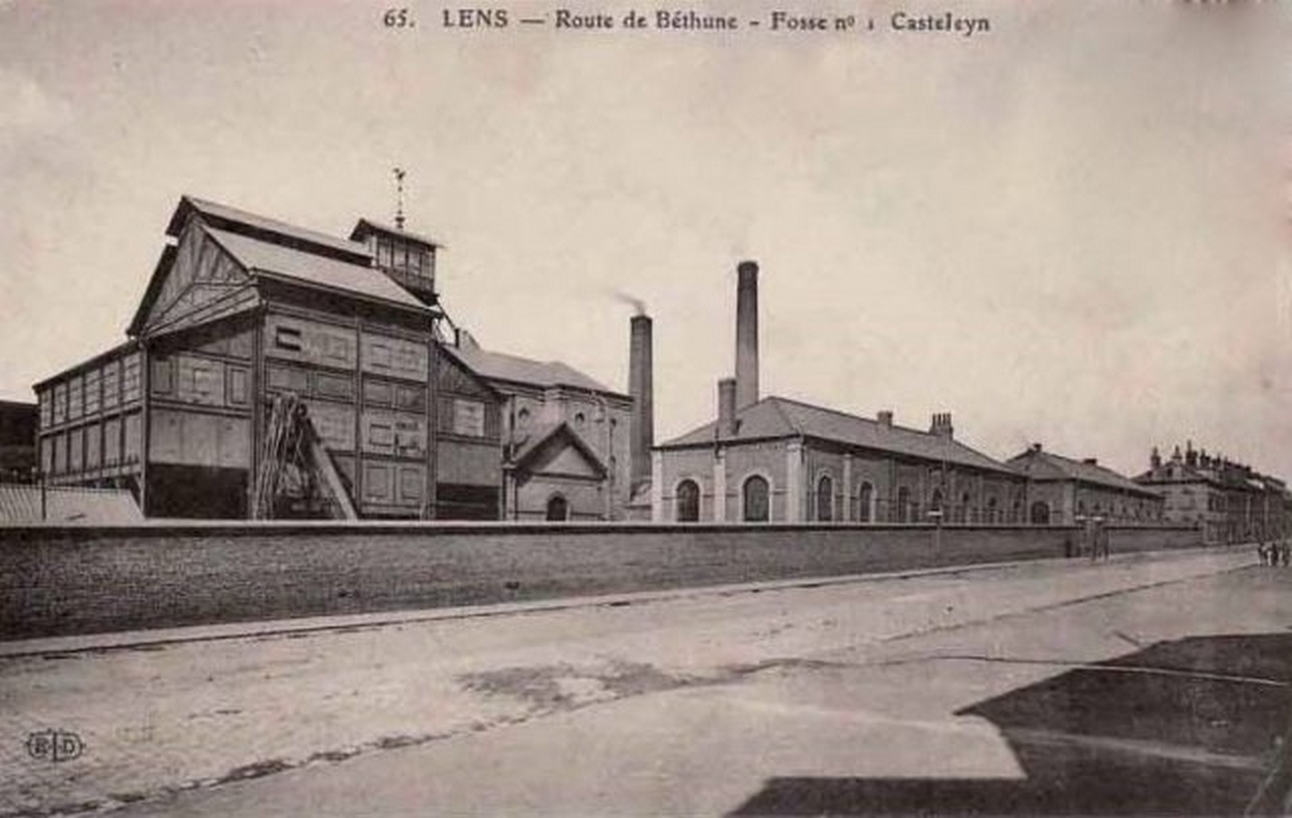
Fosse no 1, Compagnie des mines de Lens (route de Béthune).
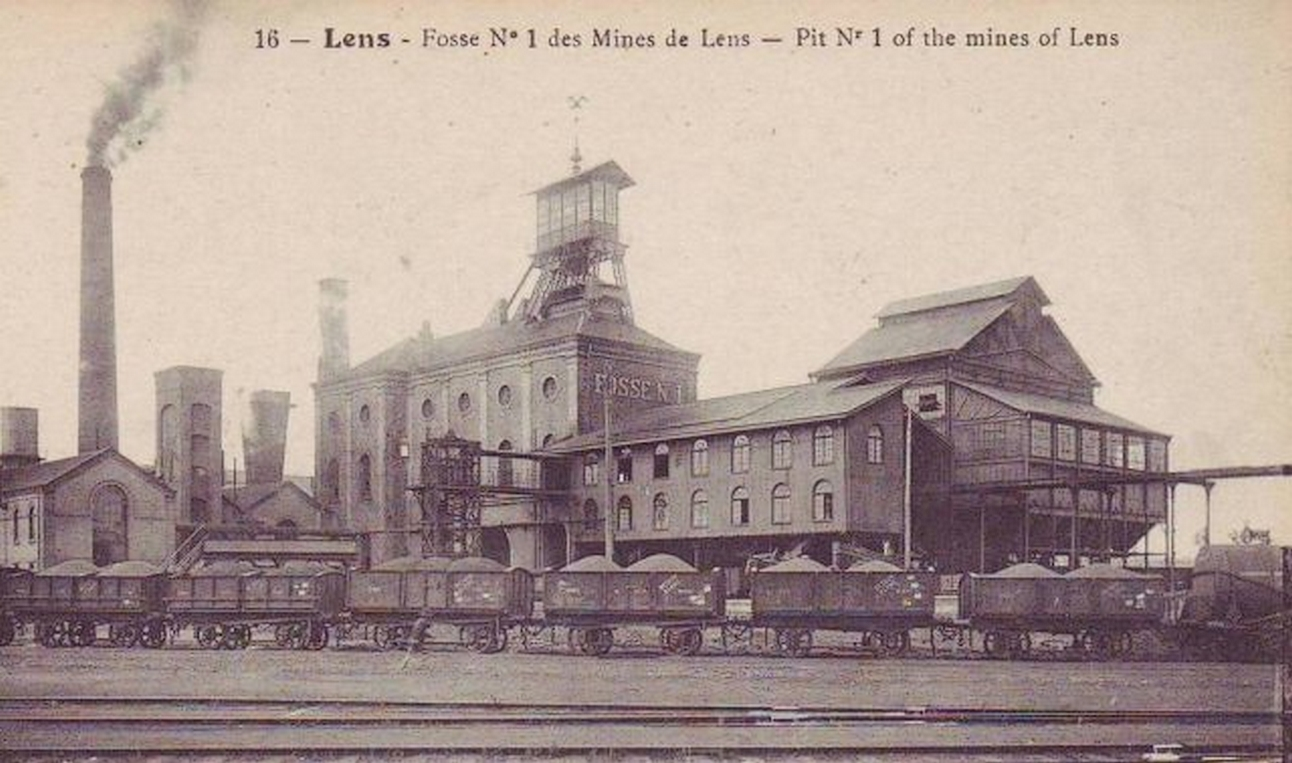
Fosse no 1 Sainte-Élisabeth ou Jules Casteleyn au début du XXe siècle.
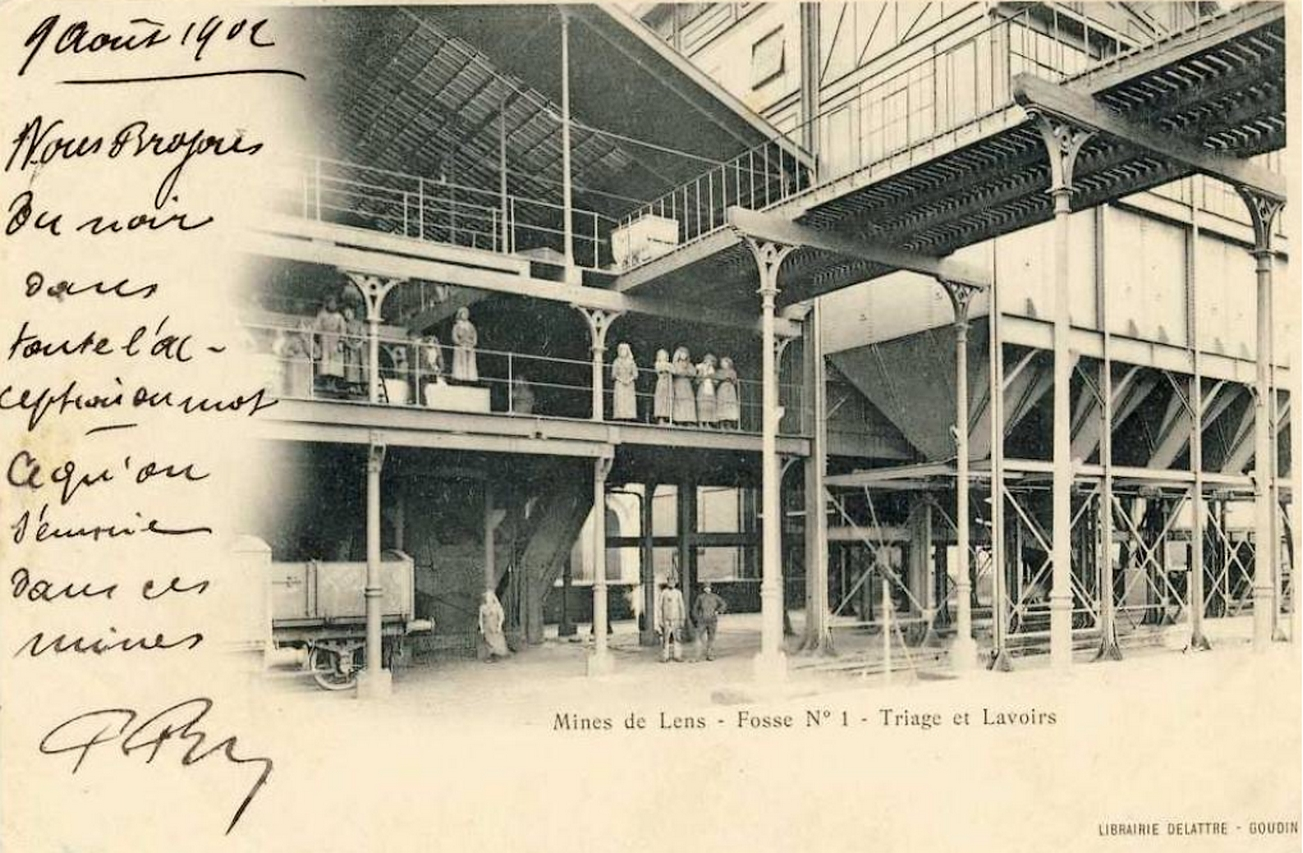
Fosse no 1 Sainte-Élisabeth ou Jules Casteleyn : triage et lavoir.
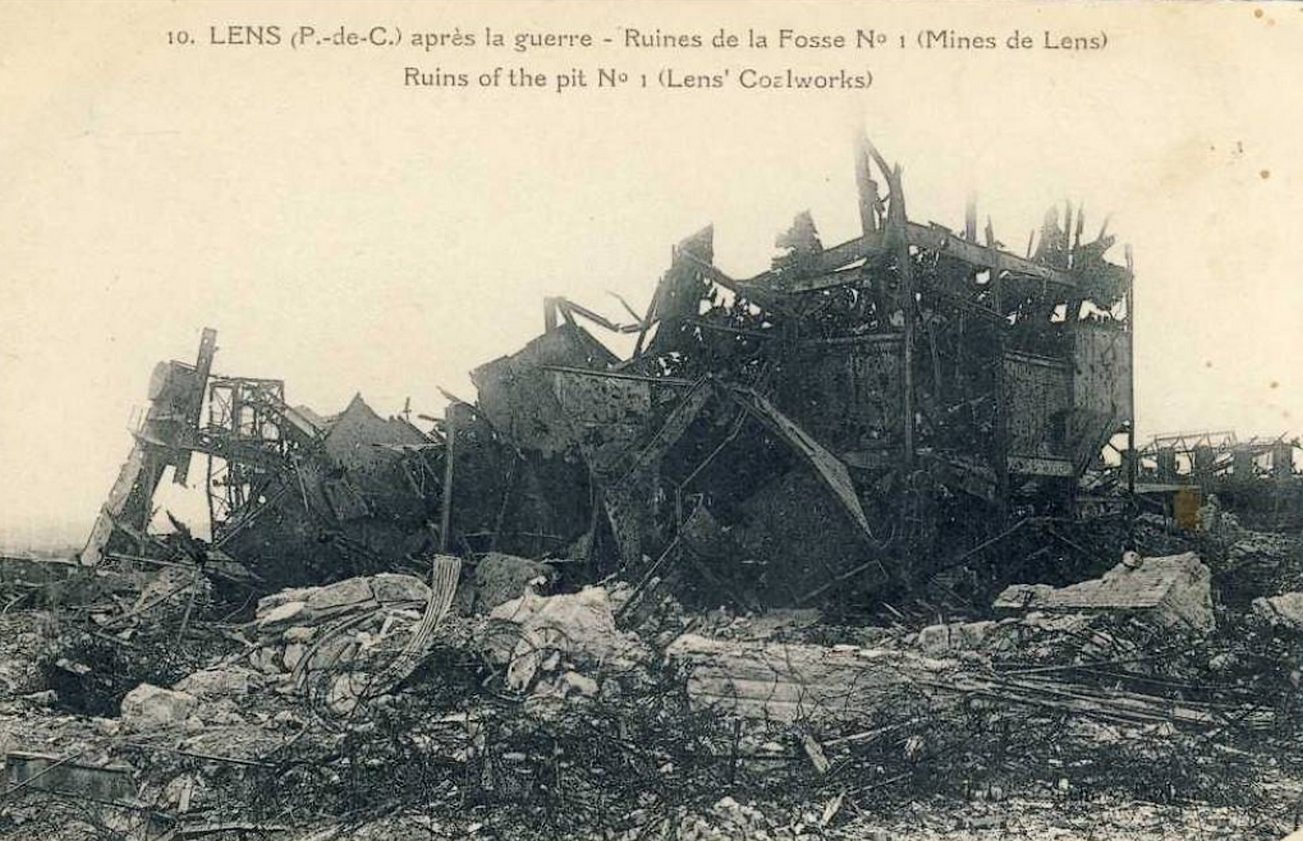
Ruines de la Fosse no 1 après la Première Guerre mondiale.
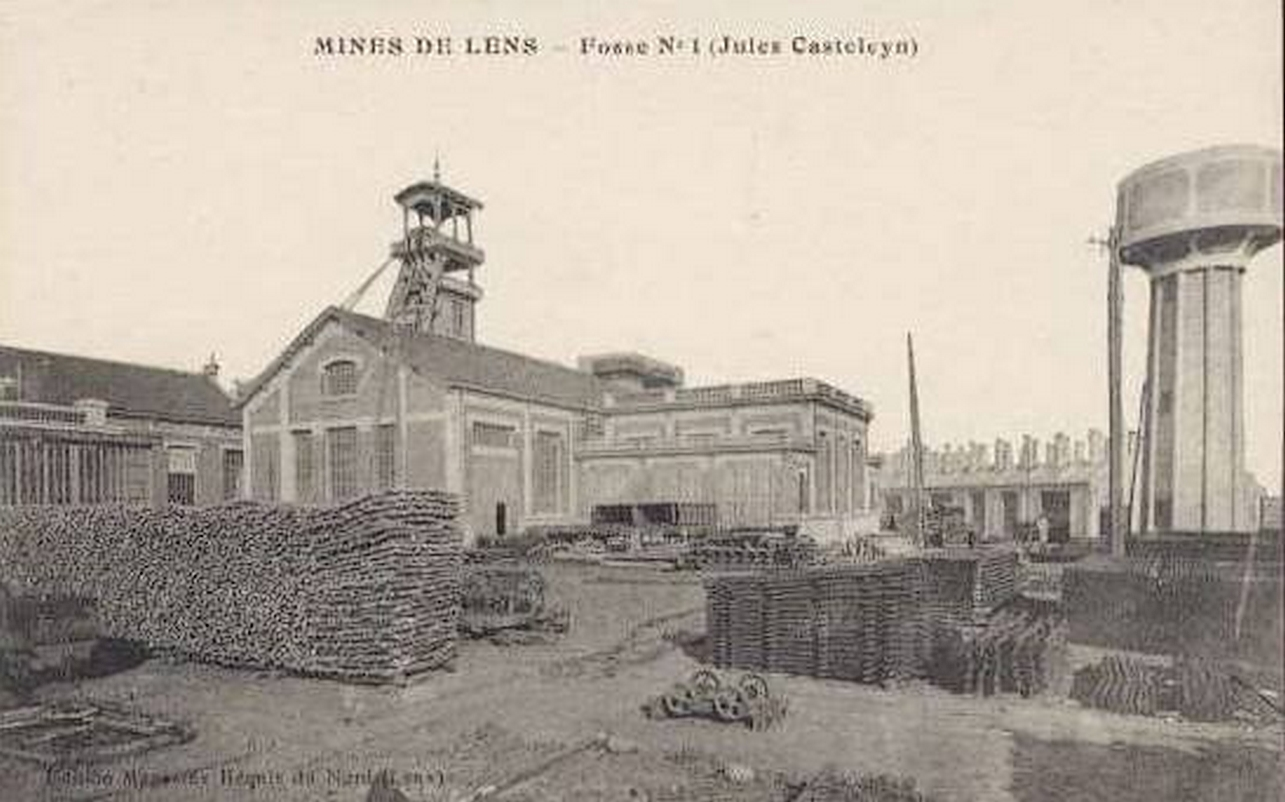
Fosse no 1 Sainte-Élisabeth ou Jules Casteleyn au début du XXe siècle.

### Fosseno2- 2 bis Grand Condé
Puits no 2
1858 - 1972
50° 26′ 17″ N, 2° 50′ 21″ E
Puits no 2 bis
1904 - 1973
50° 26′ 22″ N, 2° 50′ 30″ E
La fosse no 2 ou fosse du Grand Condé est ouverte en 1858 à Lens, 1 450 mètres à l'est du puits de la fosse no 1. L'extraction commence en 1859 avec un puits profond de 226 m. Cette année-là, 850 000 hectolitres de charbon sont produits.,
Un second puits avec ses propres installations est adjoint sur le carreau de la fosse à partir du 14 juin 1904. Il est situé 240 mètres à l'est du puits no 2. Il est dénommé puits no 2 bis et productif à partir de septembre 1905. Sa profondeur atteindra 533 m. Dès lors, le no 2 sert au service et à l'aérage, et le no 2 bis à l'extraction. Un puits d'aérage dénommé 2 ter sera construit quelques années plus tard à Loison-sous-Lens, sur un autre carreau. La fosse est entièrement détruite en 1918. L'ensemble est reconstruit en 1920. La fosse est concentrée sur le 11 - 19 en avril 1960. Les puits nos 2 et 2 bis serviront pour le service et l'aérage de la fosse 11 - 19 jusqu'en 1972. Les deux chevalements et les principaux bâtiments sont détruits en 1976.

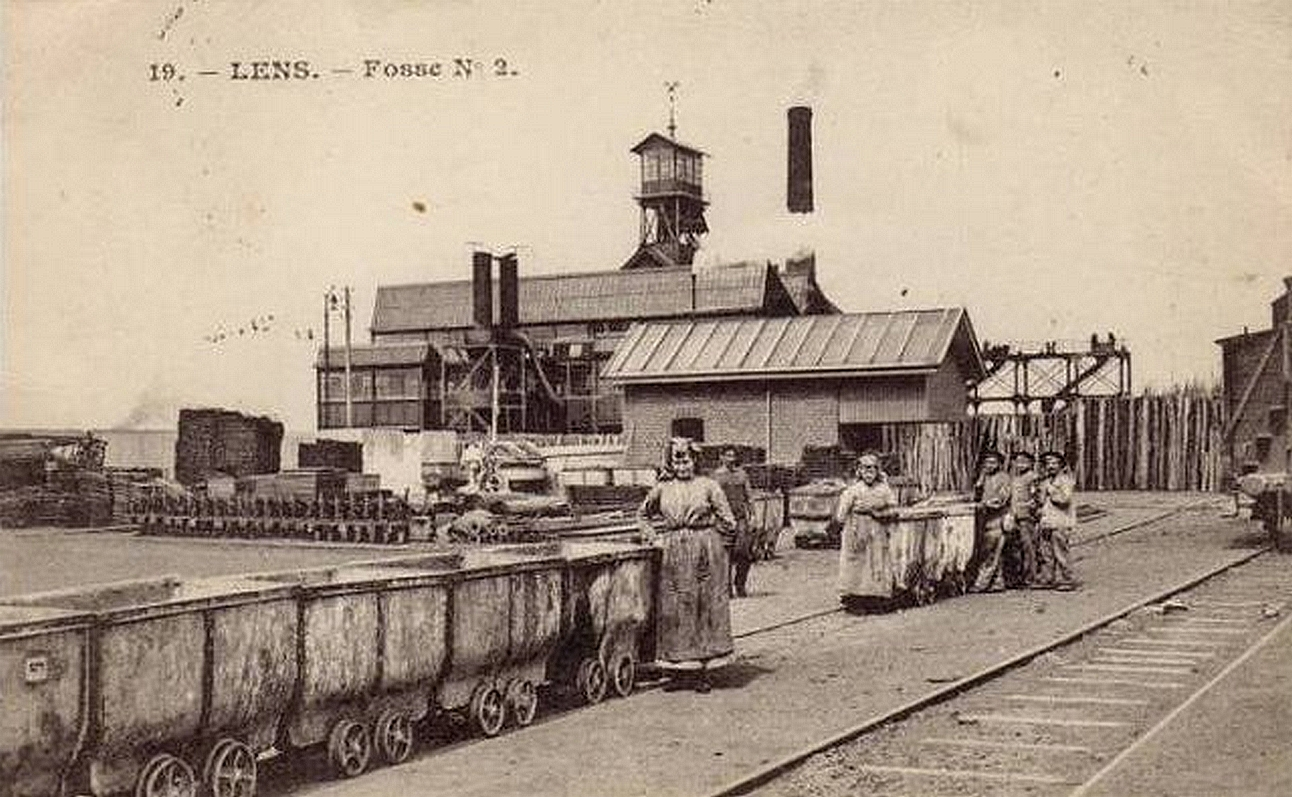
Fosse no 2 - 2 bis Grand Condé.
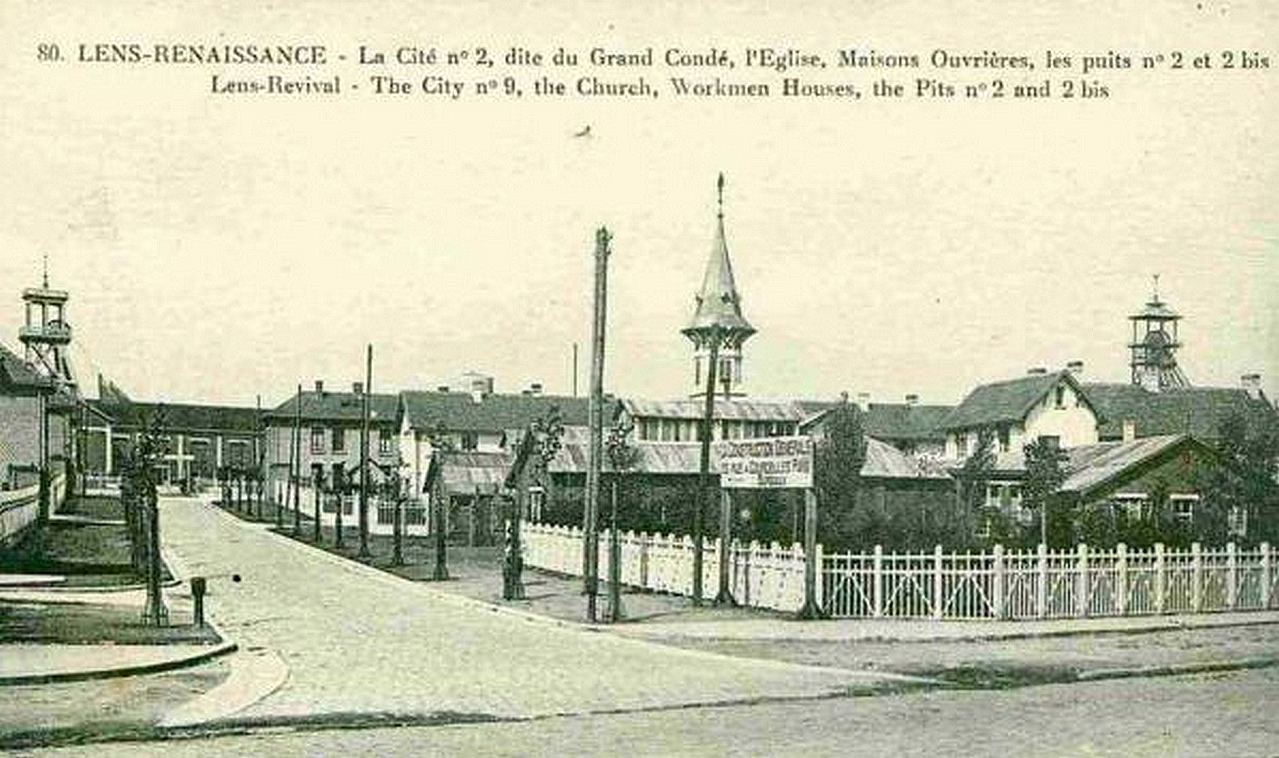
La cité no 2 dite du Grand condé (églises, habitations ouvrières).
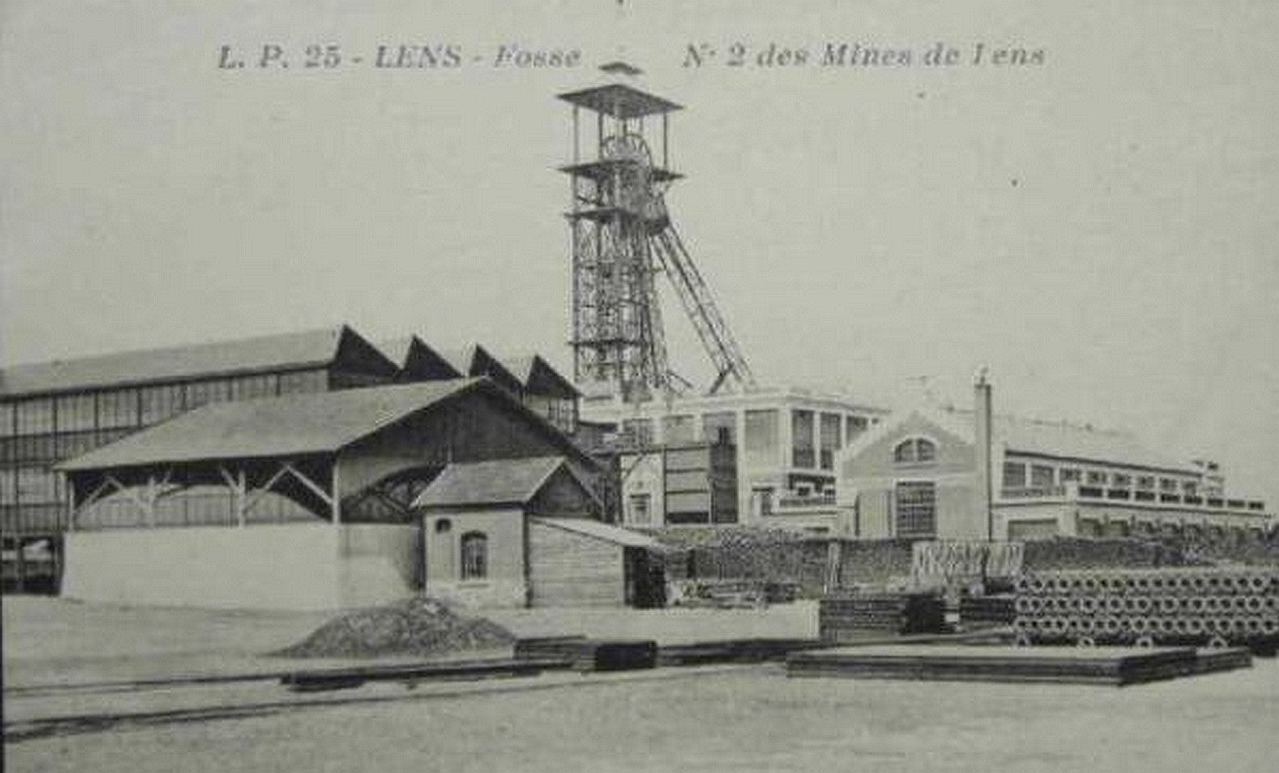
Fosse no 2 - 2 bis Grand Condé, Compagnie des mines de Lens.
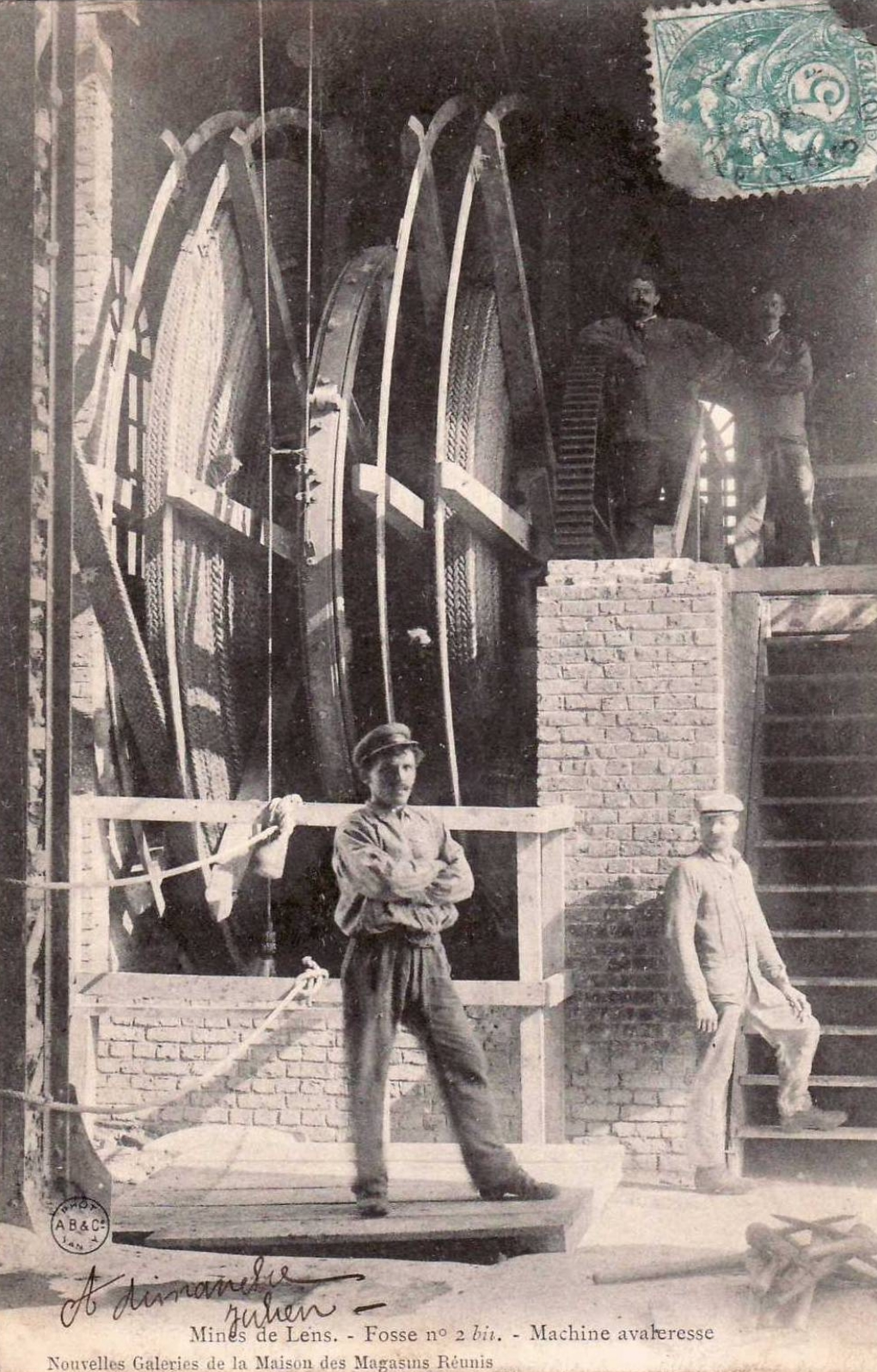
Fosse no 2 : machine avaleresse.
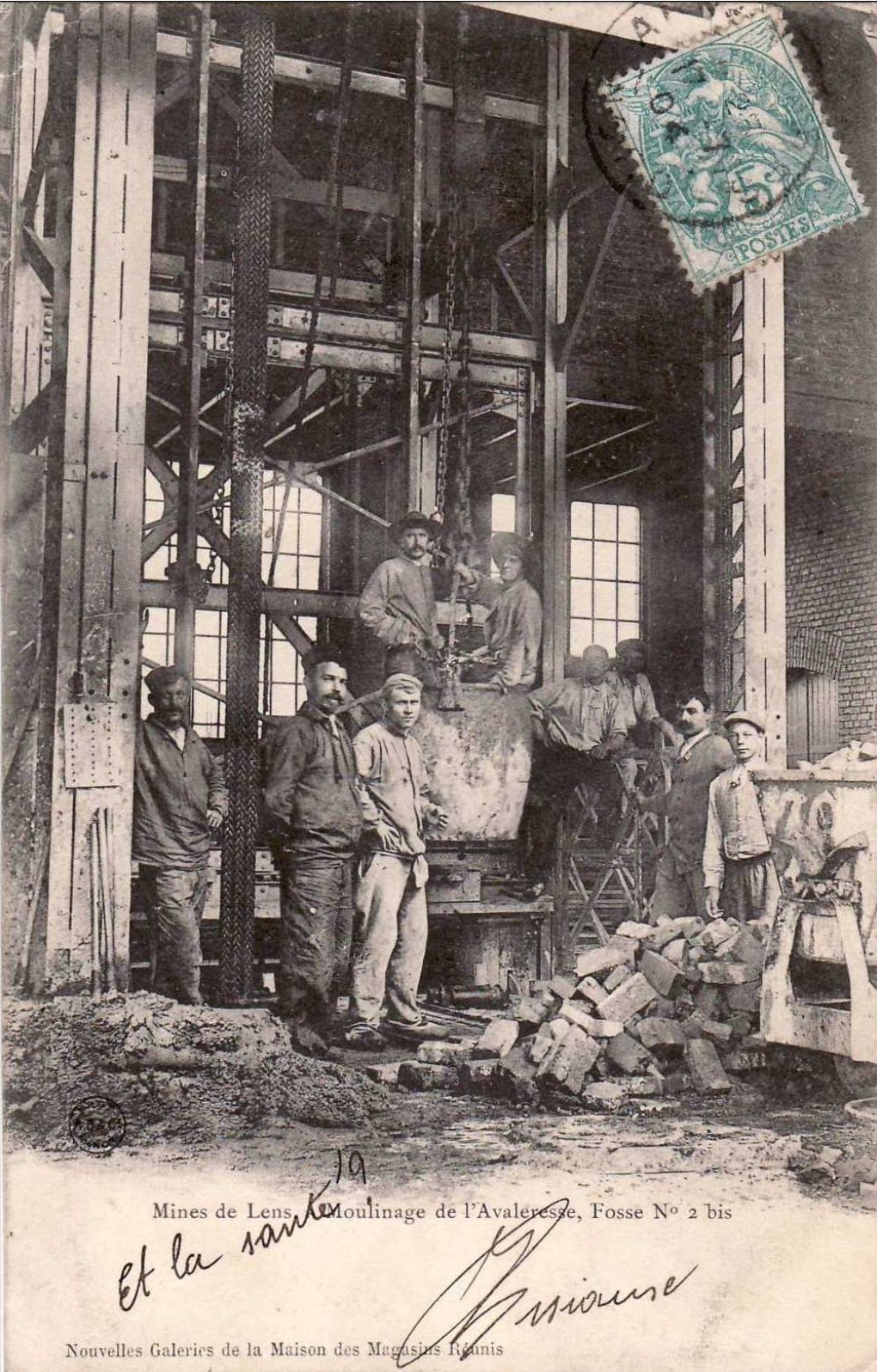
Fosse no 2 : moulinage de l'avaleresse (oblitération de 1904).
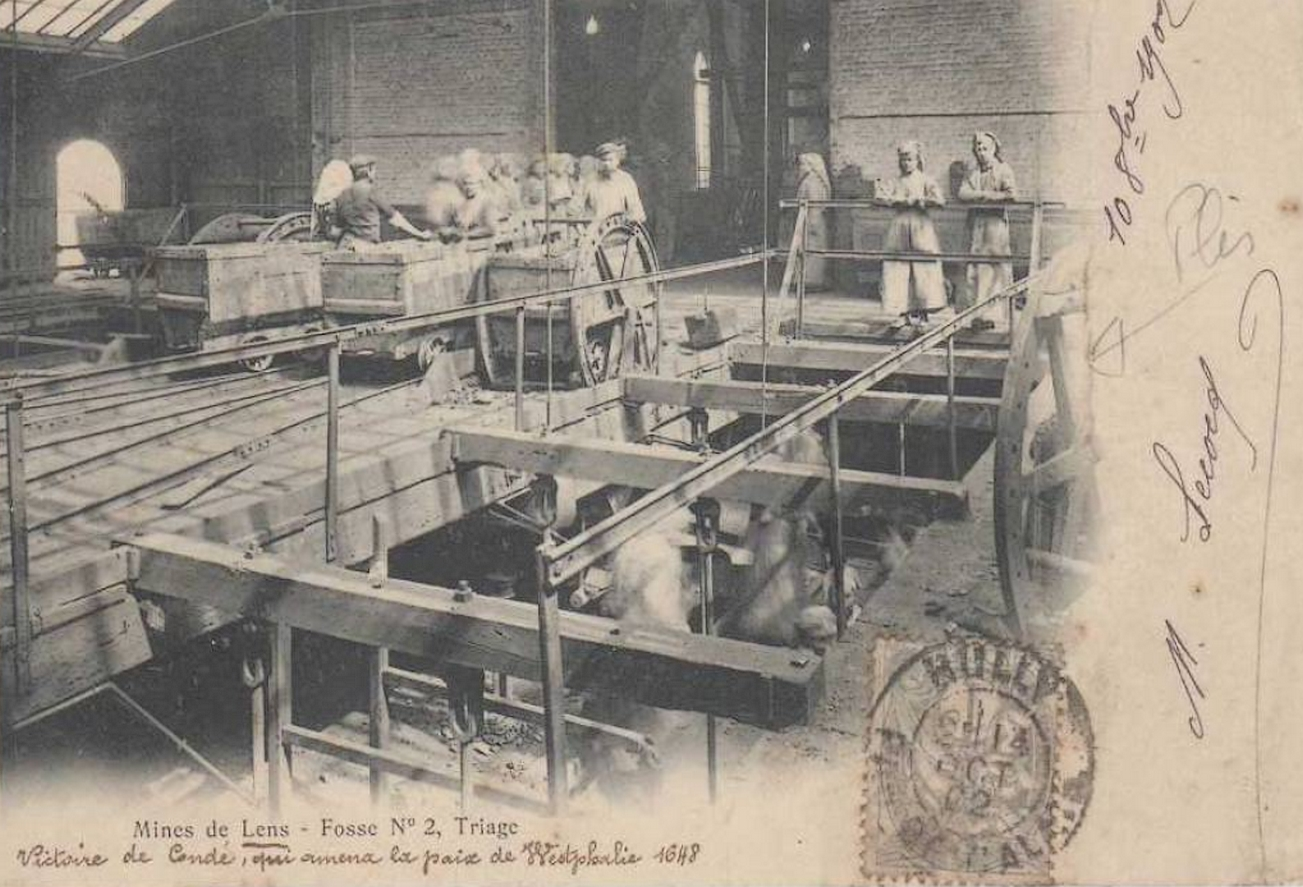
Fosse no 2 - 2 bis Grand Condé, Compagnie des mines de Lens (oblitération de 1902).
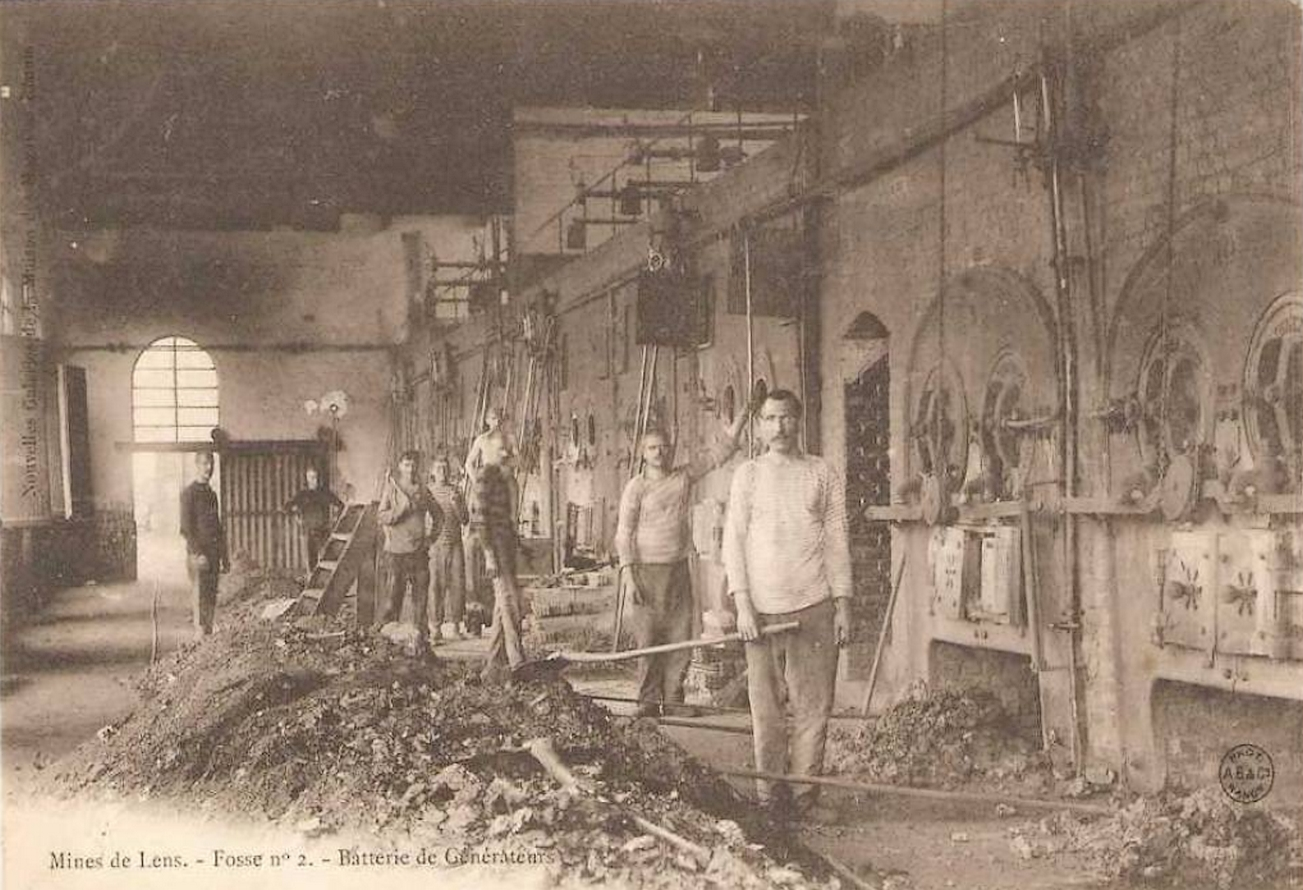
Fosse no 2  Compagnie des mines de Lens, batterie de générateurs.
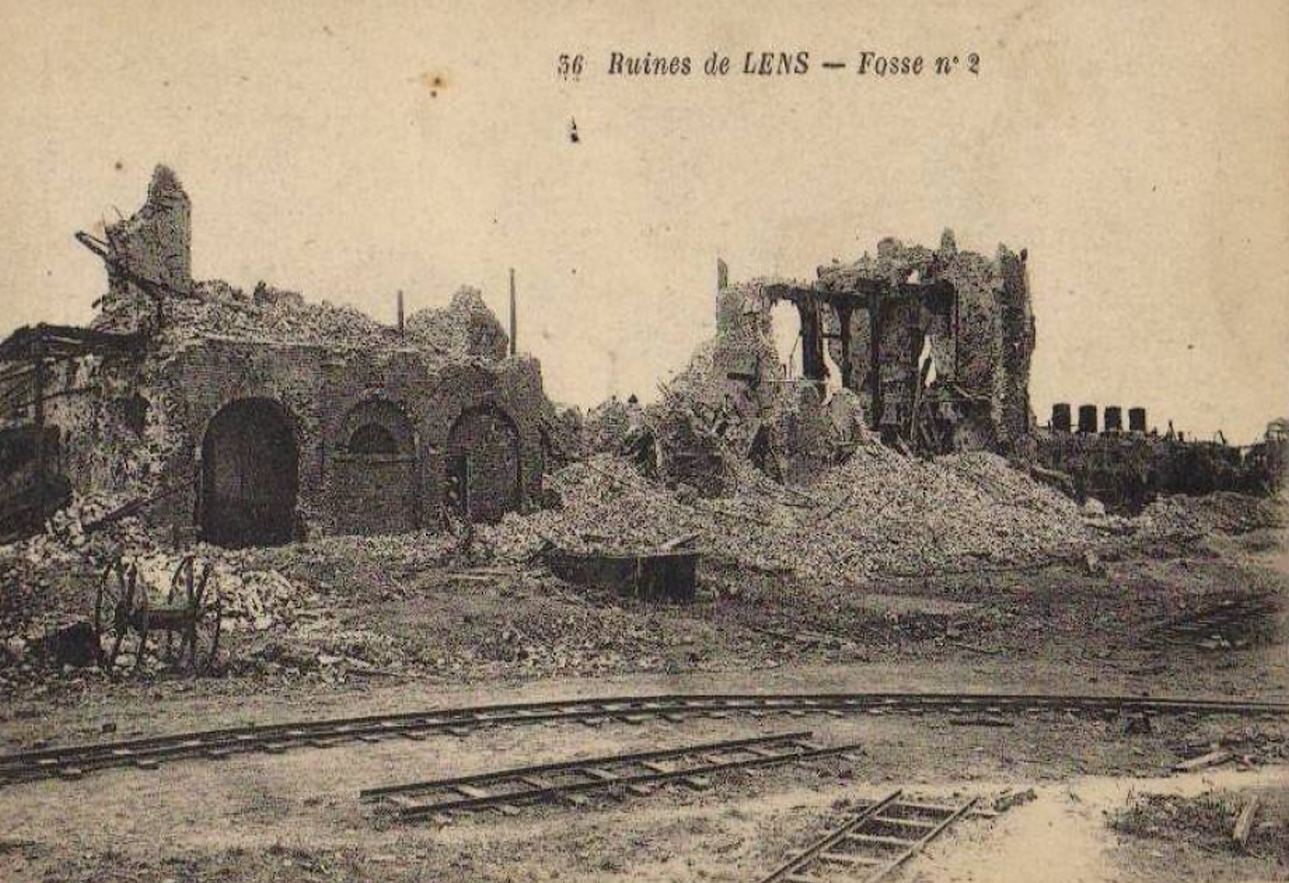
Fosse no 2 , Ruines juste après la Première Guerre mondiale.
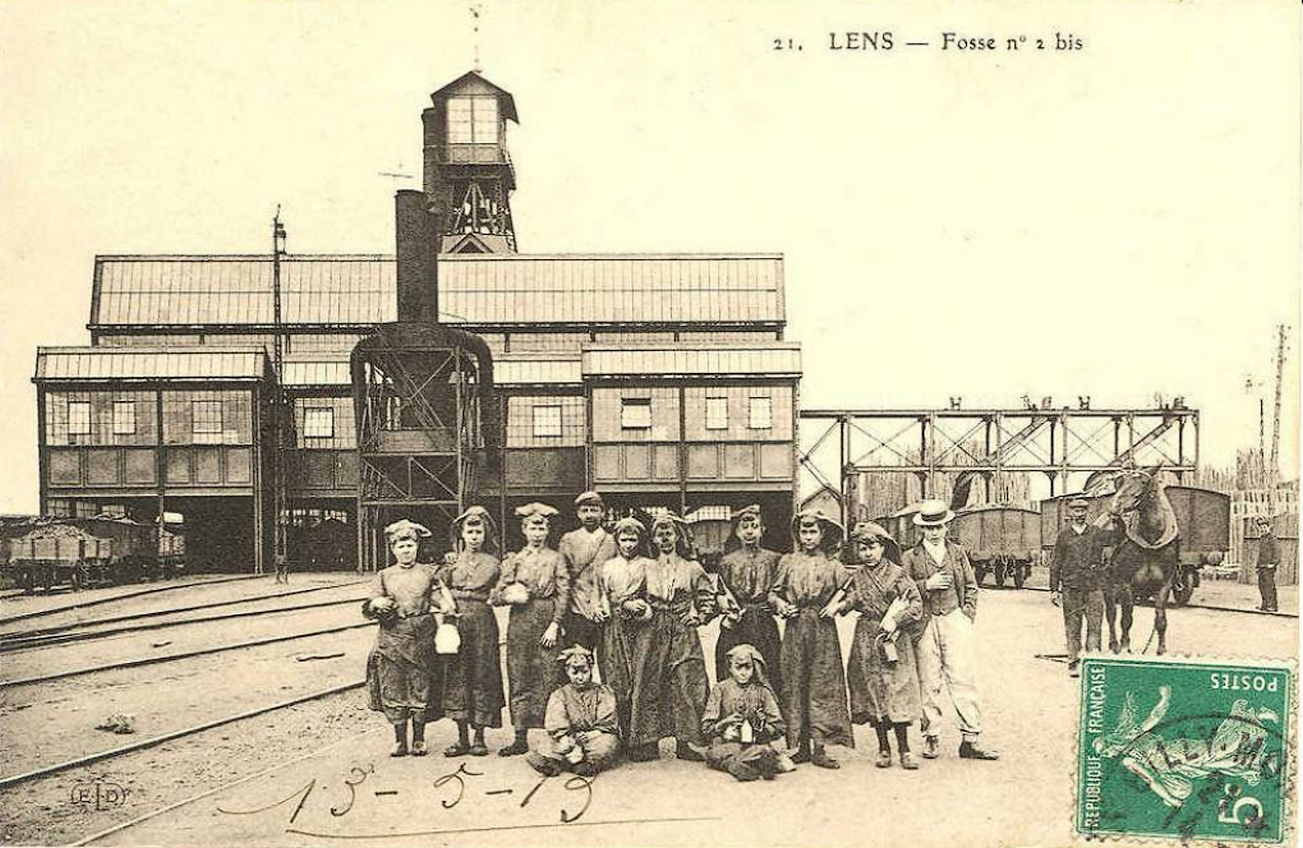
Fosse no 2 , photo de groupe datée du 13 mai 1913.
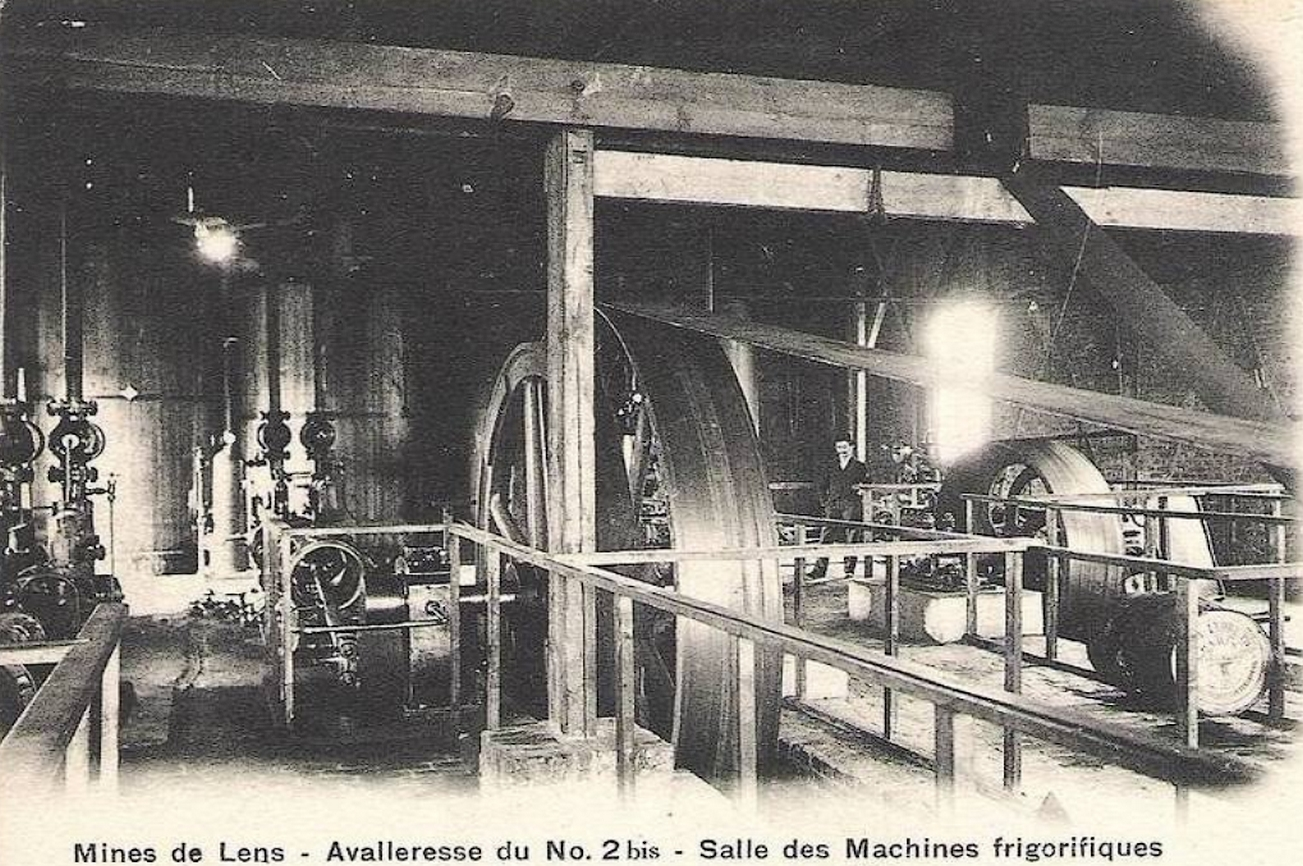
Fosse no 2 Avalleresse du no 2 bis, salles des machines frigorifiques.

### Fosseno2ter Alfred Auguste Descamp

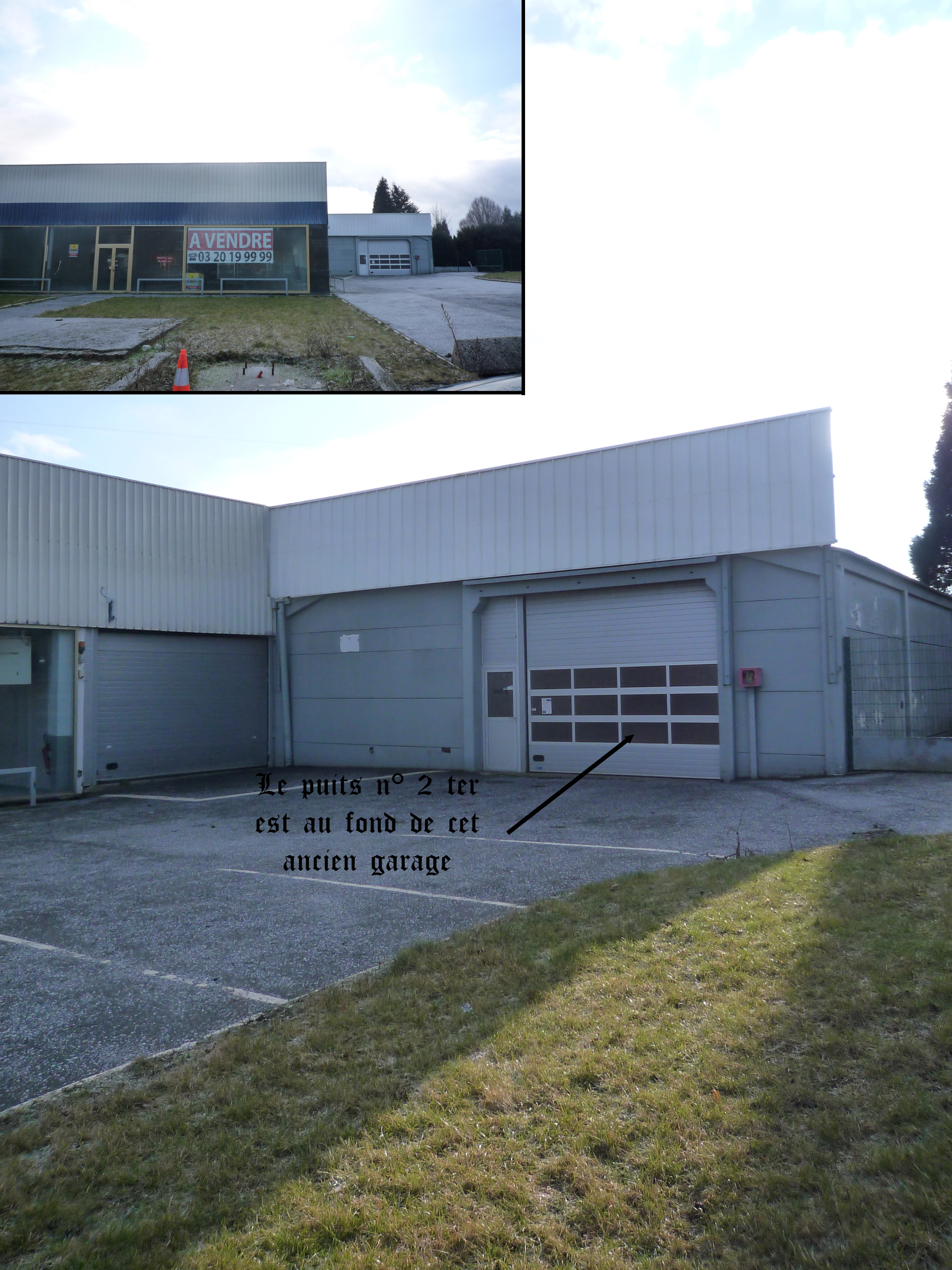
Le puits no 2 ter en février 2010.

???? - 1967
50° 26′ 34″ N, 2° 51′ 21″ E
Le 2 ter est un puits d'aérage qui a été ajouté sur un autre carreau 1 280 m à l'est du puits no 2, à Loison-sous-Lens. Le puits no 2 ter est profond de 506 m. Le carreau correspond à un simple chevalement en béton, entouré par son bâtiment. La fosse n'est pas reliée au réseau ferroviaire. La fosse est fermée et remblayée en 1967. Le chevalement est détruit en 1976, comme les installations et les chevalements de la fosse no 2 - 2 bis. Le site était dans le courant des années 2000 occupé par un garage automobile Nissan, fermé en 2009 ou avant. La tête de puits signalisée est visible en regardant à travers les vitres de la porte de l'atelier. Un exutoire débouche à l'extérieur du bâtiment afin d'évacuer le grisou.

### Fosseno3- 3 bis Saint-Amé ou Amé Tilloy

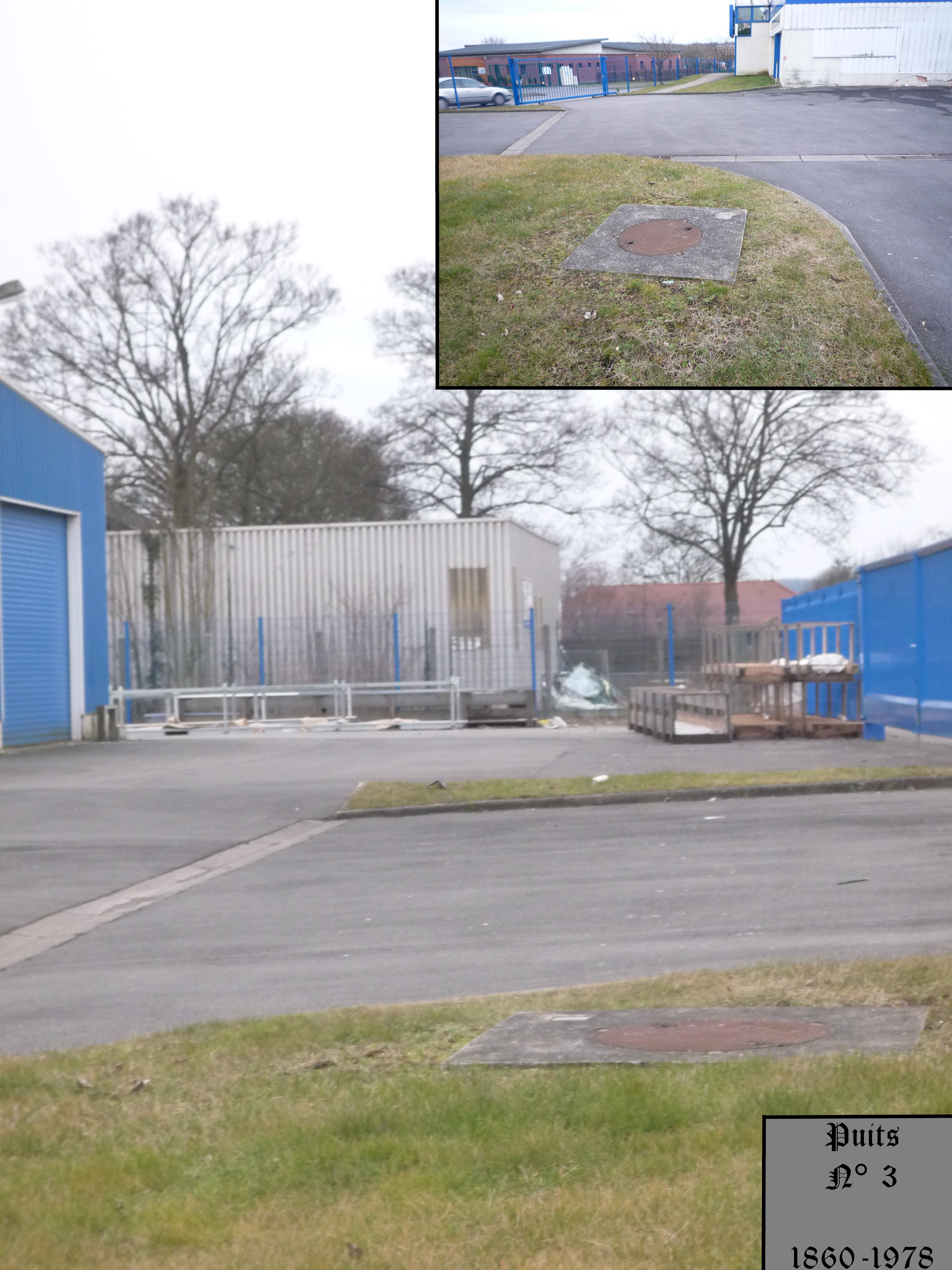
Le puits no 3 en février 2010.

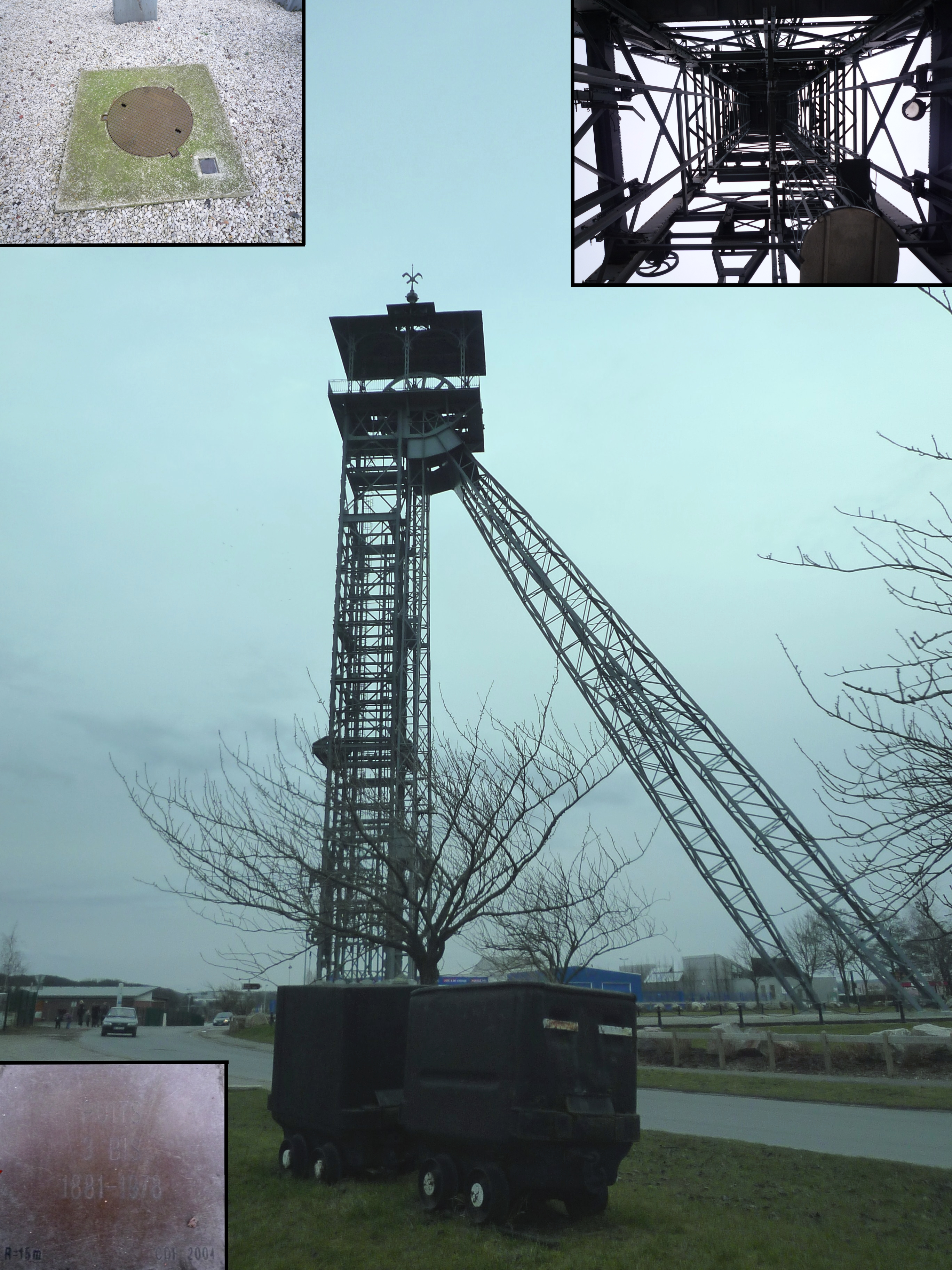
Le puits no 3 bis en février 2010.

Puits no 3
1860 - 1972
50° 25′ 34″ N, 2° 46′ 47″ E
Puits no 3 bis
1881 - 1978
50° 25′ 35″ N, 2° 46′ 47″ E
La fosse est surnommée Saint-Amé ou Amé Tilloy. Elle est foncée à partir de mars 1860 à Liévin. Le puits no 3 bis commence à être creusé en 1881. L'ensemble est rasé en 1918 mais reconstruit à partir de 1919. La fosse était située rue Montgolfier et rue des six sillons à Liévin.
Le chevalement métallique du puits no 3 bis a été conservé.

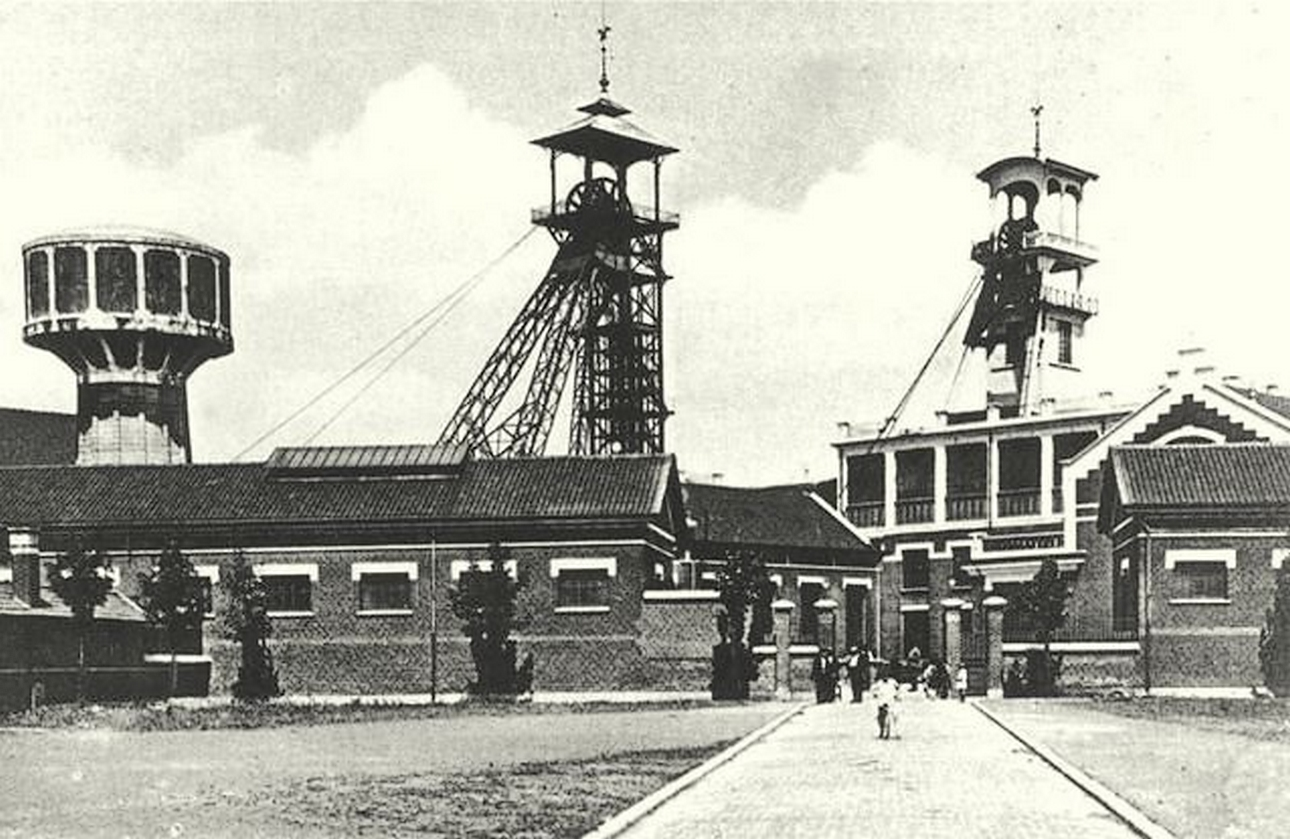
La fosse no 3 - 3 bis.
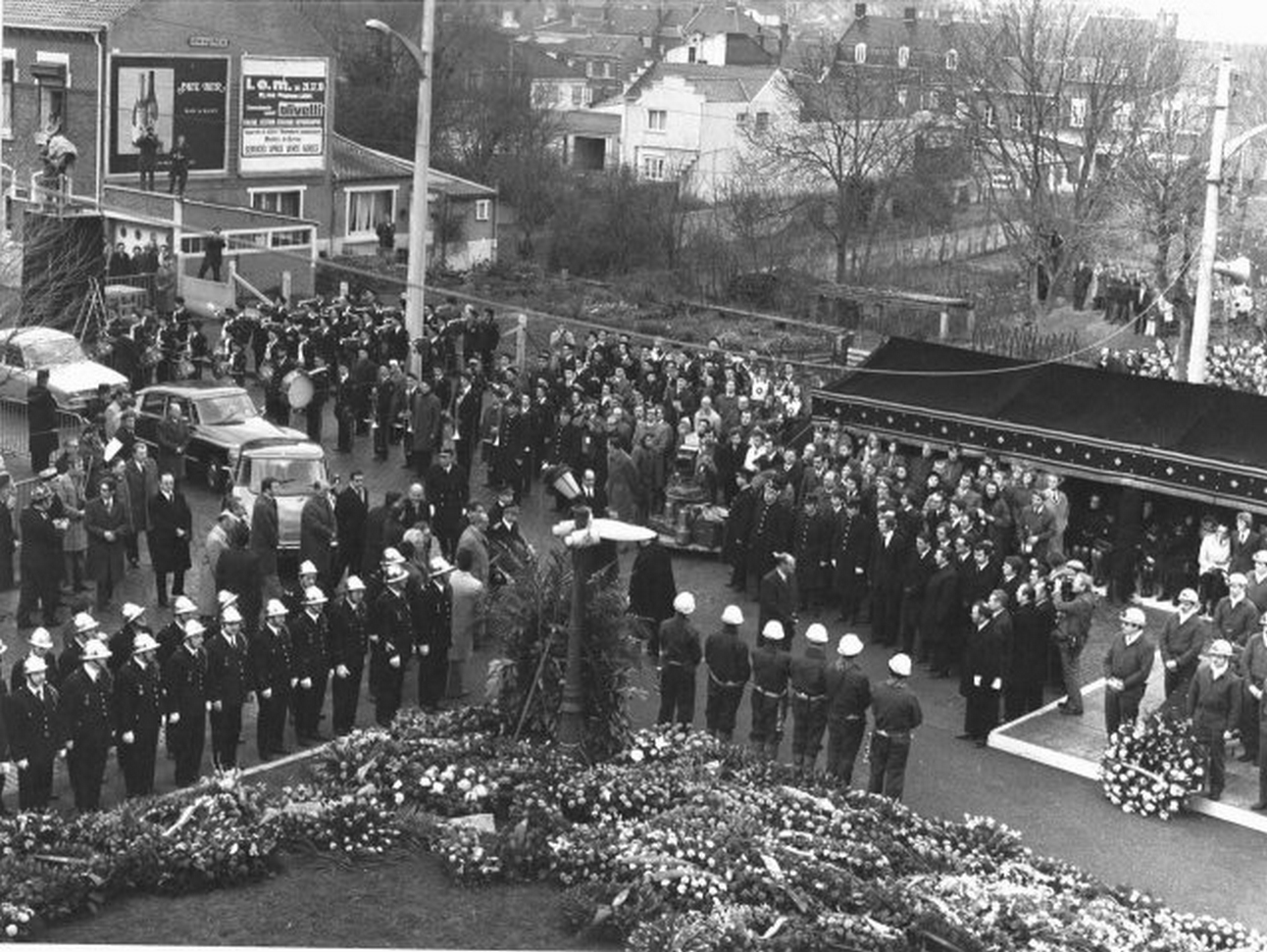
Cérémonies à la suite du coup de grisou du 27 décembre 1974.

### Avaleresse d'Éleu
L'avaleresse d'Éleu, ou d'Éleu-dit-Leauwette, très probablement située à Éleu-dit-Leauwette, est une tentative de créer une nouvelle fosse en 1859. Elle est ouverte cent mètres au sud de la concession de Lens, mais elle est abandonnée à la profondeur de 21 mètres.

### Fosseno4Louis Bigo ou Saint-Louis

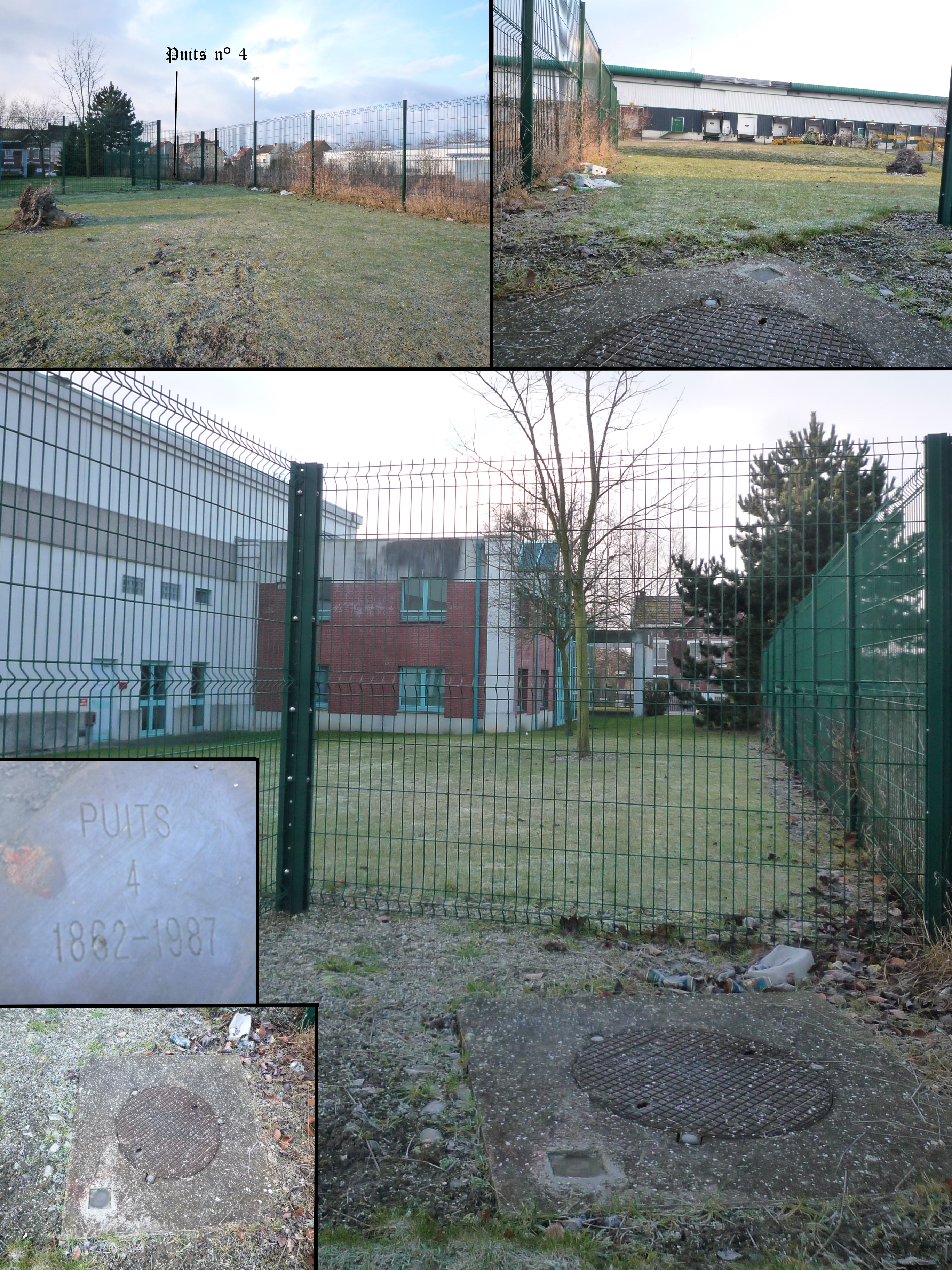
Le puits no 4 en février 2010.

1864 - 1987
50° 25′ 30″ N, 2° 49′ 21″ E
Située rue Arthur Fauqueur et rue Saint Louis à Lens, les travaux de fonçage commencent en 1864. La fosse ne possède qu'un seul puits. Le chevalet est enfermé dans un bâtiment de type « hangar ». L'ensemble est détruit en 1918, comme les autres puits de la Compagnie. Reconstruit à partir de 1920, le puits sert à l'extraction et au service du personnel avant d'être concentré sur le 11 - 19. Des ateliers sont ajoutés entre 1955 et 1960.
Depuis 1966, des soutènement marchants à double cadre type Westfalia sont utilisés avec succès au siège no 4 de Lens. La taille 17 d'Émilie, où un tel soutènement est en service, est un chantier de 144 mètres de long. Elle est équipée d'un rabot « Dora », et sa production dépasse 1 500 tonnes par jour. C'est au pied de cette taille qu'un nouveau type de déversement dit « déversement latéral » est à l'essai. Le déversement des produits de la taille dans le convoyeur répartiteur a souvent été un point délicat, puisqu'il faut faire exécuter aux produits un changement de direction de 90° dans un espace relativement réduit, et ce point de déversement étant mobile, il ne peut pas être fignolé comme le serait une installation fixe. Avec la mécanisation, le problème ne s'arrange pas, puisque les calibres sont très divers et le flot de charbon à transférer plus important. Certains gros blocs ne passent plus, si bien qu'il faut tout stopper pour les casser.
L'idée est alors de ne plus déverser les produits, mais de les déflecter grâce à une lame oblique disposée avant la tête motrice, en travers du convoyeur de taille. Cette lame permet le transfert de presque tous les produits : elle oriente les très gros blocs qui tombent sur le répartiteur sans provoquer de blocages, elle peut être positionnée exactement par vérin hydraulique et possède une broche de cisaillement qui la protège en cas de poussée anormale. Les produits menus passent sous la lame et tombent dans une trappe pratiquée dans le fond du bac. Les chaînes et les palettes se débarrassent de leurs dernières fines dans une gaine entourant le tourteau de la tête motrice, et débouchant au-dessus du répartiteur. ce système présente pour avantages de pouvoir évacuer les gros blocs, les chaînes et les palettes du blindé sont bien nettoyées, il ne se produit plus de bourrage, enfin, la tête motrice et ses organes moteurs sont dégagés et restent propres. Le déversement latéral implique l'utilisation d'un blindé à chaîne triple. Il exige une voie de 3,50 à quatre mètres de large avec un mur suffisant au daisne, et des galeries bien conçues depuis le départ.
En 1969, Sargent Shriver, ambassadeur des États-Unis en France, visite les installations du fond, à l'étage 585, dans la taille à soutènement marchant d'Émilie.

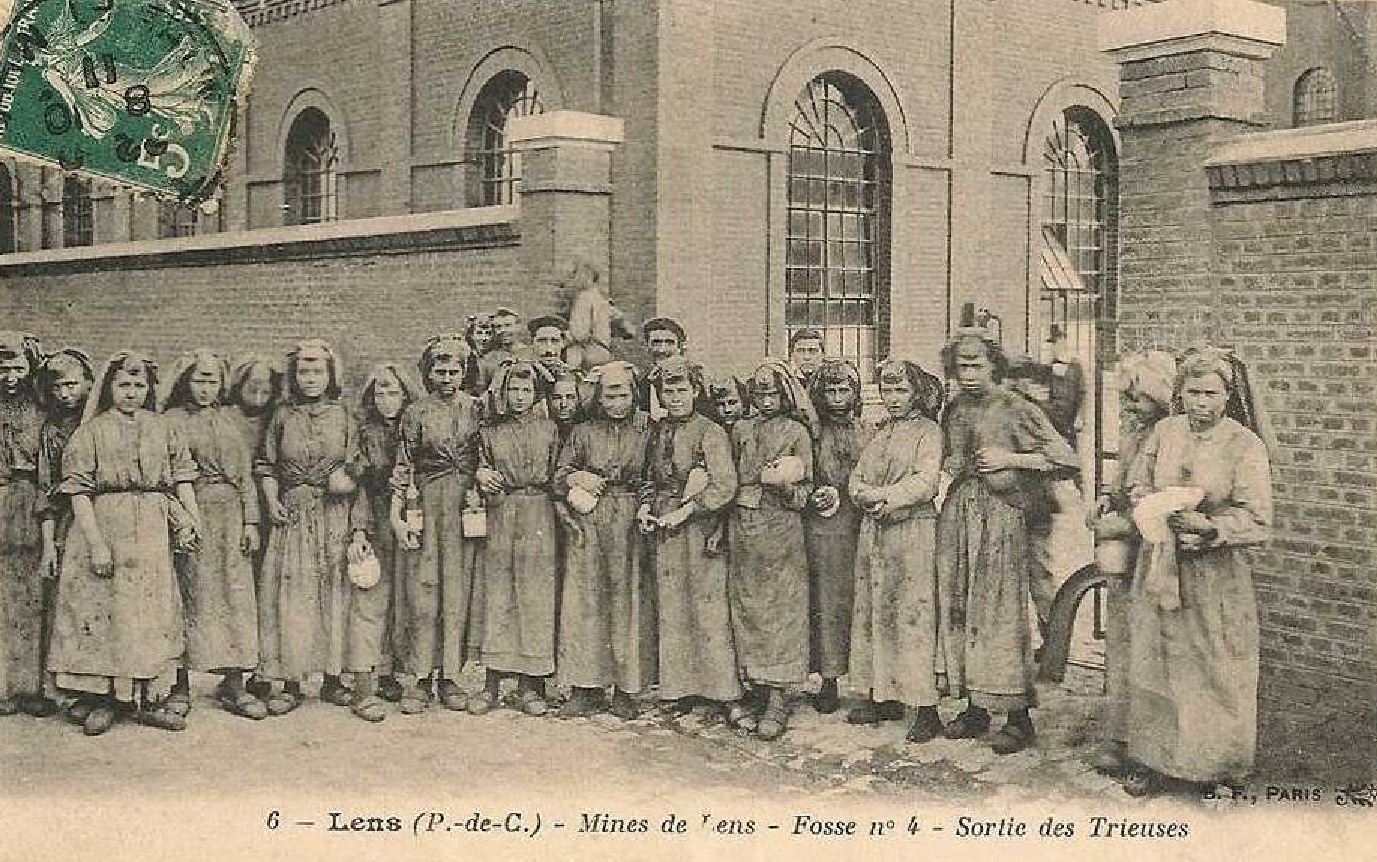
Sortie des trieuses.
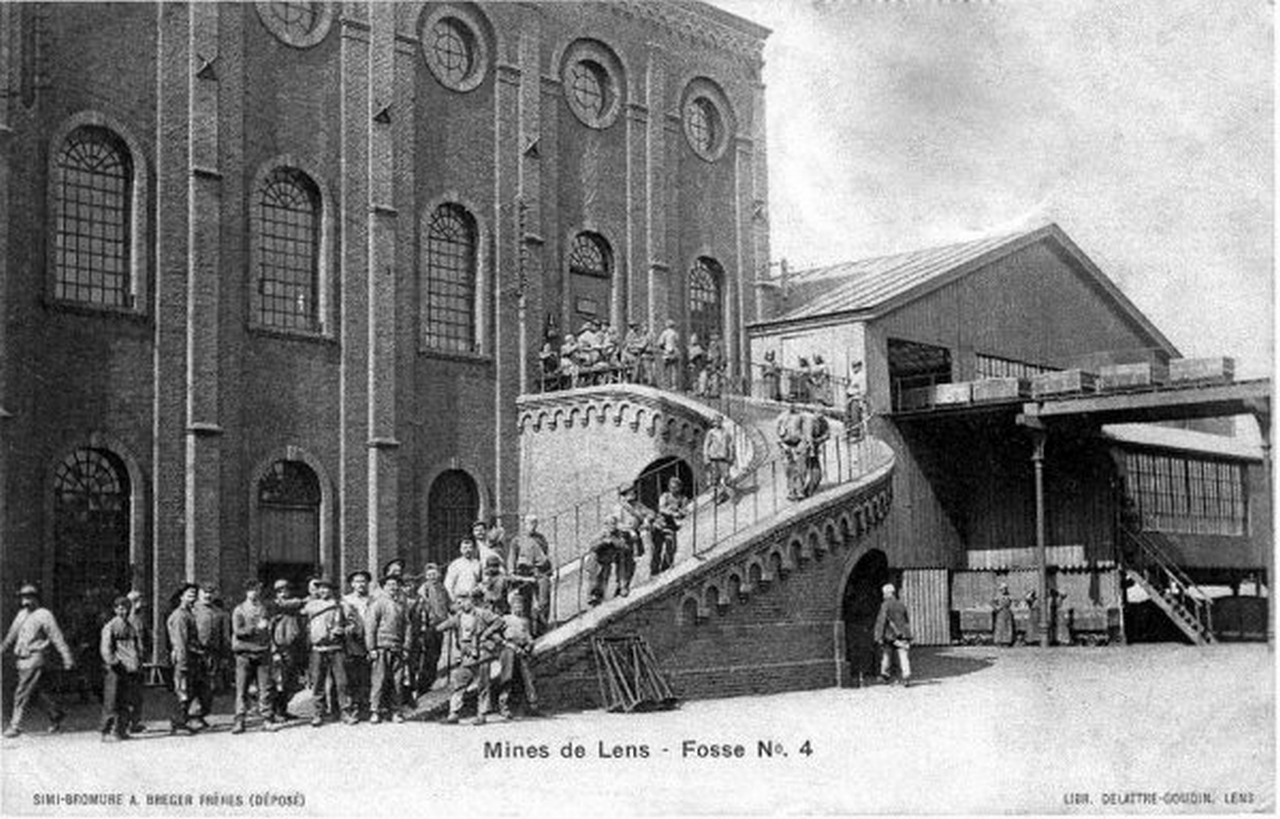
Fosse no 4 Louis Bigo ou Saint Louis, Compagnie des mines de Lens.
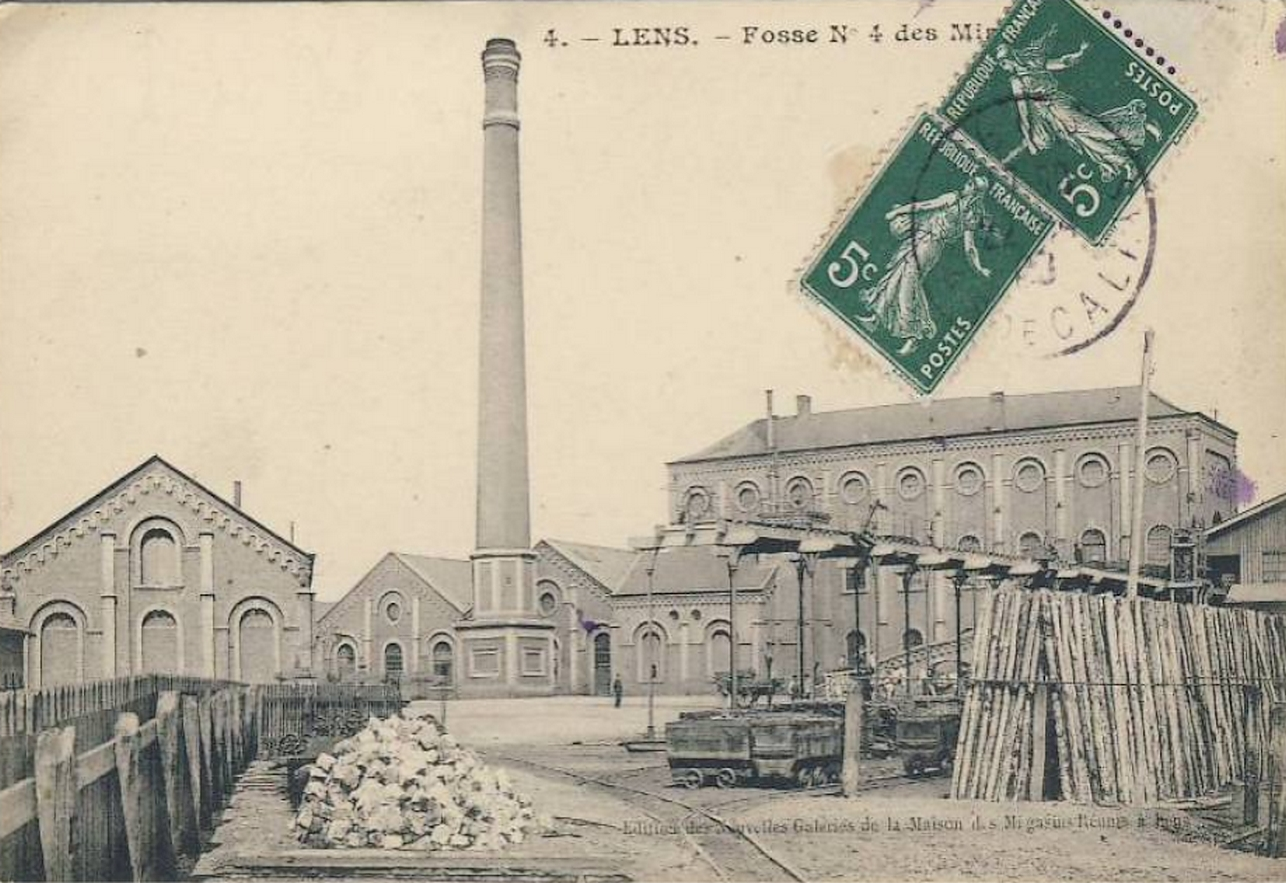
Fosse no 4 Louis Bigo ou Saint Louis (oblitération de 1903).
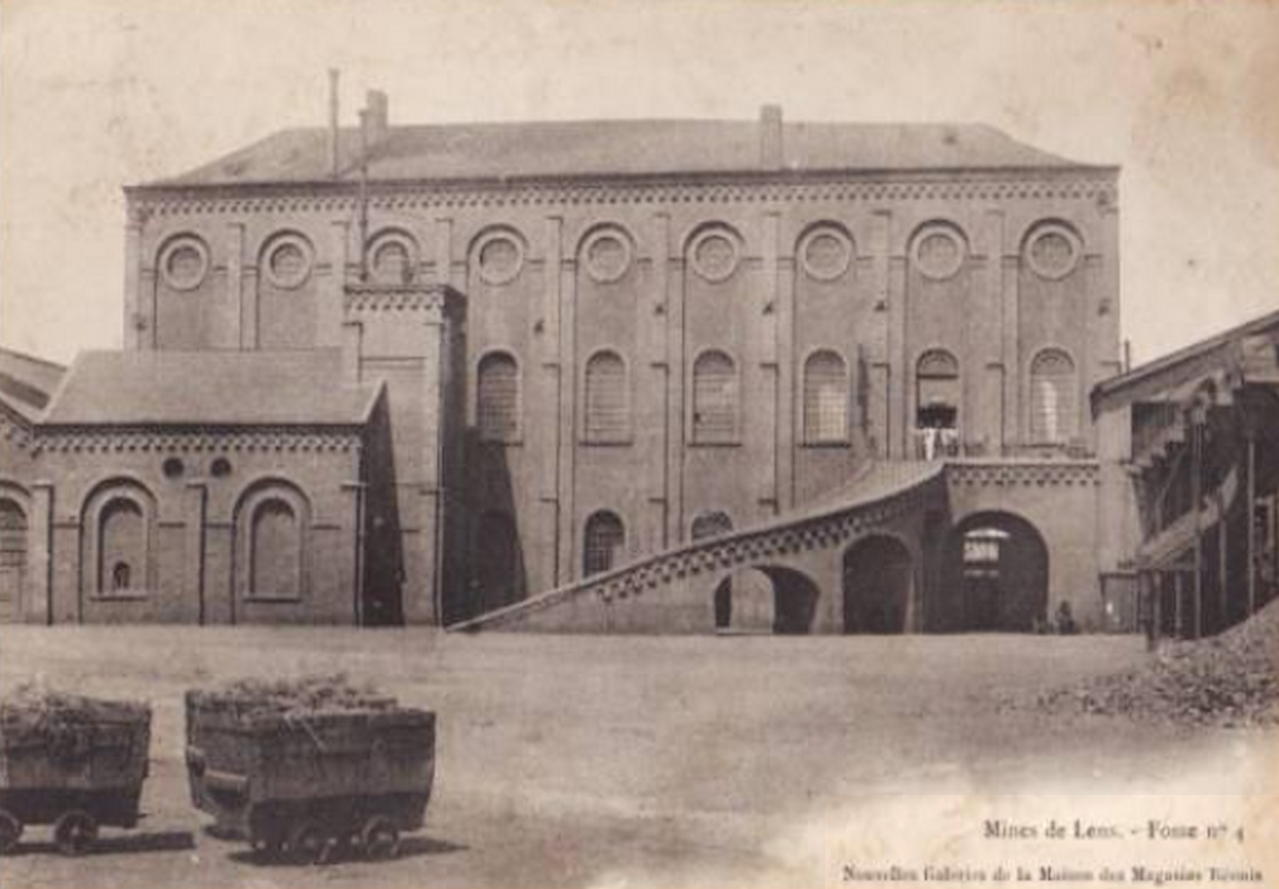
Fosse no 4 Louis Bigo ou Saint Louis, Compagnie des mines de Lens.
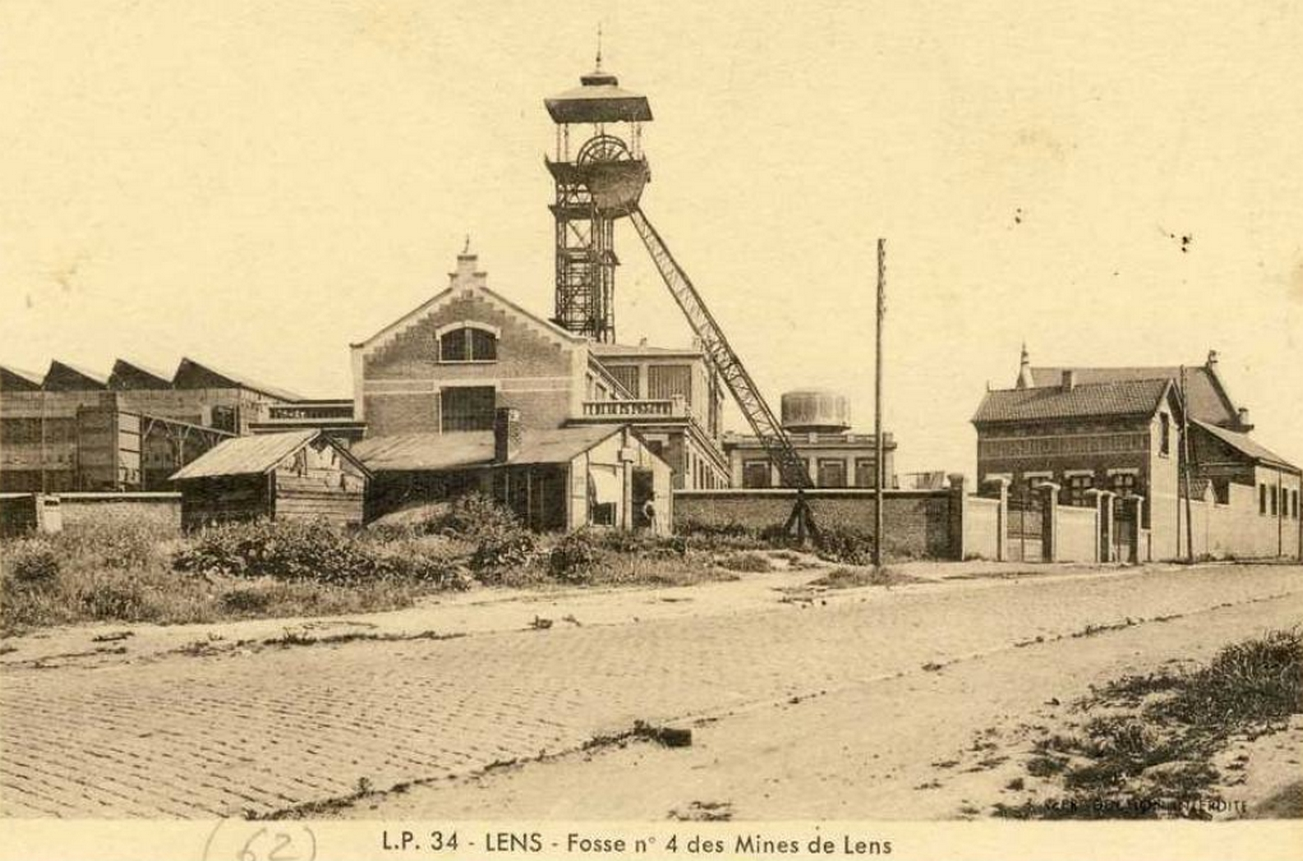
Fosse no 4 Louis Bigo ou Saint Louis, Compagnie des mines de Lens.
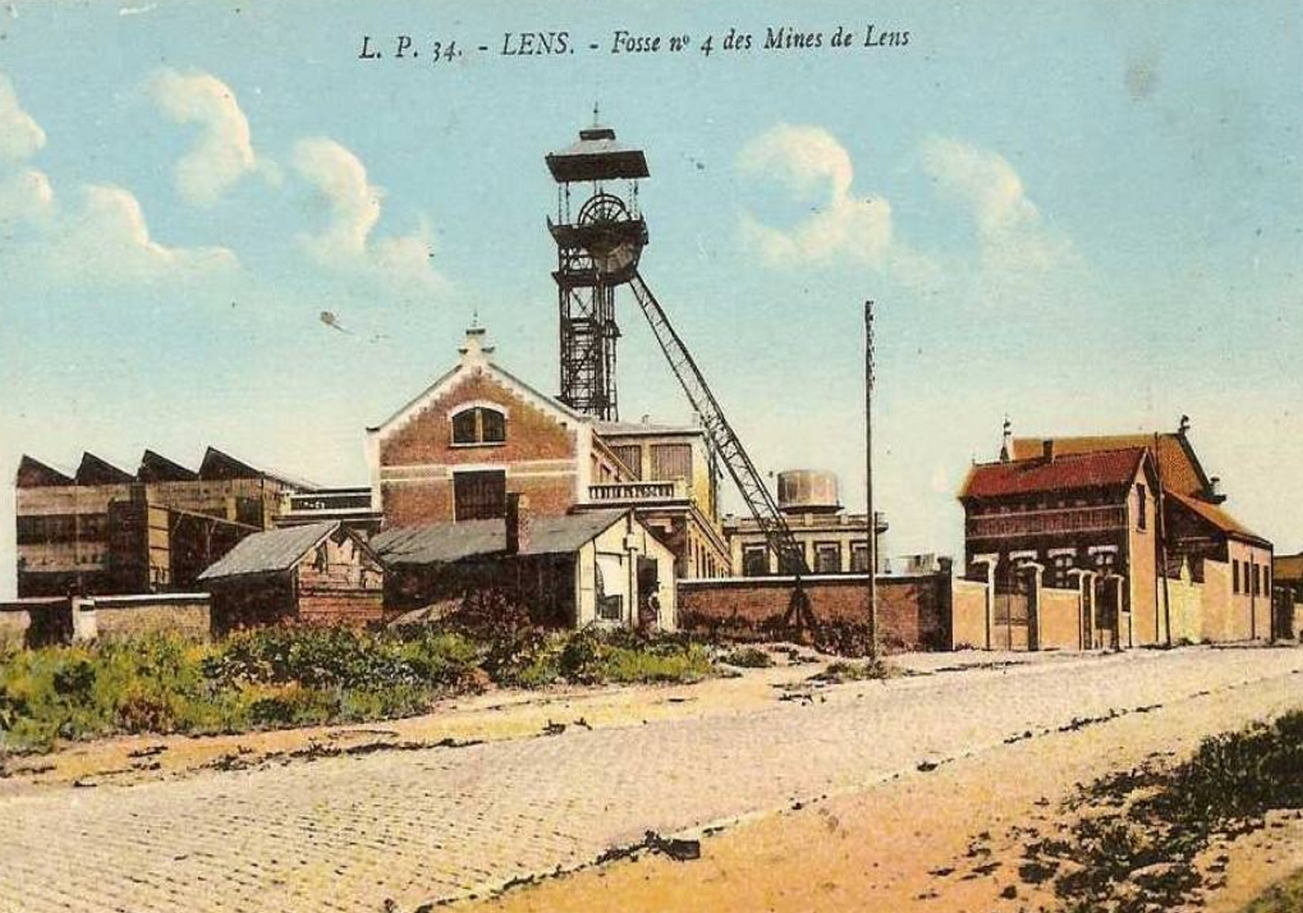
Fosse no 4 Louis Bigo ou Saint Louis, Compagnie des mines de Lens (la même en couleur).
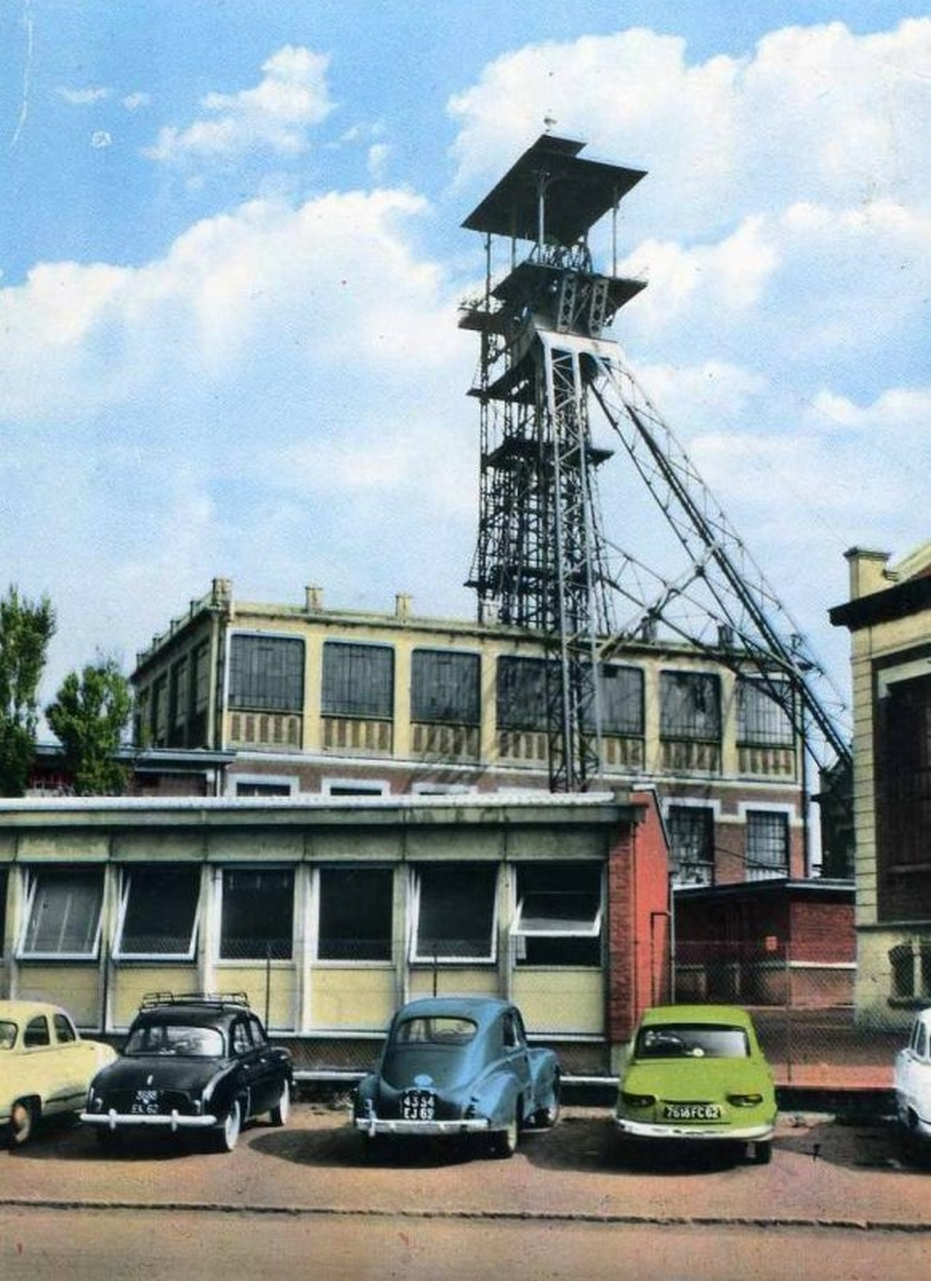
Fosse no 4 Louis Bigo ou Saint Louis, Compagnie des mines de Lens (Années 1960 ou 1970).

### Fosseno5- 5 bis Saint Antoine ouAntoine Scrive

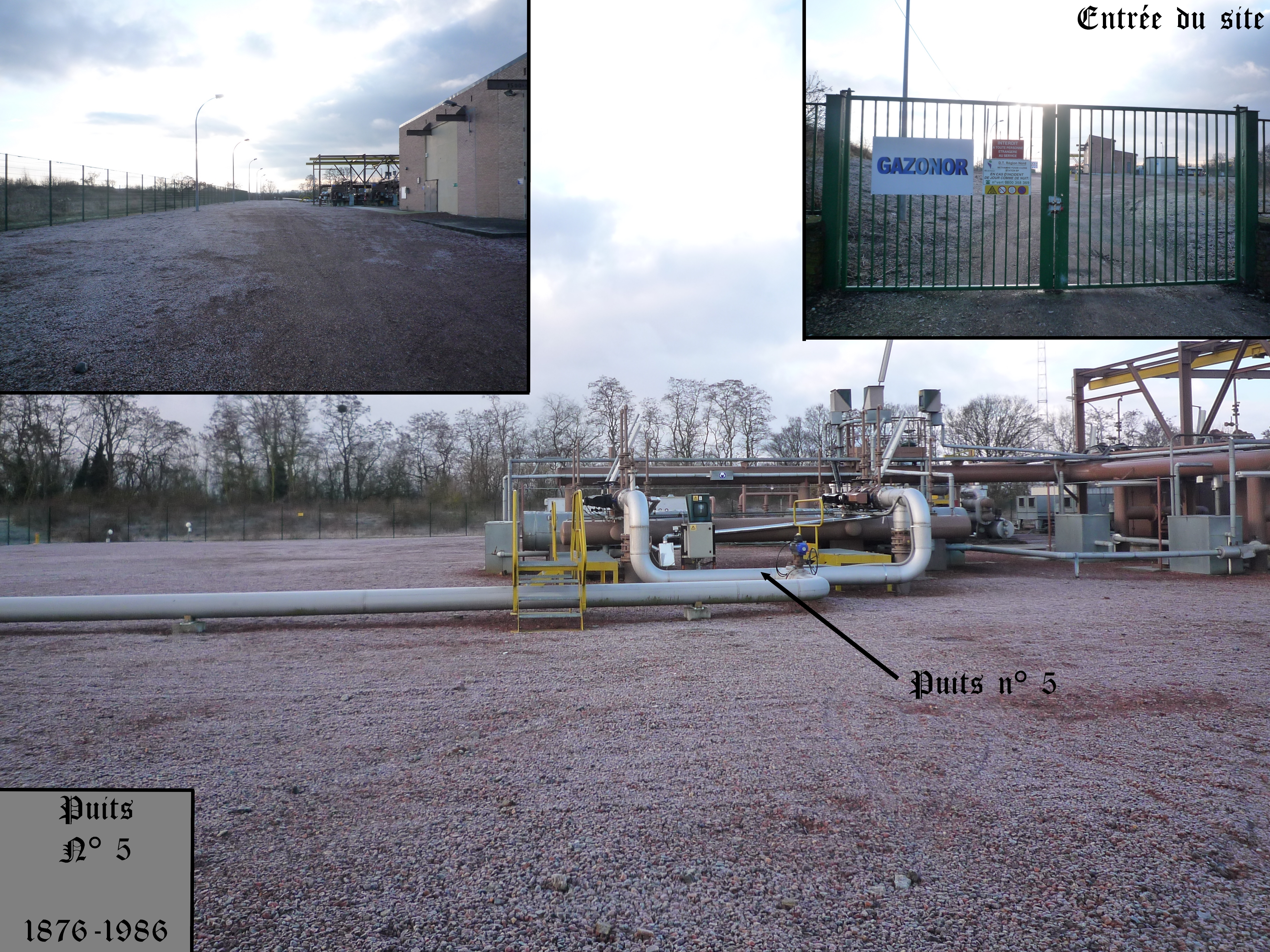
Le puits no 5 en février 2010.

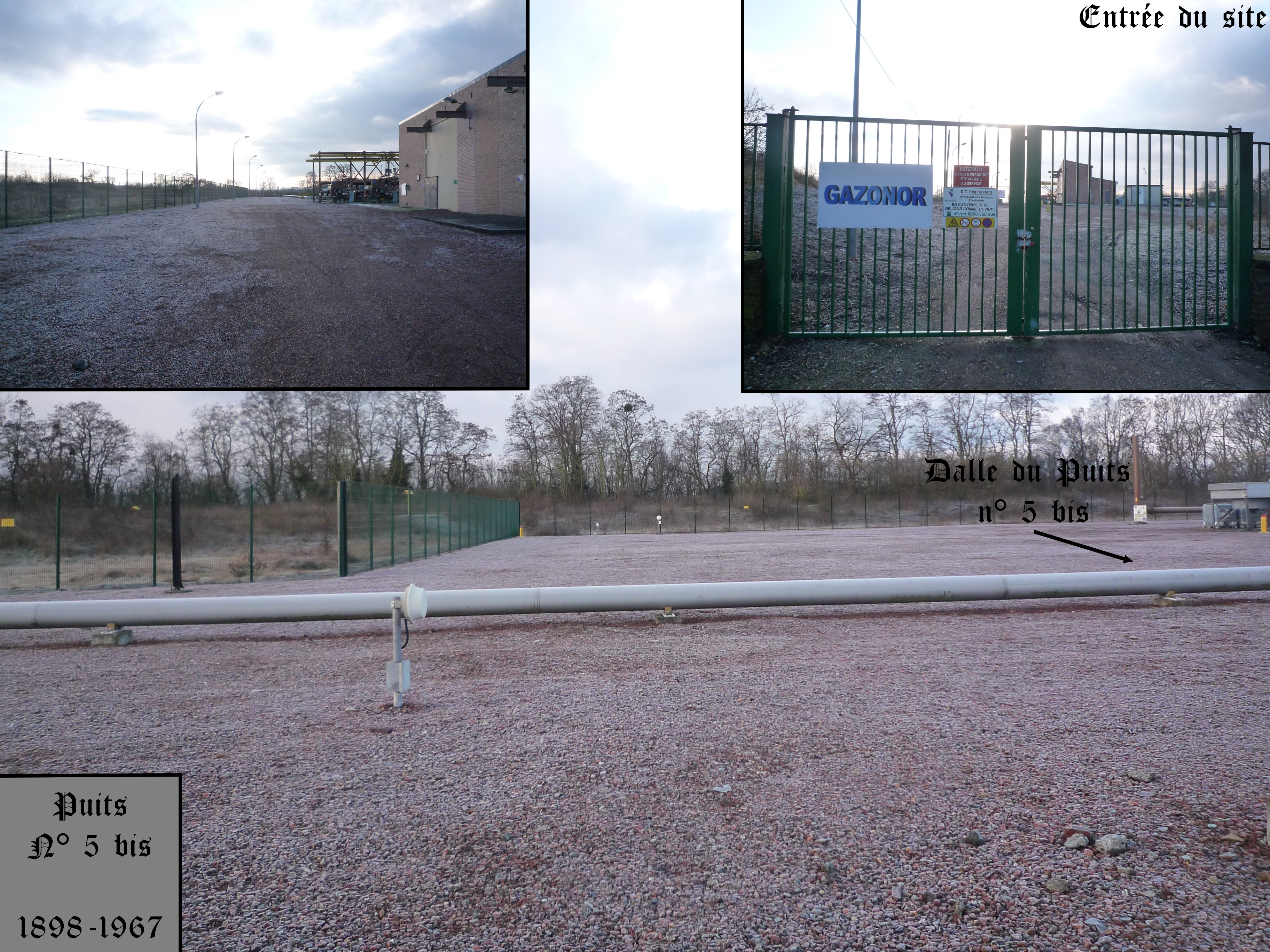
Le puits no 5 bis en février 2010.

Puits no 5
1876 - 1986
50° 25′ 20″ N, 2° 49′ 58″ E
Puits no 5 bis
1898 - 1967
50° 25′ 20″ N, 2° 49′ 59″ E
Situé rue Thomas Edison à Avion, il ne faut pas confondre cette fosse avec le 5 - 5 bis de Loos-en-Gohelle qui appartenait à la Compagnie des mines de Béthune. Mise en service en 1876 pour le puits no 5, et en 1898 pour le puits no 5 bis. Le site est entièrement détruit en 1918. Il est reconstruit à partir de 1920, mais partiellement détruit par les bombardements de 1944. Le chevalement du puits no 5 est métallique, le no 5 bis est en béton. Le puits no 5 bis est reconstruit après 1944 en béton dans un autre style plus fonctionnel, celui du no 5 est équipé d'installations plus modeste, à câbles plats. Le gaz produit par cette fosse est de nos jours encore récupéré par Gazonor.

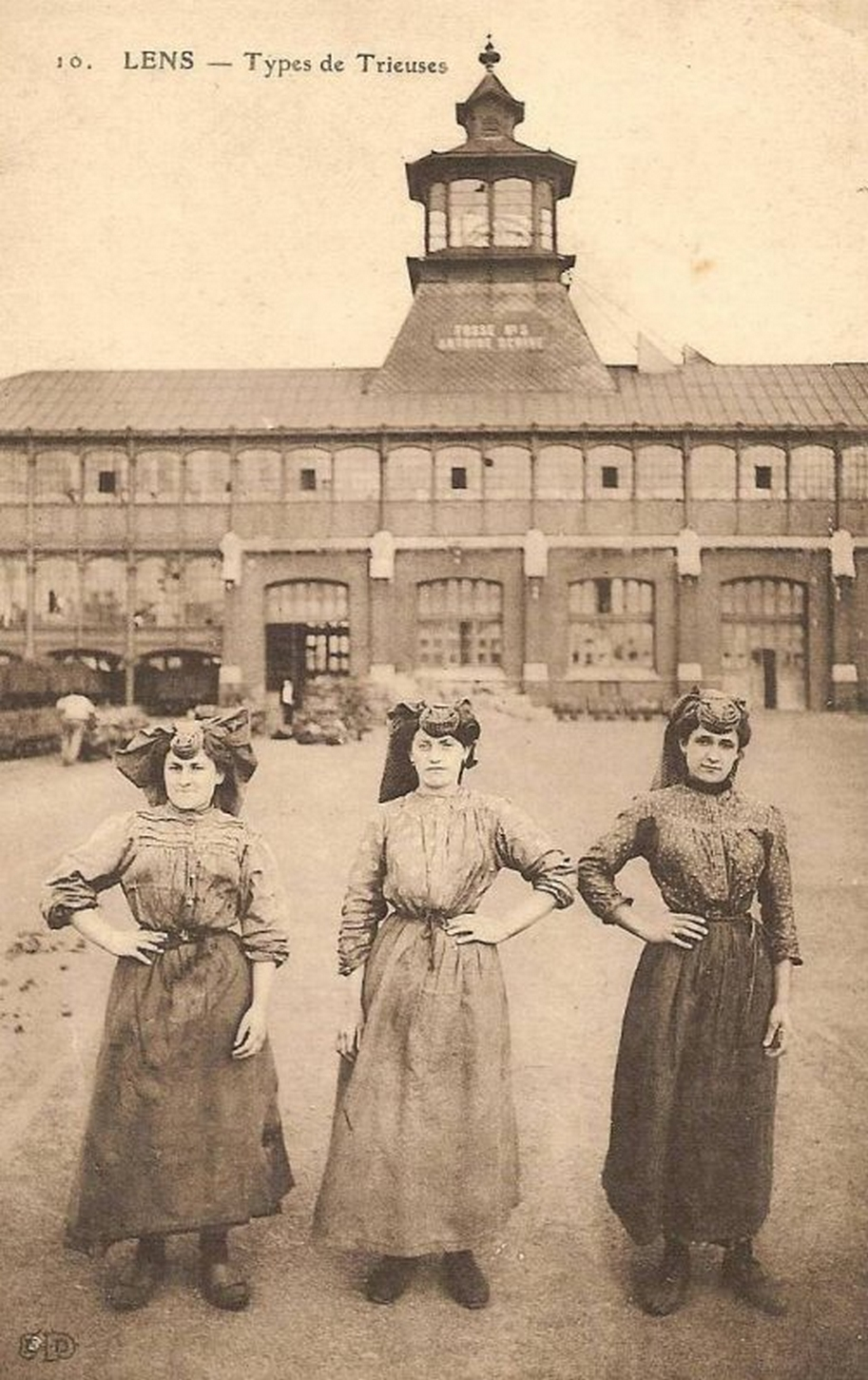
Fosse no 5 - 5 bis Saint Antoine ou Antoine Scrive-Labbe, début du XXe siècle.
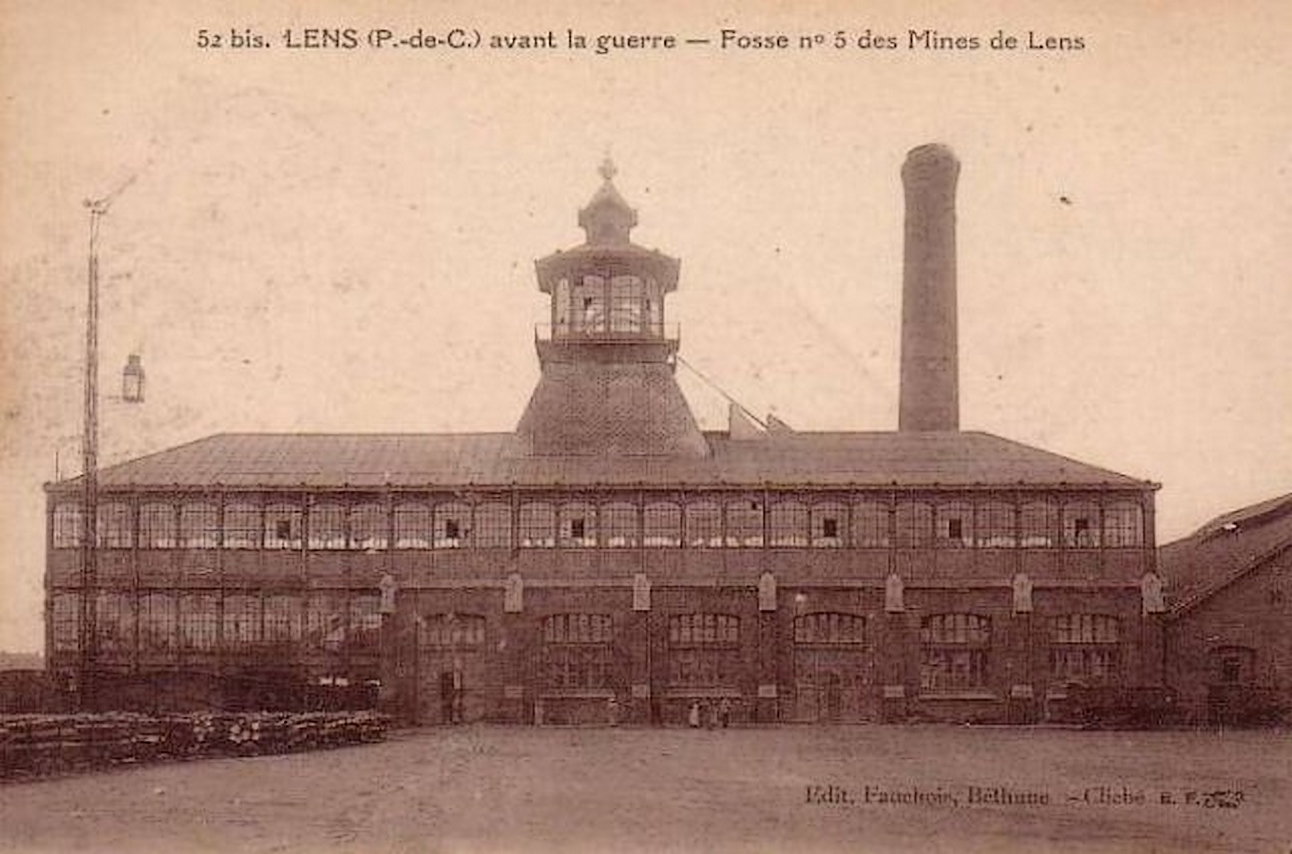
Fosse no 5 - 5 bis Saint Antoine ou Antoine Scrive-Labbe, avant la guerre 14-18.
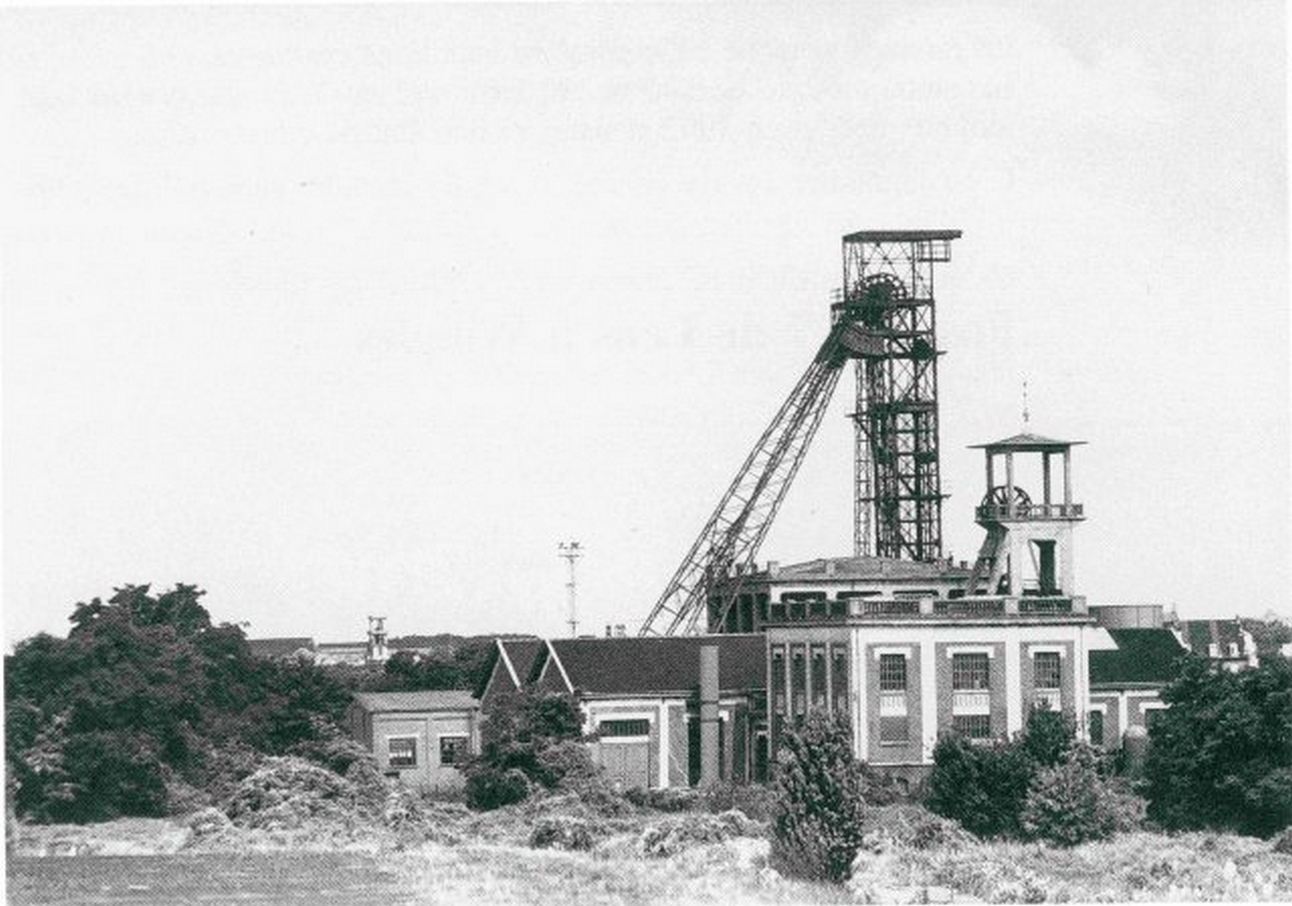
Fosse no 5  - 5 bis Saint Antoine ou Antoine Scrive-Labbe.
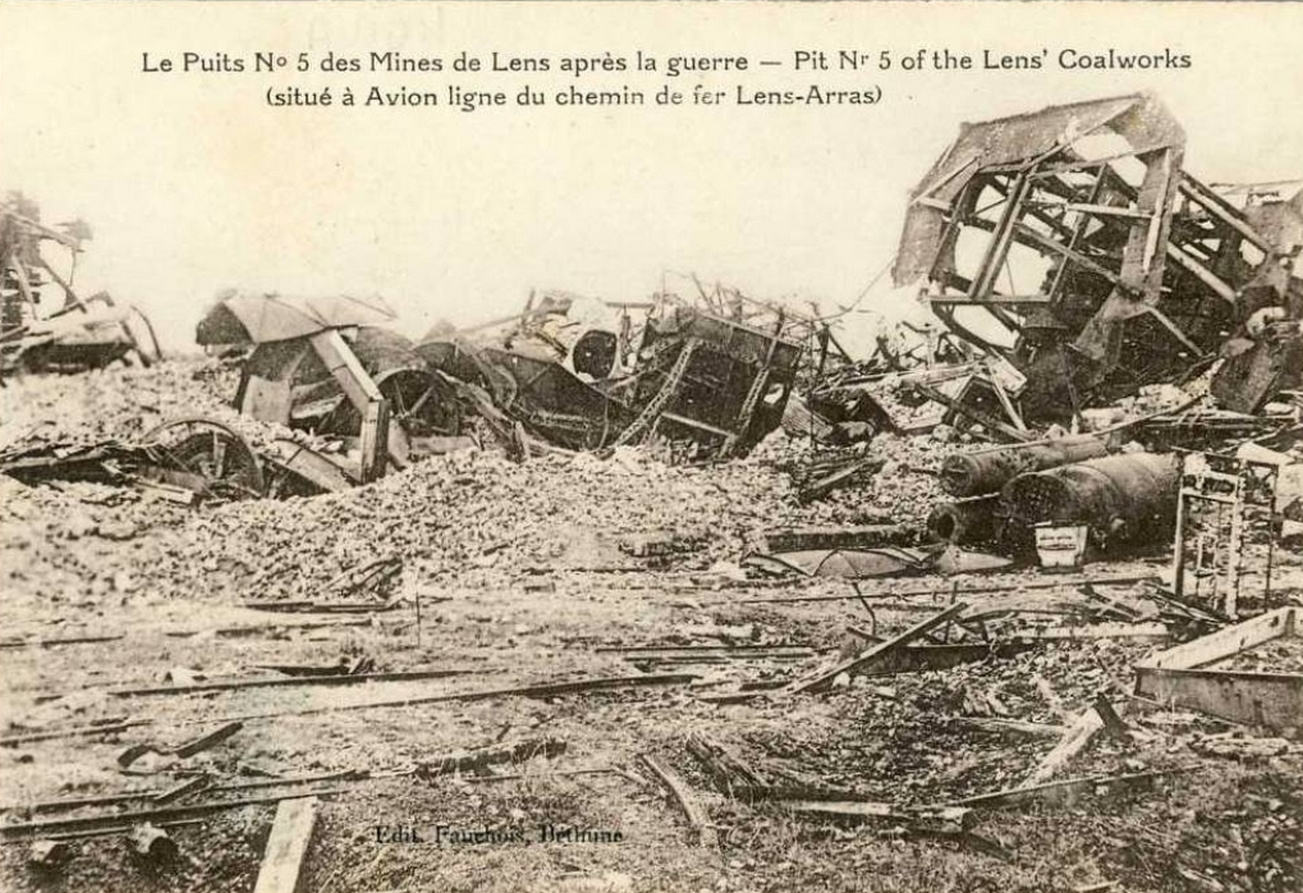
Fosse no 5 - juste après la Première Guerre mondiale.
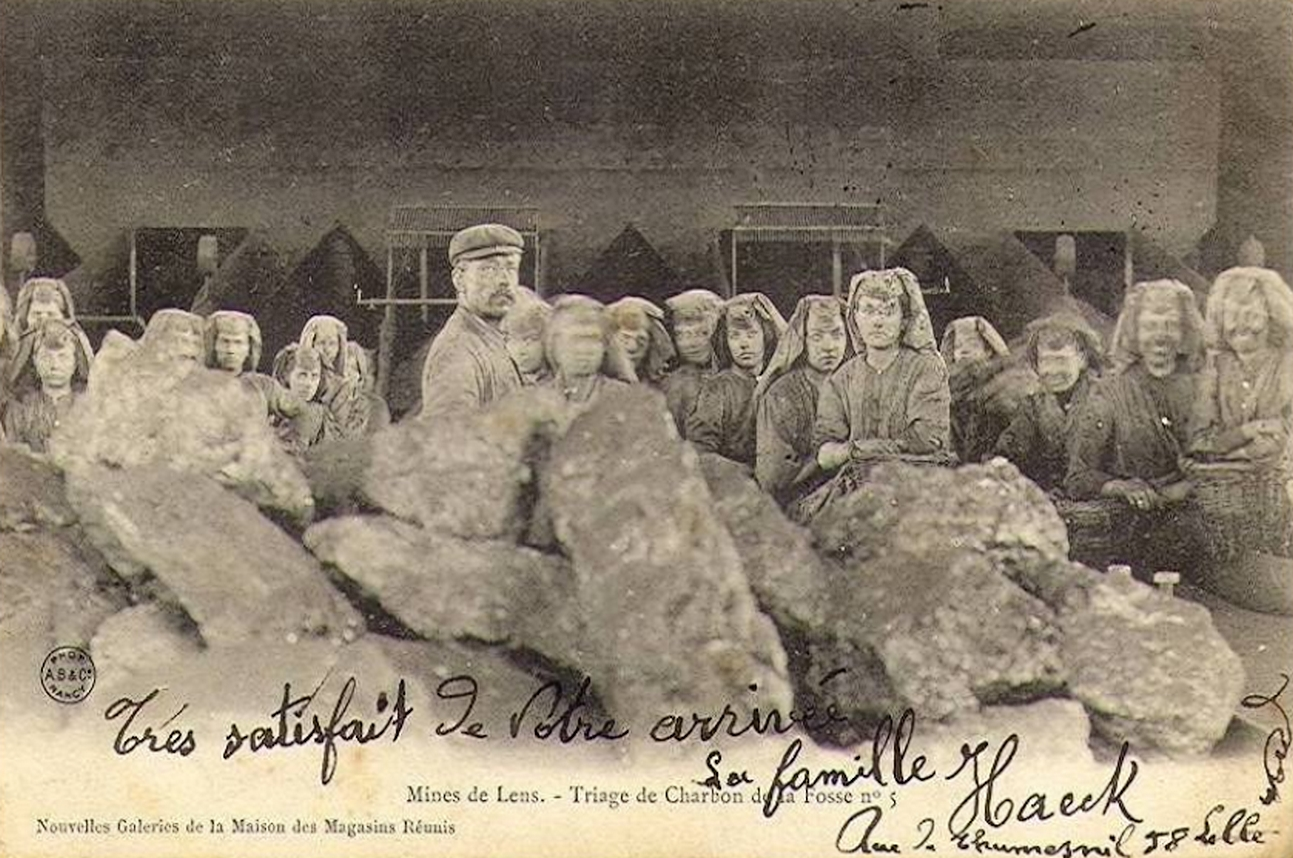
Triage du charbon de la fosse no 5.
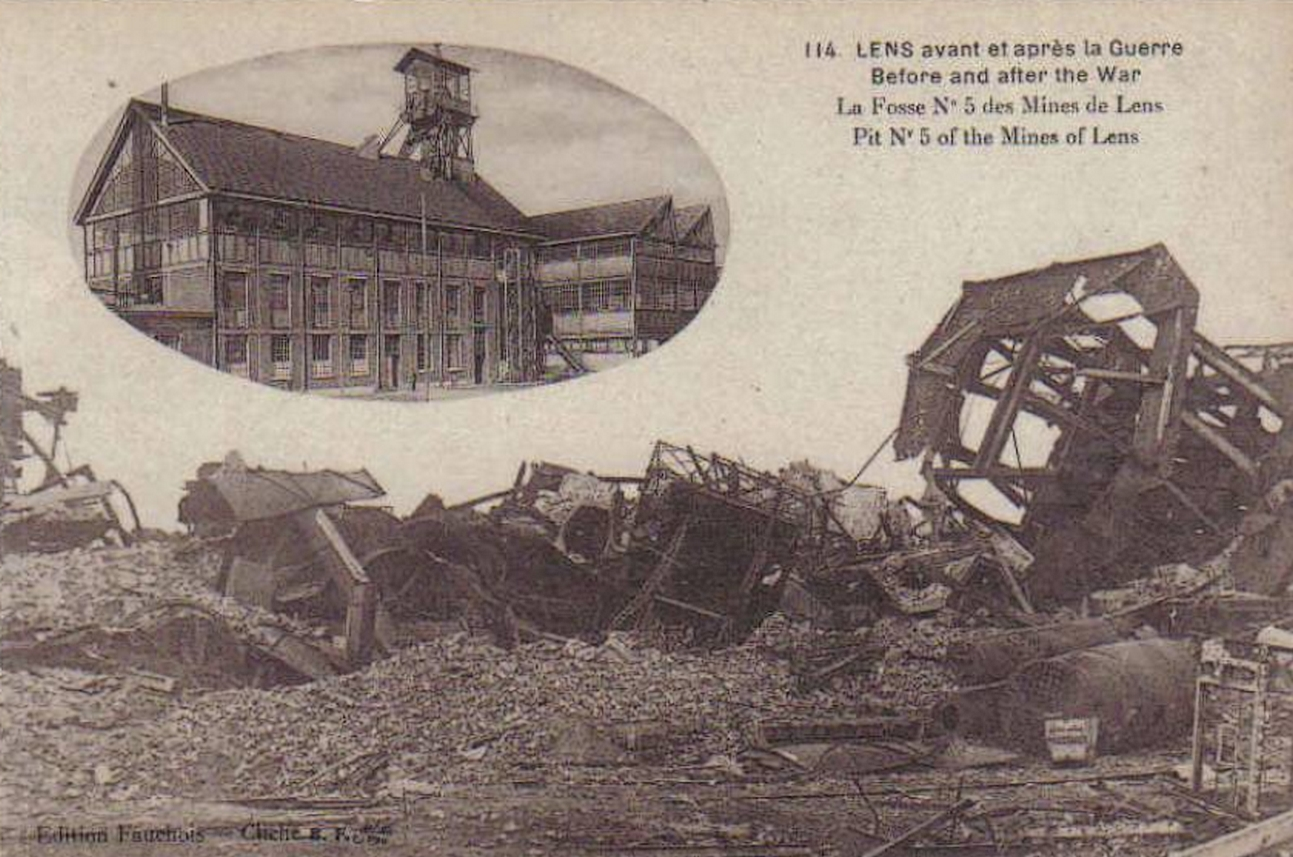
Fosse no 5 - 5 bis Saint Antoine ou Antoine Scrive-Labbe, avant et après la guerre.
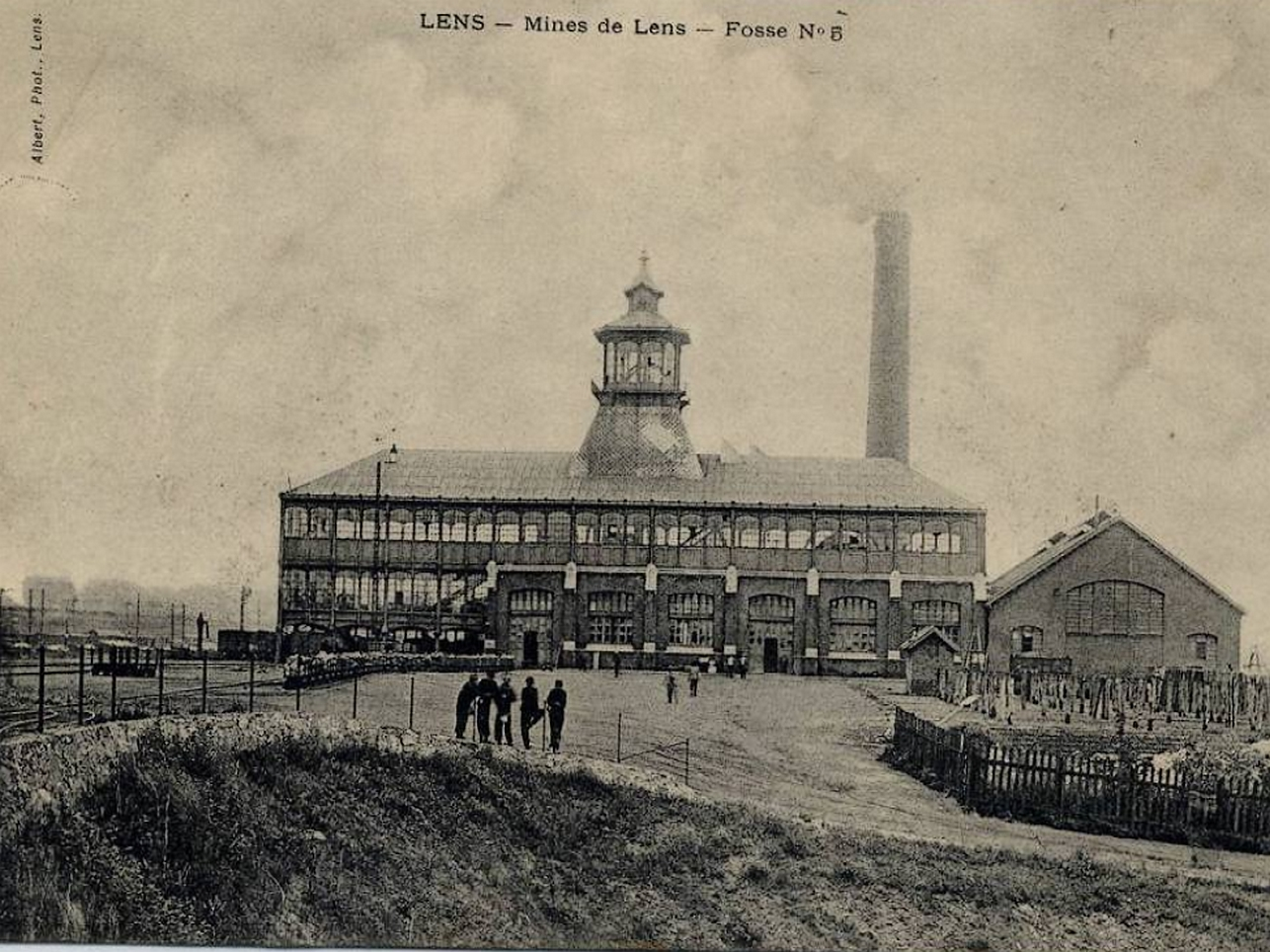
Fosse no 5 - 5 bis Saint Antoine ou Antoine Scrive-Labbe, Compagnie des mines de Lens.

### Fosseno6Saint Alfred ou Alfred Descamps

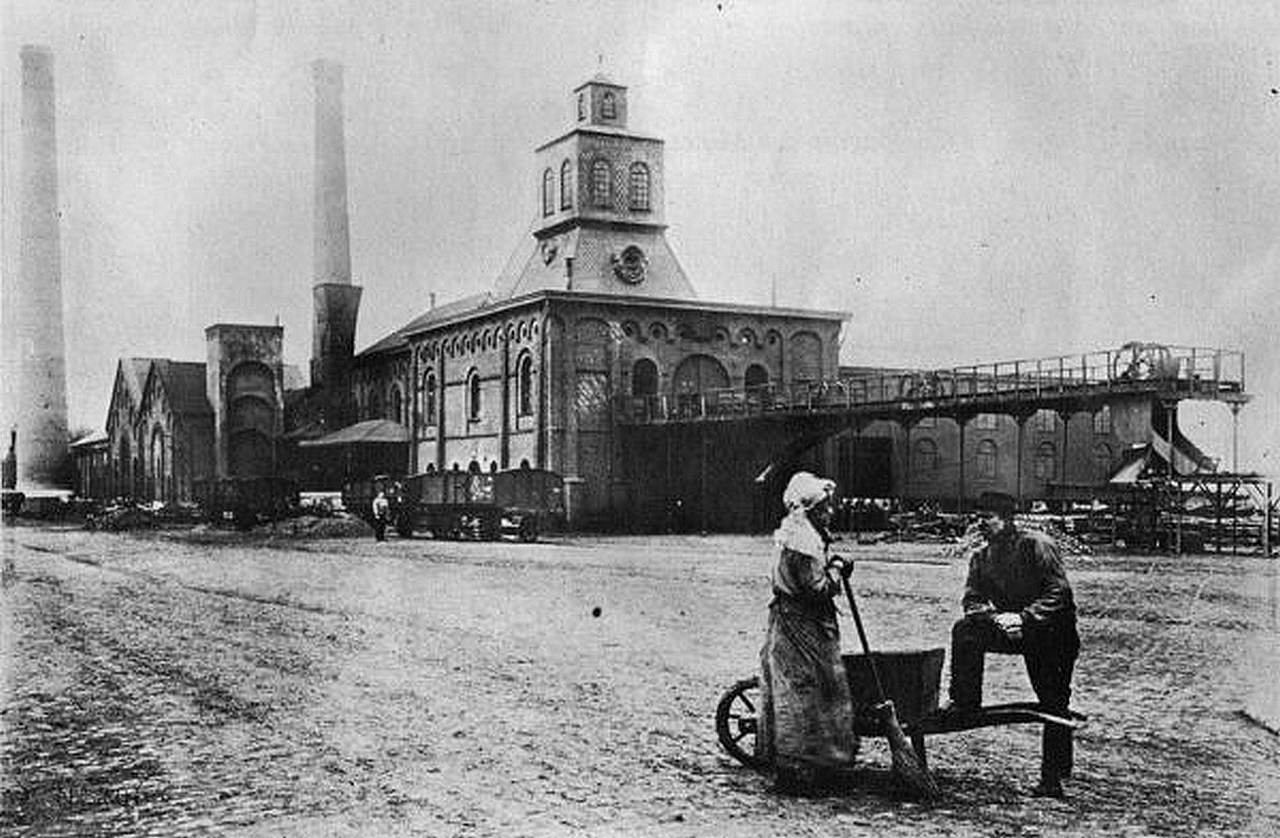
La fosse no 6 avant la Première Guerre mondiale.

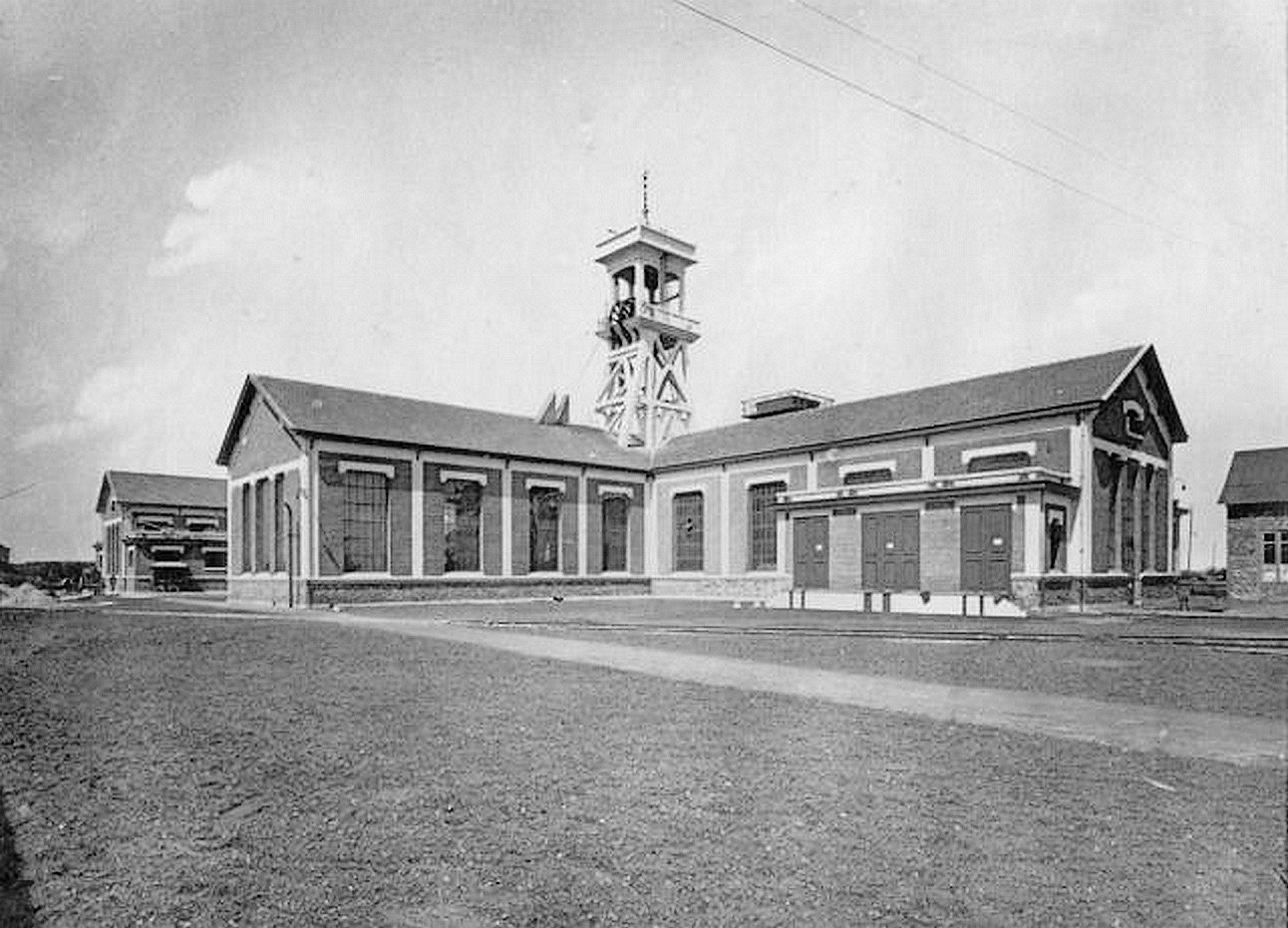
La fosse no 6, reconstruite après la guerre.

1859 - 1959
50° 30′ 45″ N, 2° 48′ 14″ E
Ce charbonnage, situé impasse de la Fosse no 6, rue Henri-Debureau à Haisnes, est aussi appelé Saint-Alfred ou Alfred-Descamps. Il n'a pas été foncé par la Compagnie des mines de Lens mais par celle de Douvrin. C'était l'unique puits de cette Compagnie. La fosse est ouverte depuis 1861. La Compagnie des mines de Lens rachète la Compagnie des mines de Douvrin en 1873. Les bâtiments d'origine sont entièrement détruits en 1918. Le puits est profond de 213 mètres.

### Fosseno7- 7 bis Saint Léonard ou Léonard Danel

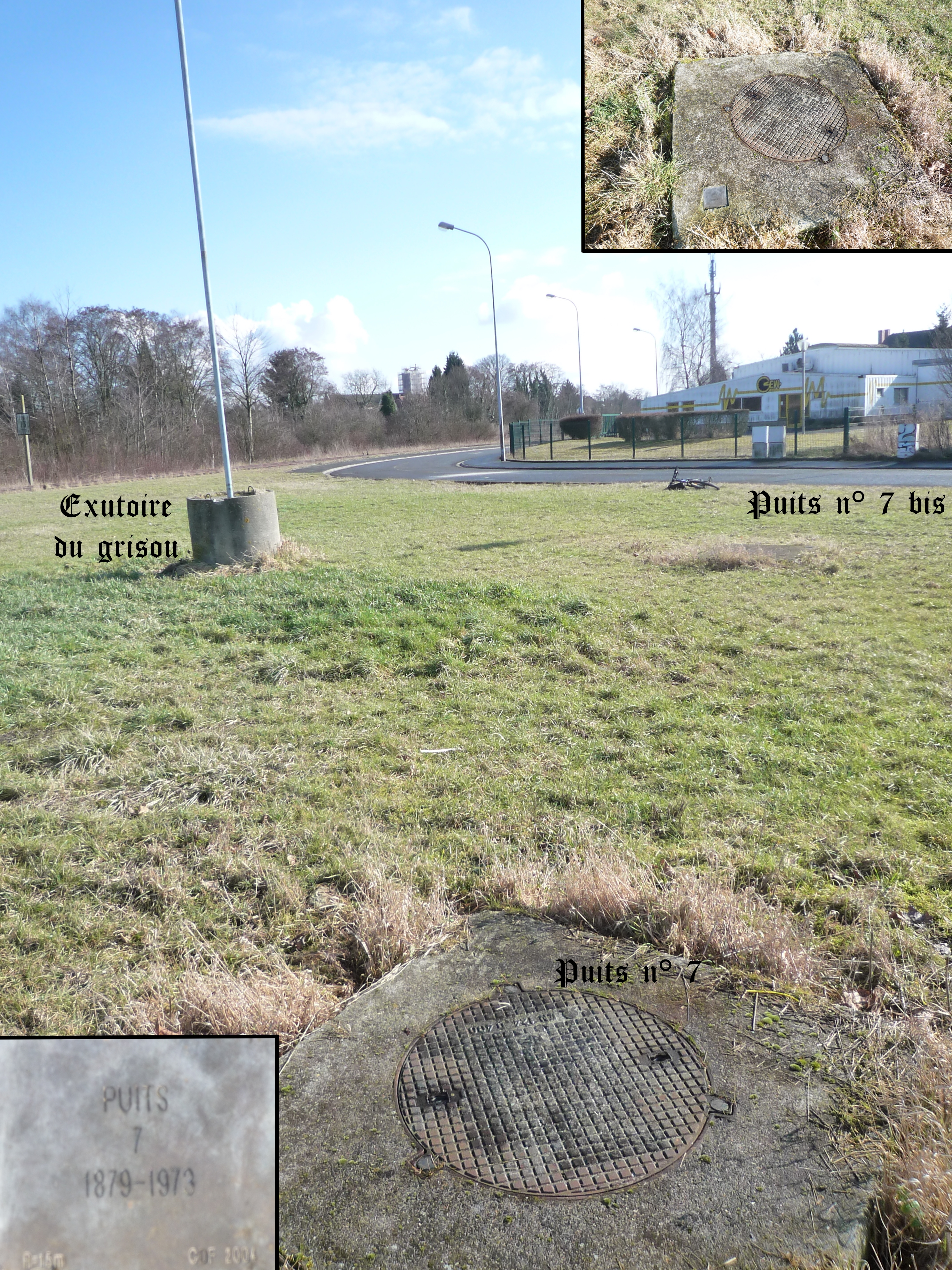
Le puits no 7 en février 2010.

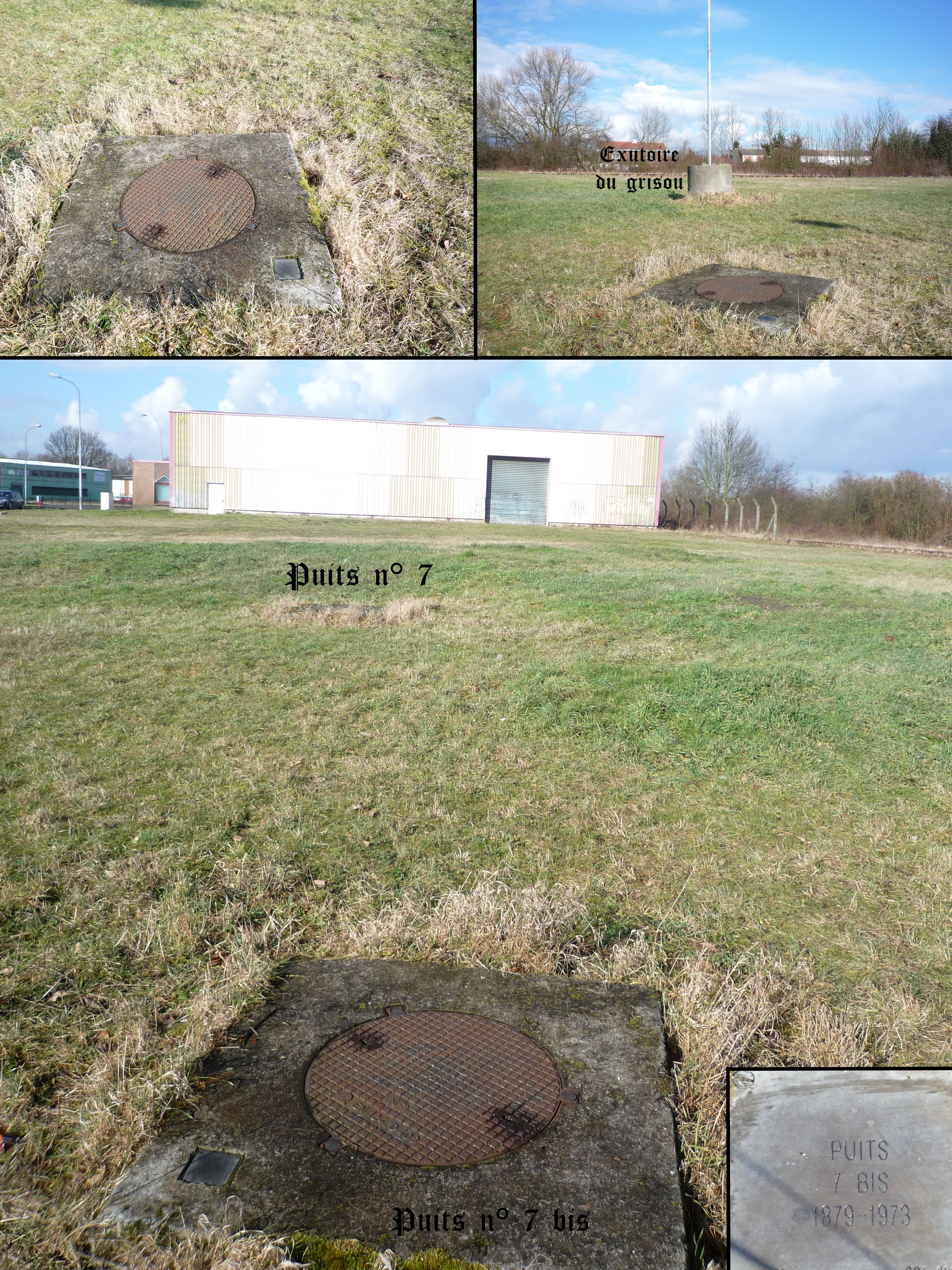
Le puits no 7 bis en février 2010.

Puits no 7
1879 - 1973
50° 29′ 45″ N, 2° 50′ 47″ E
Puits no 7 bis
1879 - 1973
50° 29′ 45″ N, 2° 50′ 47″ E
Également surnommée Saint Léonard ou Léonard Danel, les travaux commencent Avenue de la Fosse no 7 et rue du Pronet à Wingles en 1879, les deux puits jumeaux sont foncés en même temps et finis en 1882. Anéantie en 1918, la fosse est reconstruite dès la fin de la Guerre. Les deux puits servent à l'extraction, mais également au service du personnel et du matériel.
En 1958, la fosse cesse d'extraire pour être concentrée sur la fosse no 18 - 18 bis d'Hulluch qui est alors un nouveau puits. Le 7 bis extrait encore jusqu'en 1960. Les puits sont ensuite maintenus pour le service du personnel, du matériel et pour l'aérage de la concentration du 18 - 18 bis d'Hulluch jusqu'en 1972. Les puits sont profonds de 576 m pour le no 7 et de 692 m pour le no 7 bis. L'ensemble est détruit en 1977.

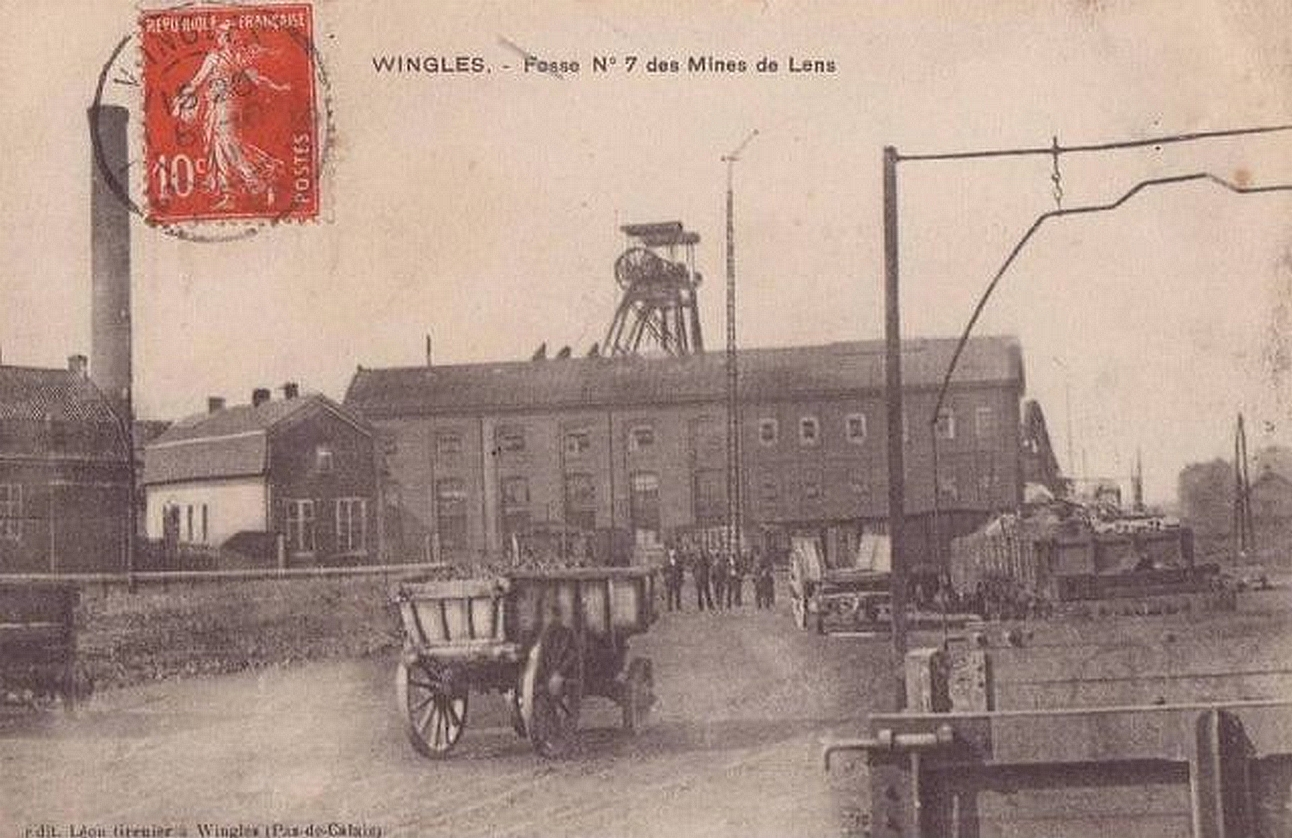
La fosse no 7 - 7 bis avant la guerre.
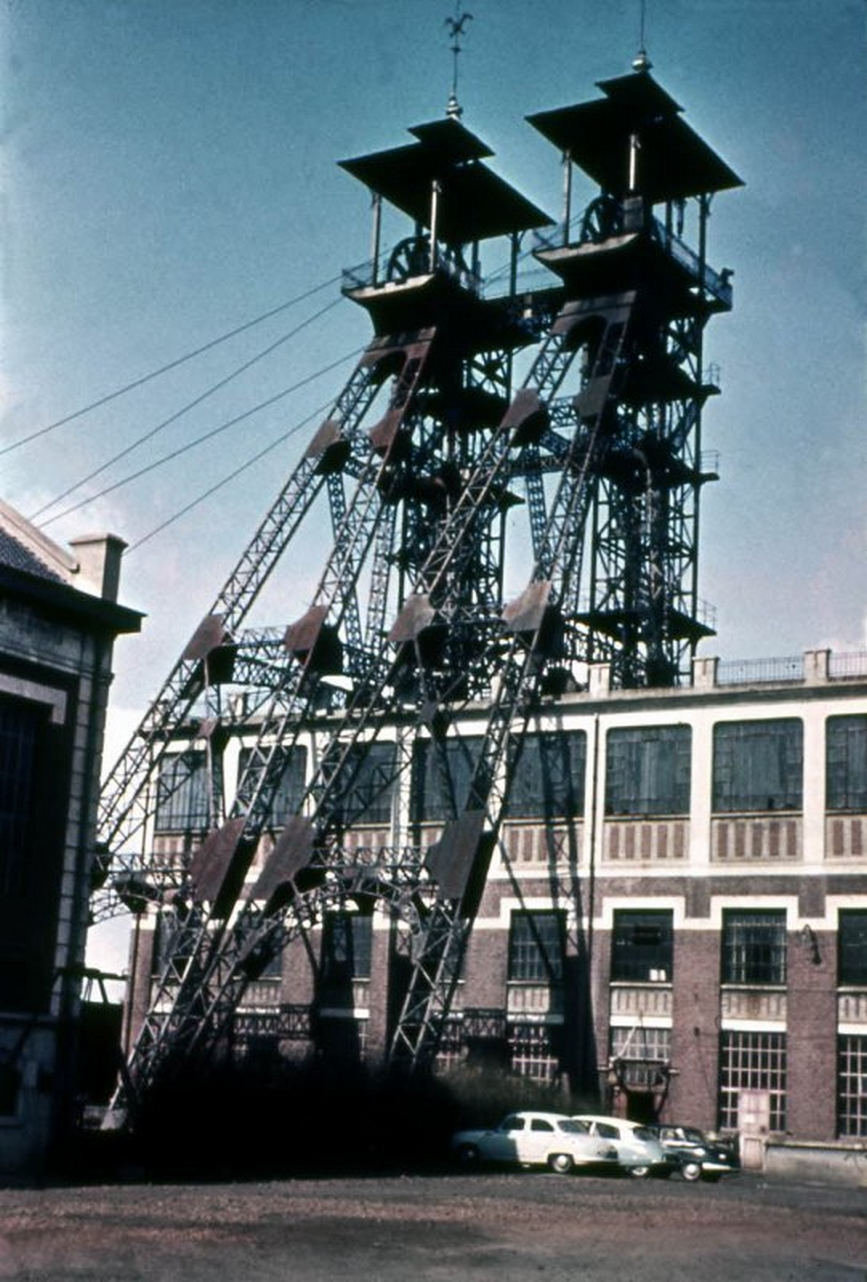
La fosse no 7 - 7 bis modernisée.

### Fosseno8- 8 bis Saint Auguste ou Auguste Descamp

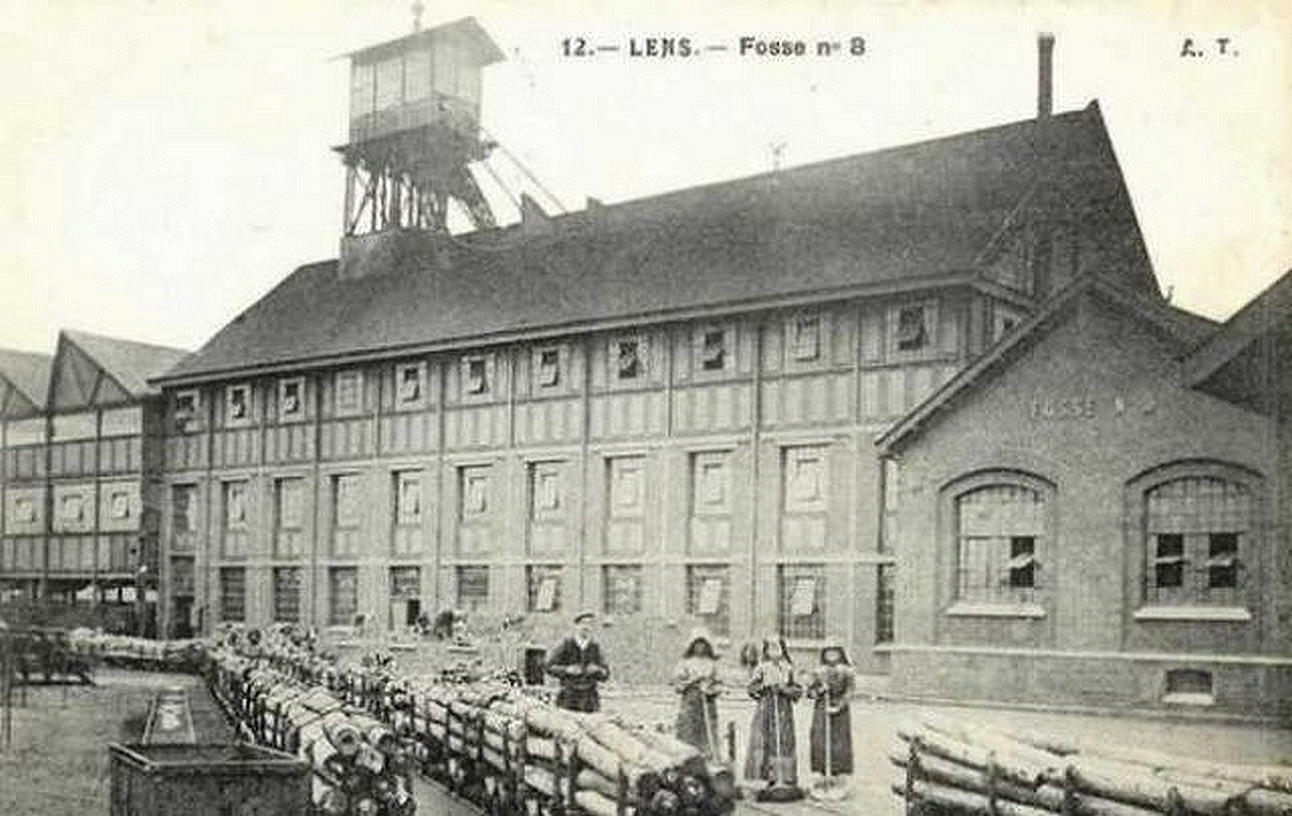
Le bâtiment d'extraction du puits no 8 avant la guerre.

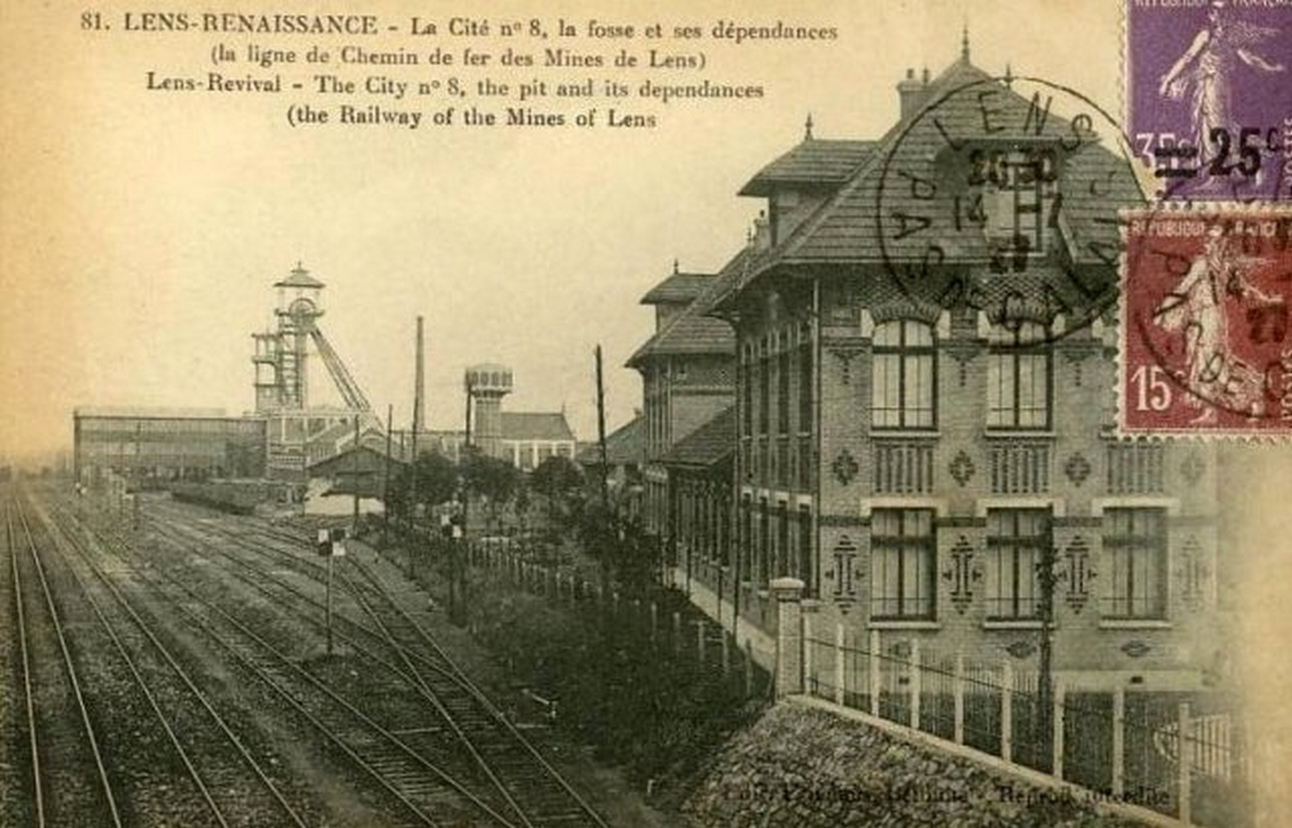
La fosse no 8 - 8 bis en 1927.

Puits no 8
1886 - 1969
50° 27′ 14″ N, 2° 50′ 53″ E
Puits no 8 bis
1886 - 1962
50° 27′ 14″ N, 2° 50′ 53″ E
La fosse est construite rue de la justice à Vendin-le-Vieil. Les puits nos 8 et 8 bis sont ouverts en juillet 1886, 1883 selon le BRGM. Entièrement détruites en 1918, les installations sont rapidement reconstruites pour l'extraction et le service du personnel. Le chevalement du puits no 8 est reconstruit en 1920 en métal, celui du no 8 bis est reconstruit quant à lui en béton.
L'Usine HGD (Huiles, Goudrons et dérivés) est construite en 1920, elle traite les goudrons produits par la carbonisation du charbon dans les cokeries du bassin. La fosse no 8 est concentrée sur la fosse no 2 de Lens en 1958 et cesse donc sa production pour servir à l'aérage, au personnel, au service et au matériel. Le puits no 8 bis est remblayé en 1962, il était profond de 302 m. Le puits no 8 est remblayé en 1969, il était quant à lui profond de 620 mètres. Le chevalement du puits no 8 aurait été entièrement démonté et transféré aux ateliers centraux de Wingles, celui du no 8 bis a été abattu en 1974.

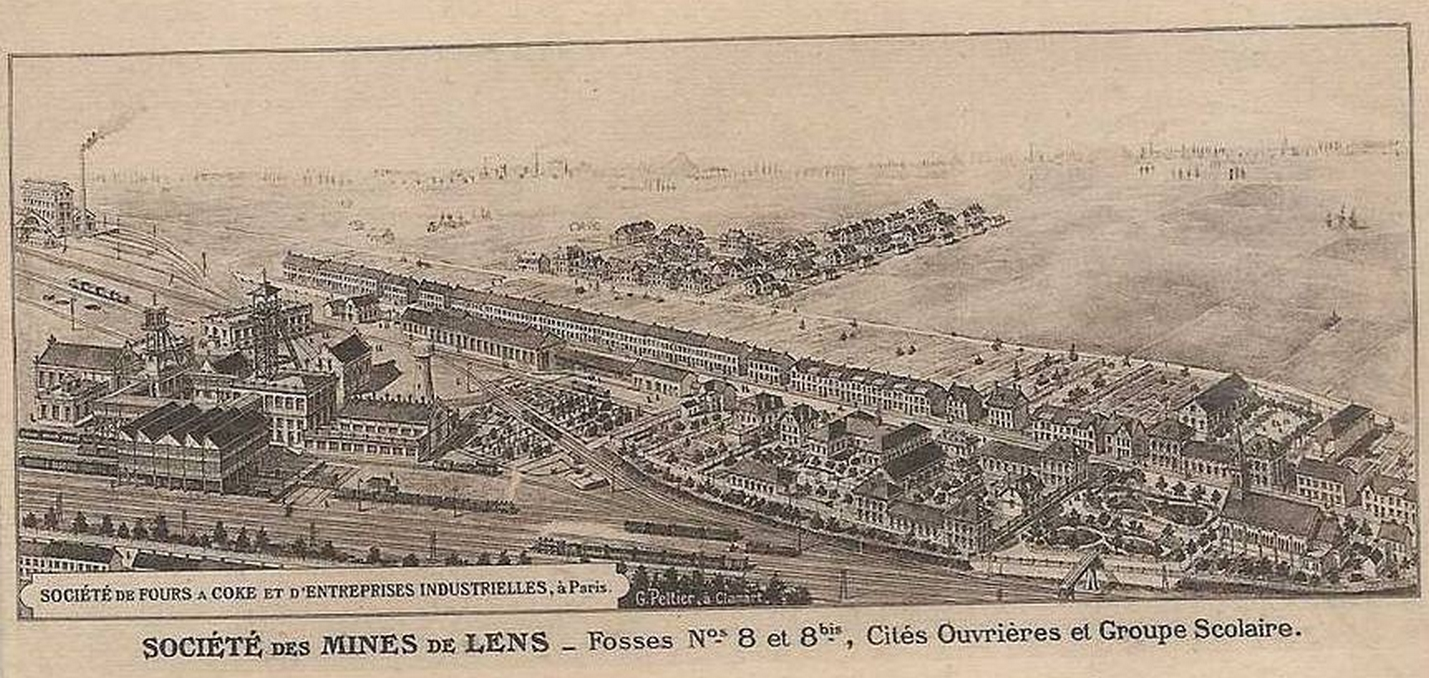
La fosse no 8 - 8 bis de Vendin-le-Vieil, avec son quartier créé autour.

### Fosseno9Saint Théodore ou Théodore Barrois

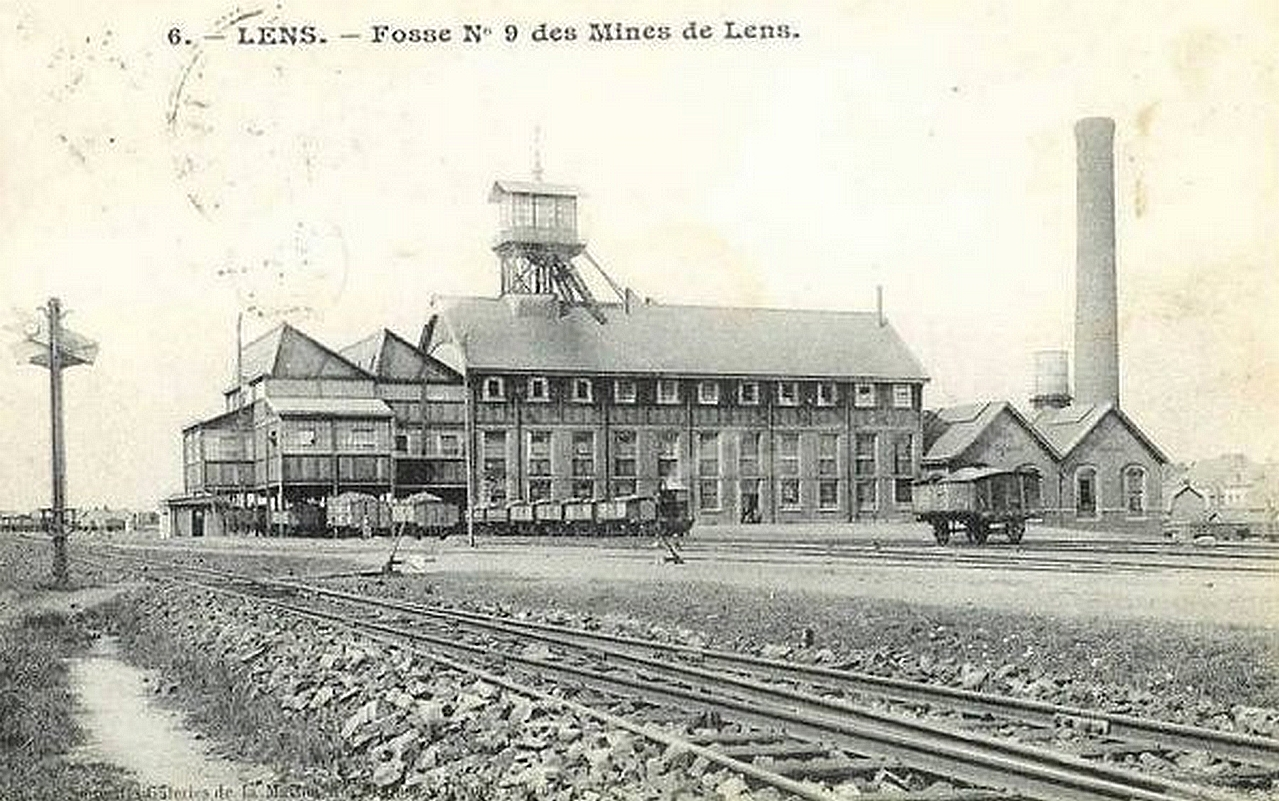
La fosse no 9 avant la Première Guerre mondiale.

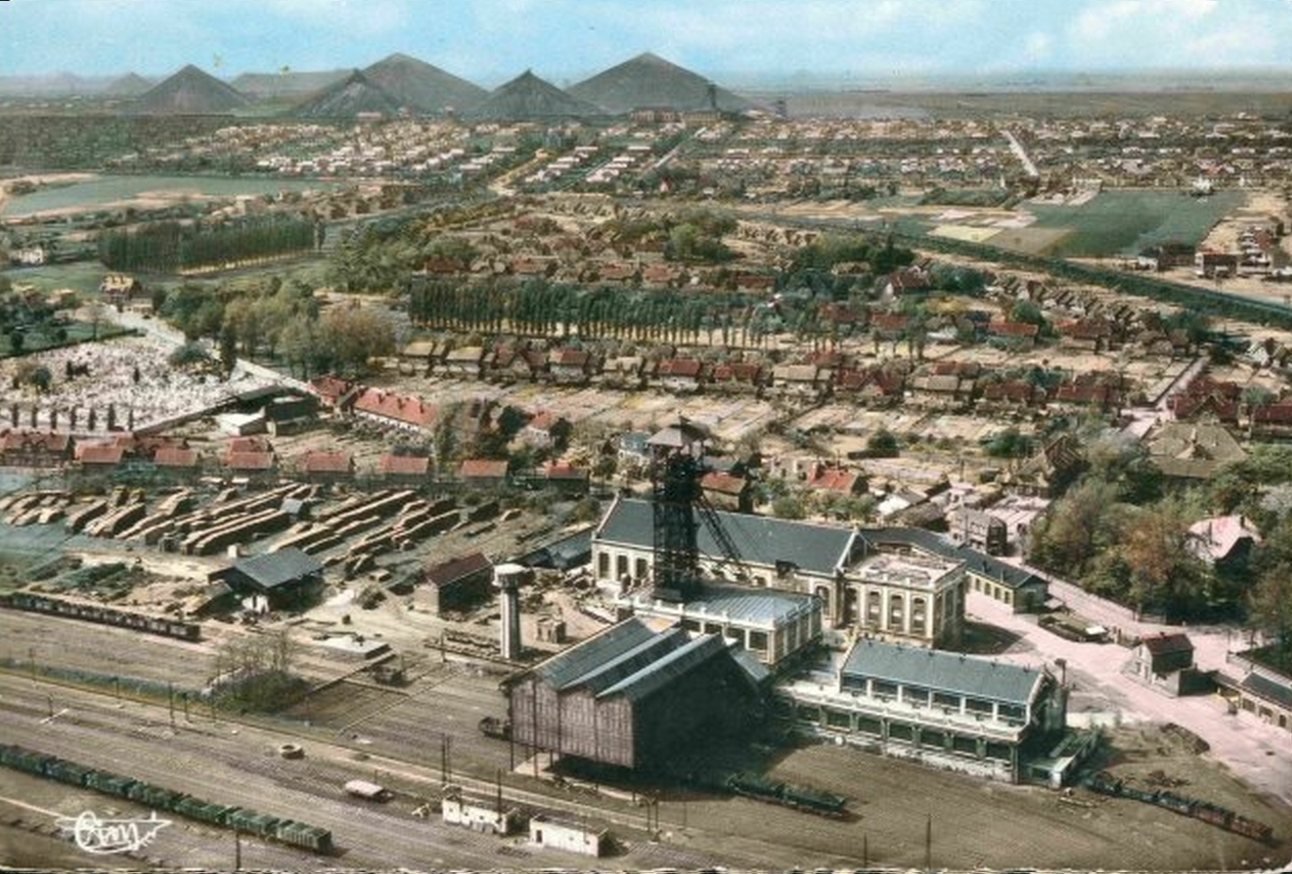
Vue d'ensemble de la fosse no 9 reconstruite.

1886 - 1980
50° 25′ 54″ N, 2° 48′ 15″ E
Le Louvre-Lens est construit sur son carreau, rue Paul Bert à Lens. Le puits est foncé en 1886. La mine, détruite en 1918 est entièrement reconstruite en 1925. La fosse no 9 cesse d'extraire en 1960 après avoir été concentrée sur la fosse 11/19. Le puits no 9 sert alors d'entrée d'air, puis au retour d'air de la fosse 11/19 après installation de nouveaux ventilateurs provenant du puits no 8 de la fosse no 8 - 16 Gabriel Portier de la Compagnie des mines de Courrières (à Courrières). Le service cesse en 1980. Le chevalement et une grande partie des installations sont abattus en 1983.

### Fosseno9bis Anatole Deschamps
1904 - 1965
50° 25′ 43″ N, 2° 47′ 48″ E
Le puits no 9 bis est rajouté en 1904 à Liévin sur un autre carreau. Le puits no 9 bis, de 410 mètres de profondeur, est remblayé en 1965. Les installations sont détruites en 1968.

### Fosseno10- 10 bis Saint Valentin ou Valentin Cazeneuve

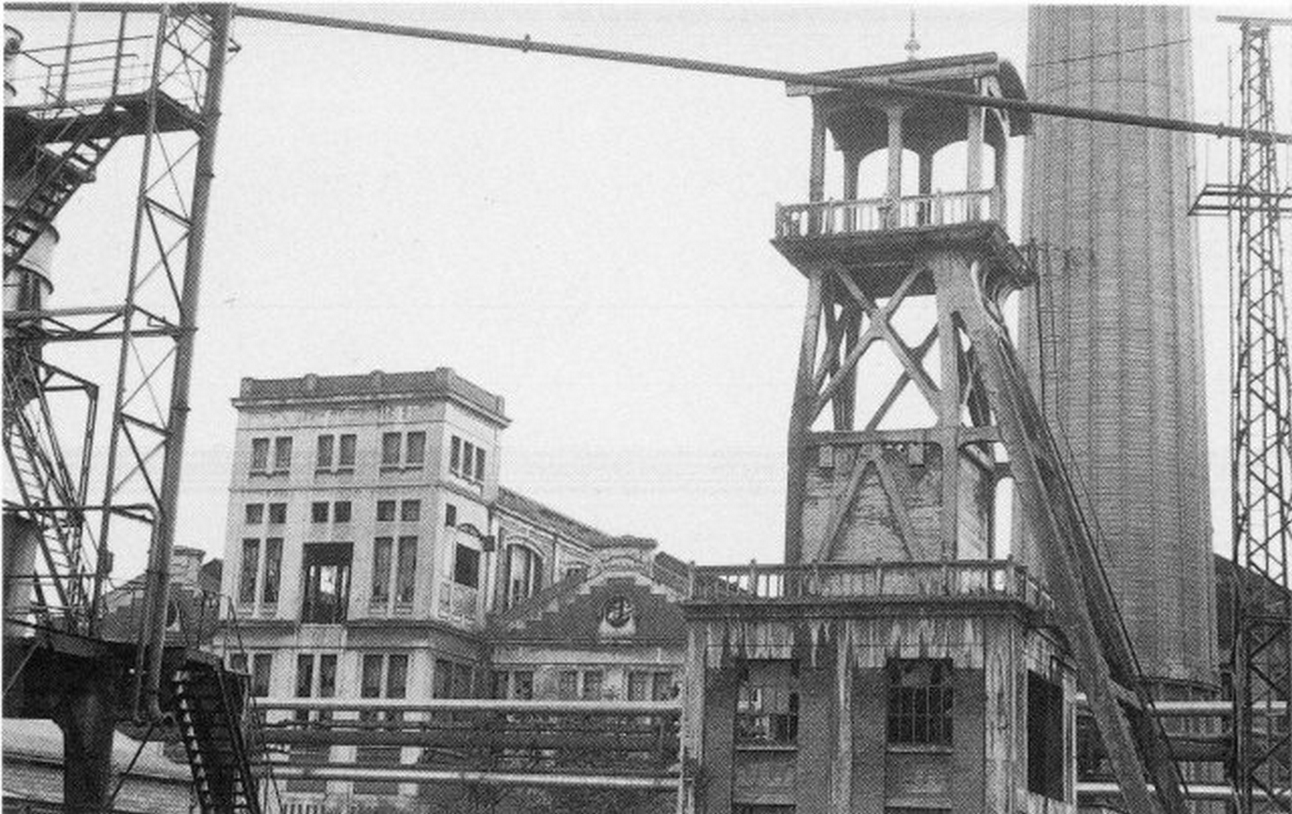
La fosse no 10.

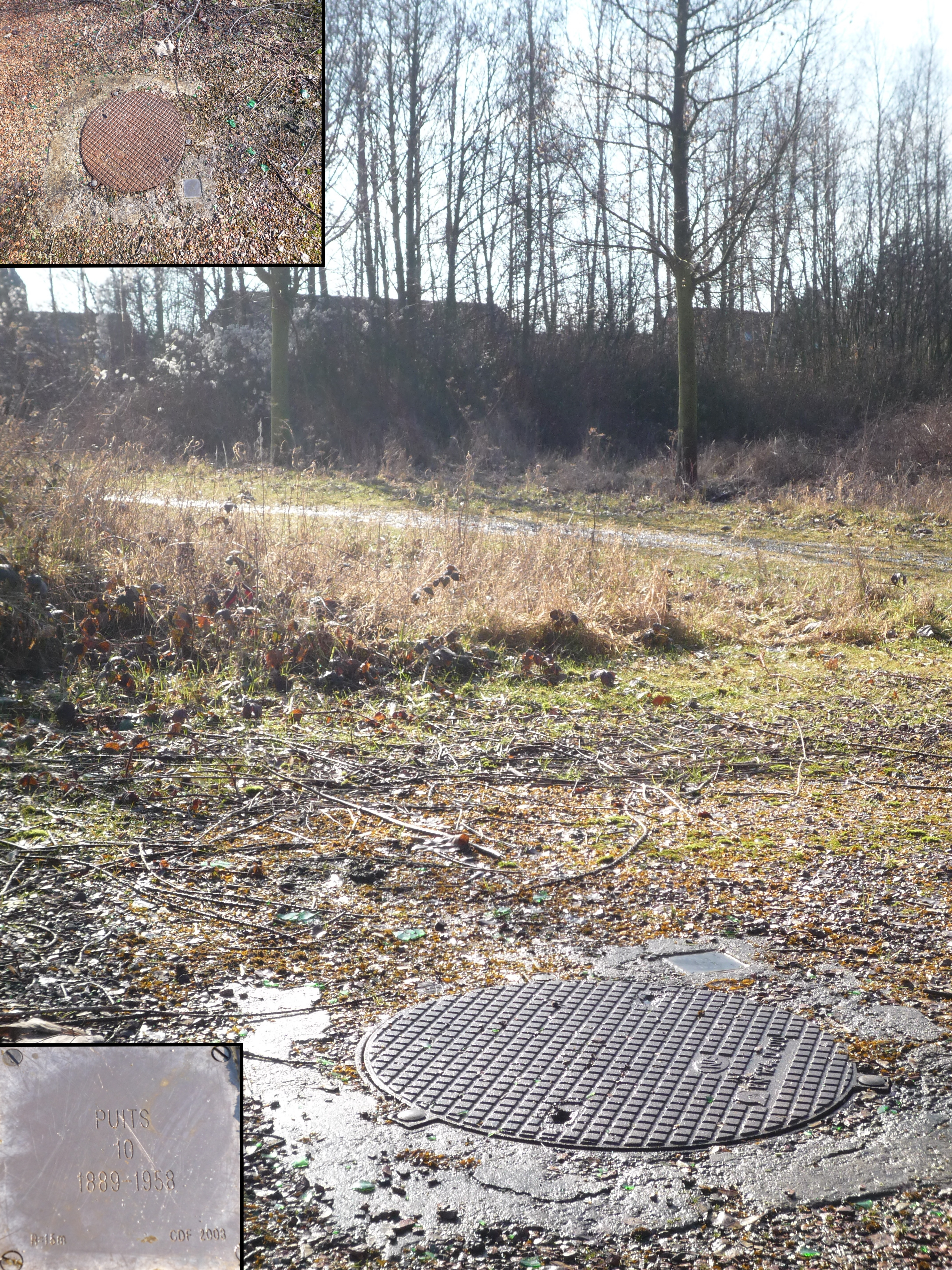
Le puits no 10 en février 2010.

Puits no 10
1894 - 1958
50° 28′ 41″ N, 2° 52′ 24″ E
Puits no 10 bis
1899 - 1958
50° 28′ 38″ N, 2° 52′ 24″ E
Le puits no 10 a été creusé en 1894, et remblayé en 1958. Le no 10 bis est rajouté en 1899. La fosse, située à Vendin-le-Vieil est anéantie lors de la Première Guerre mondiale. Reconstruite en 1920, la fosse se trouve dans le complexe des Centrales électriques des mines de Lens, ce qui limite son champ d'exploitation. L'extraction cesse en 1946, les puits sont conservés pour l'aérage de la fosse no 8 à Vendin-le-Vieil jusqu'en 1958. L'ensemble existe jusqu'à la démolition des centrales, dans les années 1980.

### Fosseno11Saint-Pierre ou Pierre Destombes - 19

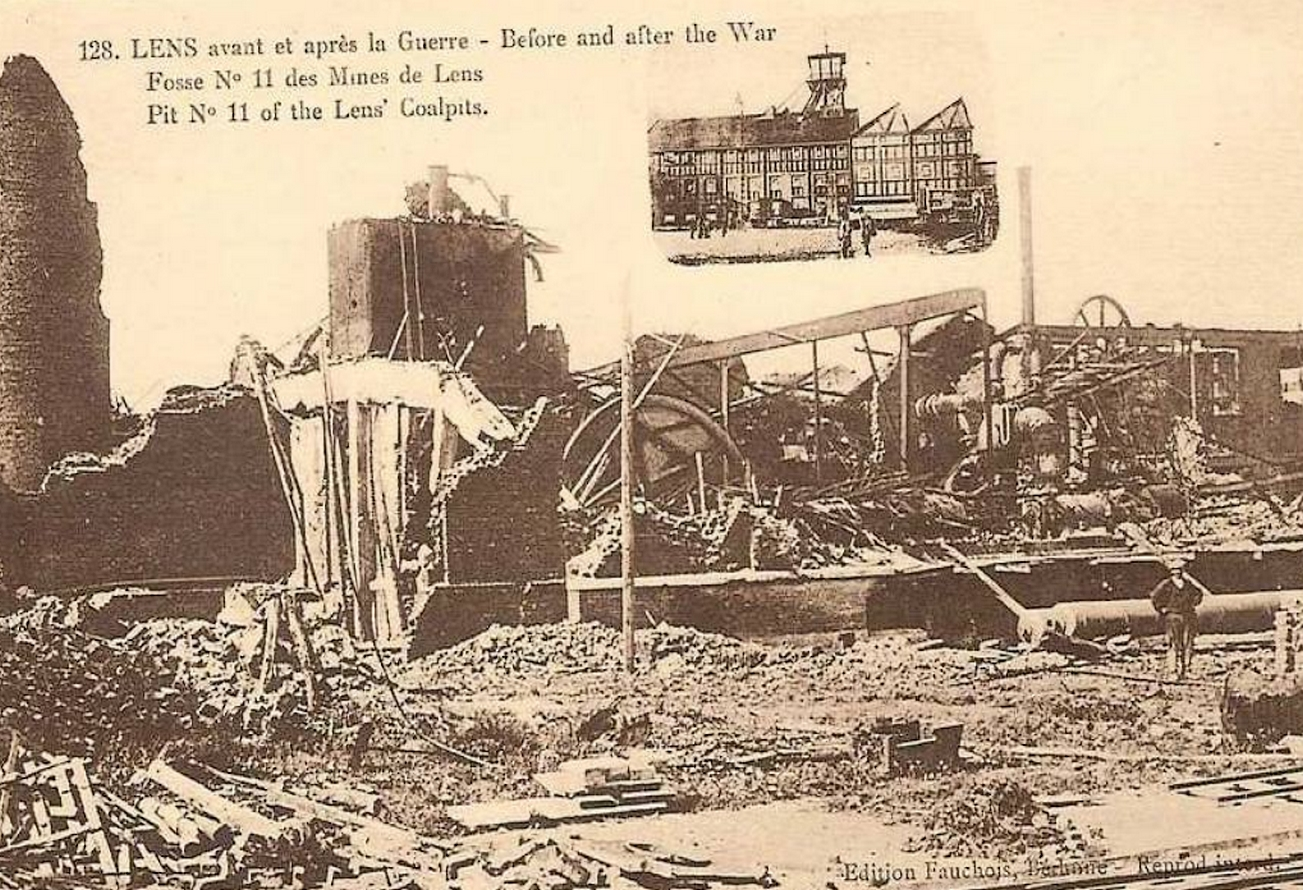
La fosse no 11, ravagée lors de la Première Guerre mondiale.

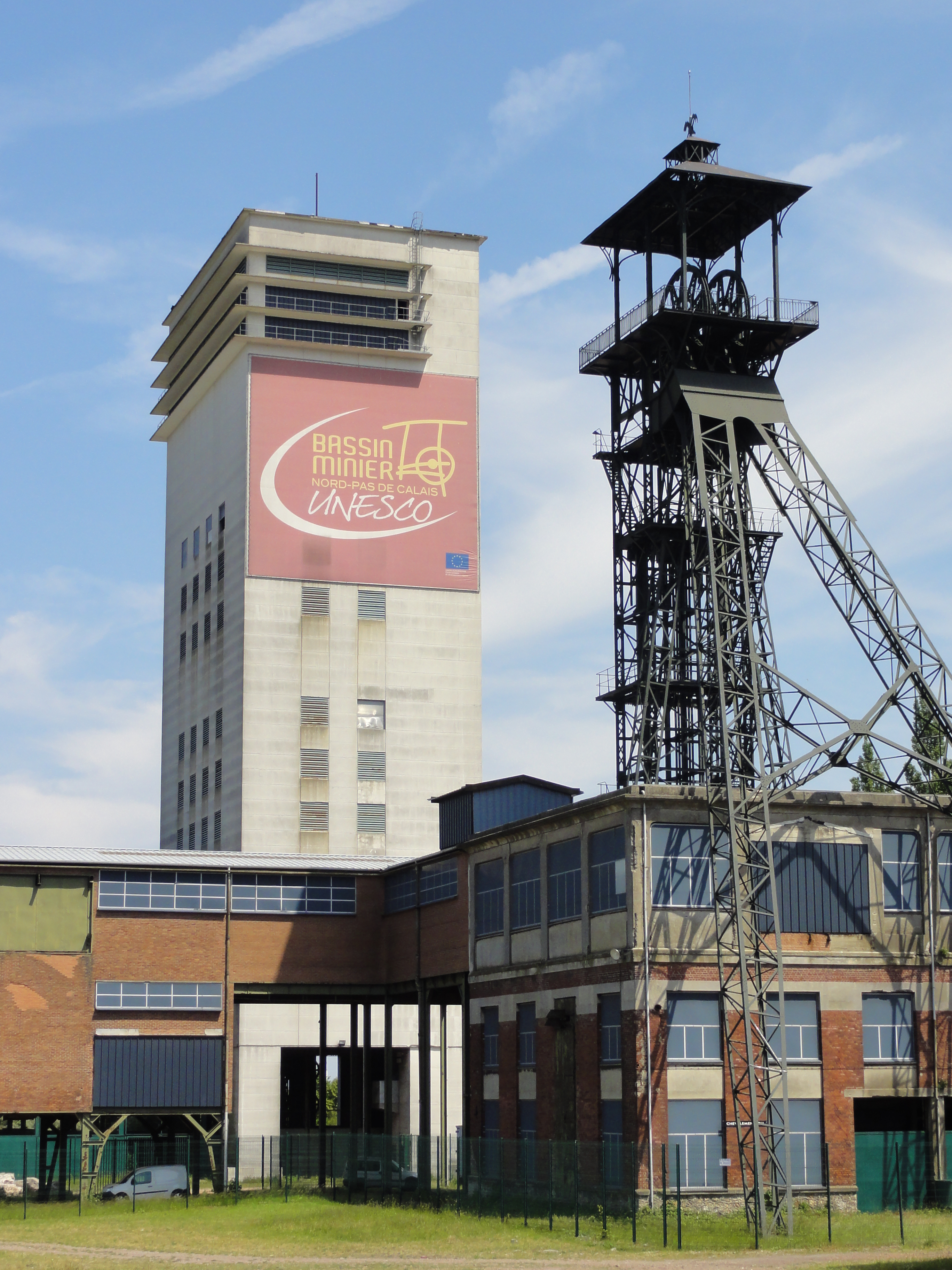
Chevalements nos 19 et 11 à Loos-en-Gohelle.

Puits no 11
1893 - 1987
50° 26′ 36″ N, 2° 47′ 19″ E
Puits no 19
1954 - 1987
50° 26′ 37″ N, 2° 47′ 22″ E
Il s'agit d'un des quatre charbonnages préservés du bassin minier du Nord-Pas-de-Calais : les autres sont la fosse Arenberg des Mines d'Anzin à Wallers, la fosse no 9 - 9 bis des mines de Dourges à Oignies et Delloye des Mines d'Aniche à Lewarde.
Après les mines de Béthune (avec la fosse no 5 - 5 bis), c’est au tour de celles de Lens de venir s’installer sur le territoire de Loos-en-Gohelle,. La société commence les travaux de la fosse no 11 le 4 janvier 1891. Le 1er juin 1894, c’est le départ d’une activité qui ira grandissante jusqu’à notre époque. La fosse Pierre Destombes a connu les honneurs présidentiels puisqu’en novembre 1898, Félix Faure y descendit. Jusqu'avant 1914, une plaque commémorative rappelait l’événement au premier étage d'exploitation. À l’issue de la Grande Guerre, toutes les installations, ravagées par les Allemands, furent reconstruites. 24 sondages et plus de 40 tonnes de ciment furent utilisés pour la réparation des cuvelages. Le nouveau chevalement métallique, construit en 1925 par l'entreprise Fives-Lille en poutrelles à treillis (hauteur : 45 m) s’oppose à la tour en béton armé du puits no 19, haute de 66 mètres. Depuis 1960, en effet, le puits no 11 est rattaché au siège no 19 malgré une petite capacité d’extraction : 150 tonnes de produits bruts à l’heure.
En 1950, le diamètre du puits no 11 est de 4,80 m, le premier accrochage est à 189 m, le second à 219 m, le troisième à 299 m et le quatrième à 640 m.

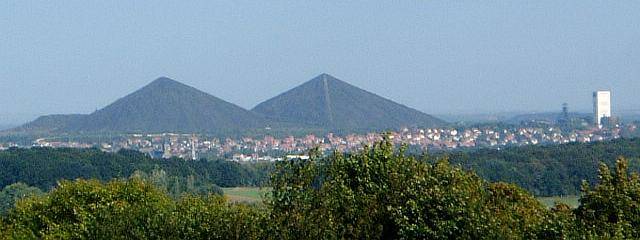
Terril du 11/19 à Loos-en-Gohelle surplombant Liévin. Vu de Givenchy-en-Gohelle (mémorial canadien).

C’est en 1955 que fut décidée la construction du puits no 19 sur le territoire de Loos, le siège étant mis en service en 1960. En 1968, deux étages permettaient l’extraction, l’un à 475 mètres, l’autre à 585 mètres. Ultérieurement, un troisième se situera à 710 mètres. Le puits, qui a un diamètre de 6,65 mètres, avait une capacité d'extraction de 8 000 tonnes de produits bruts par jour. Ce siège, le plus puissant du groupe de Lens-Liévin grâce à son automatisation très poussée et à son lavoir moderne, a fermé ses portes en 1986, le 31 janvier.

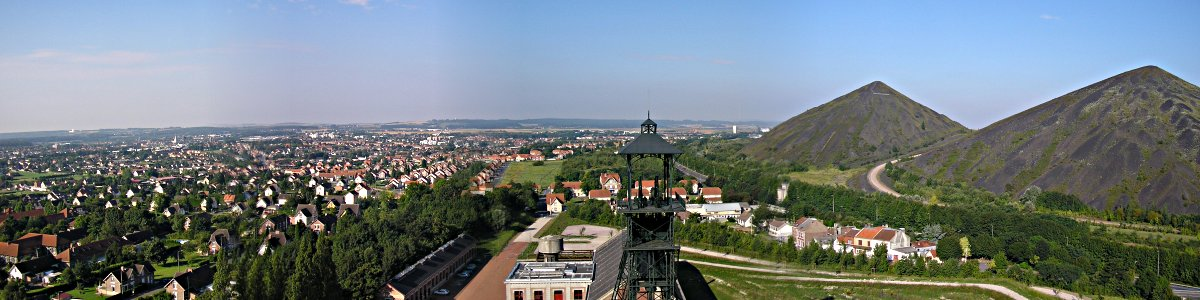
Vue prise depuis le chevalement en béton du puits no 19 donnant sur le puits no 11, les terrils et Liévin.

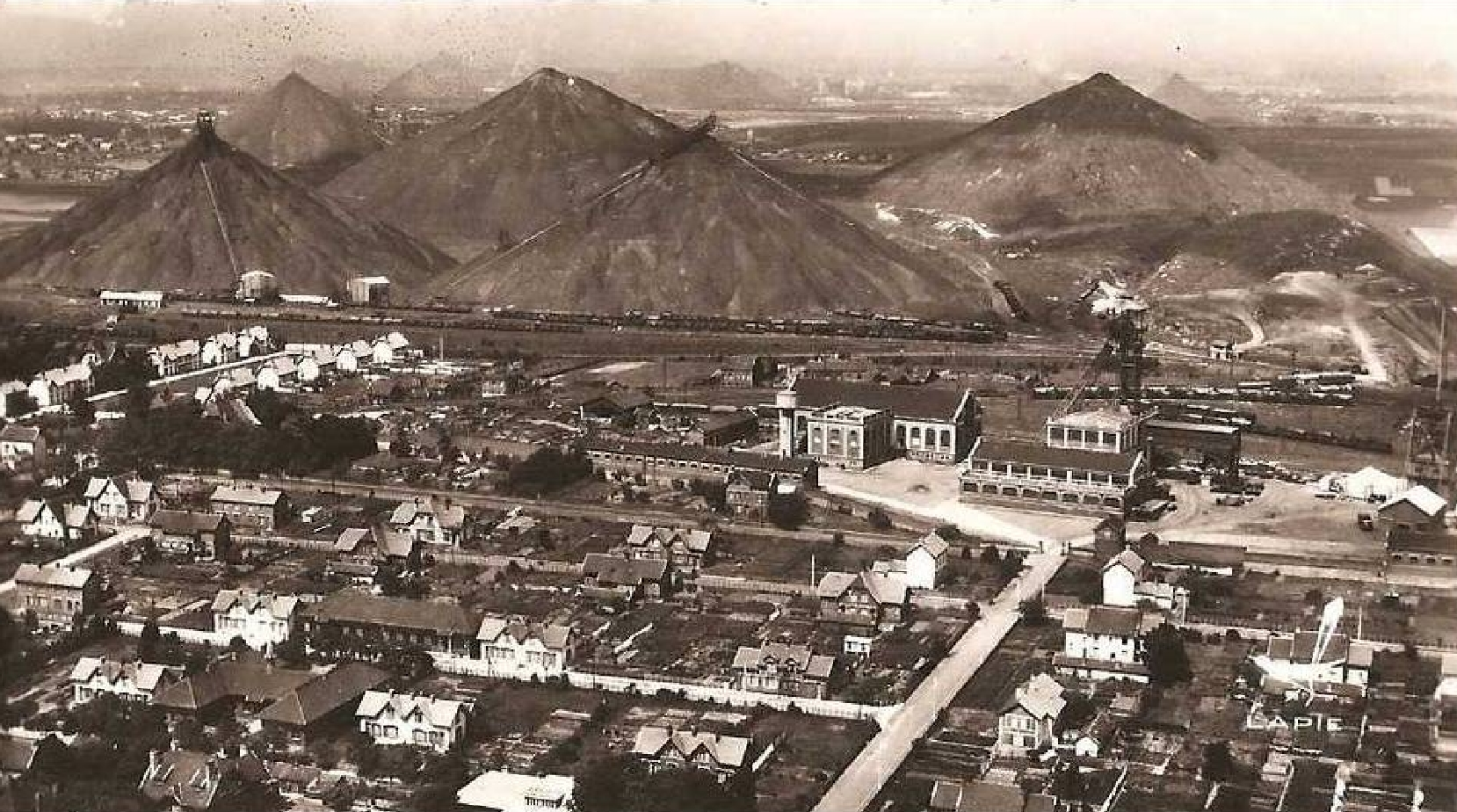
Vue sur l'ensemble des terrils et sur la fosse no 11. Le puits no 19 (à droite) est en cours de fonçage.
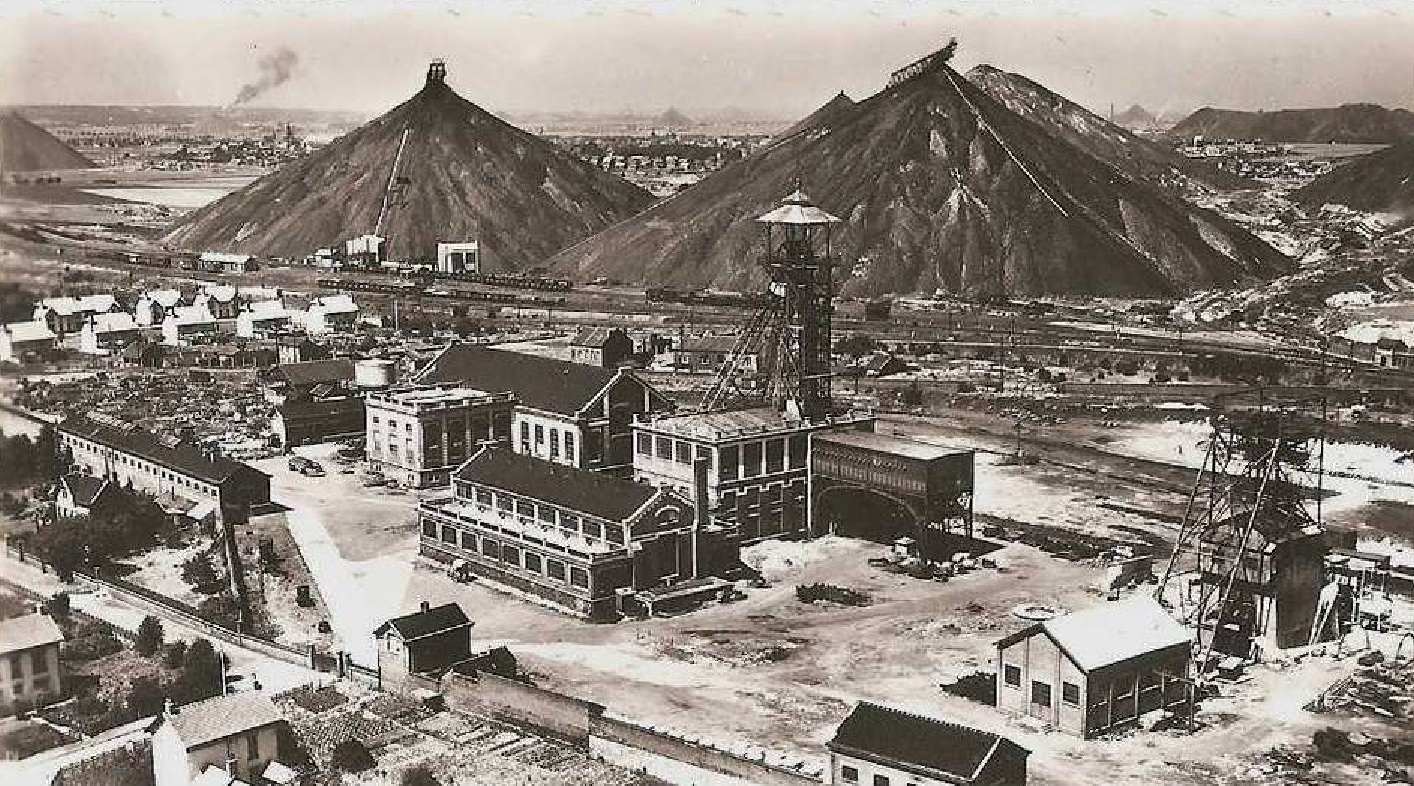
Le puits no 19 est en cours de fonçage.

### Fosseno11bis Saint Albert ou Albert Crespel

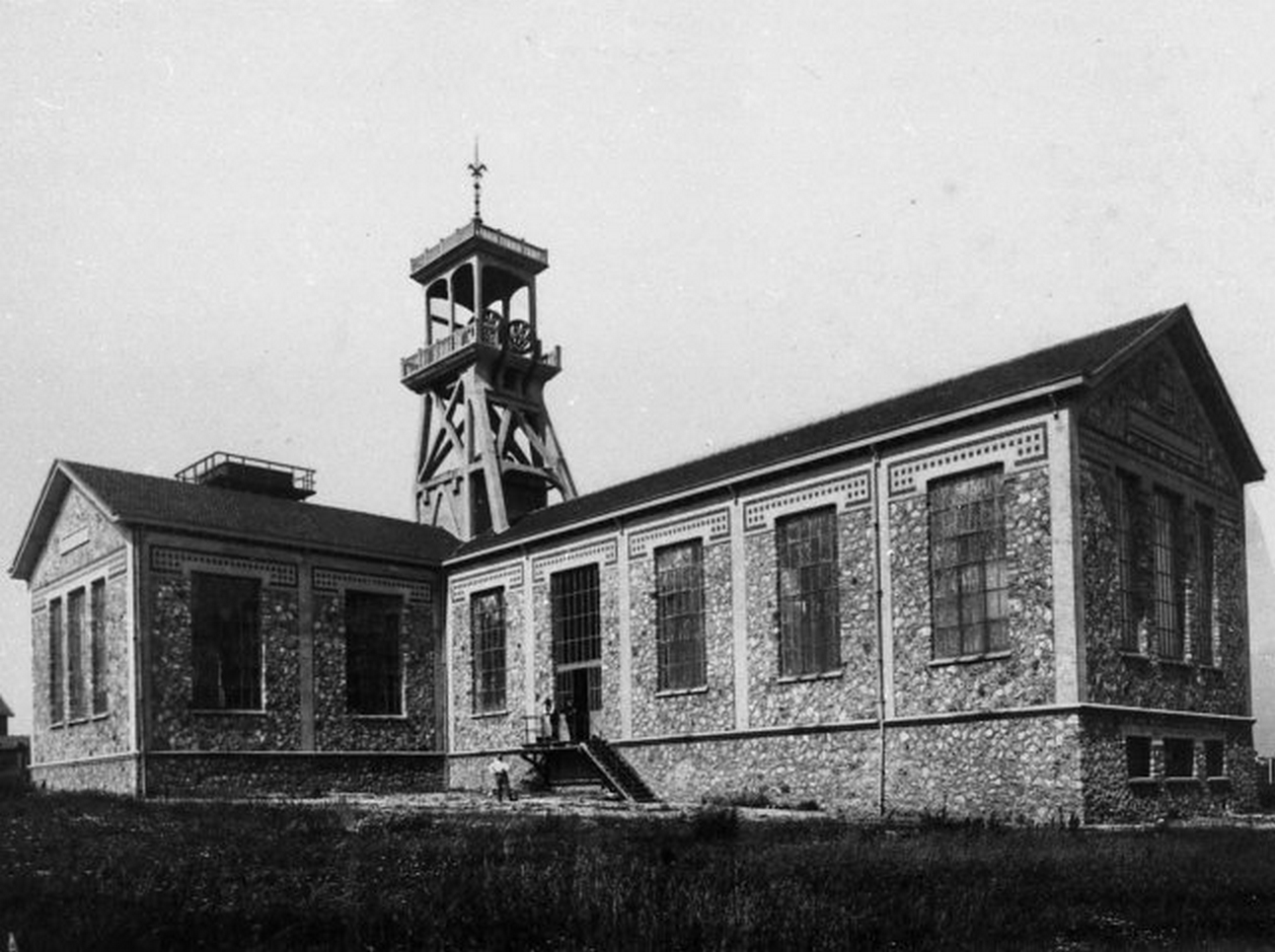
Puits d'aérage no 11 bis.

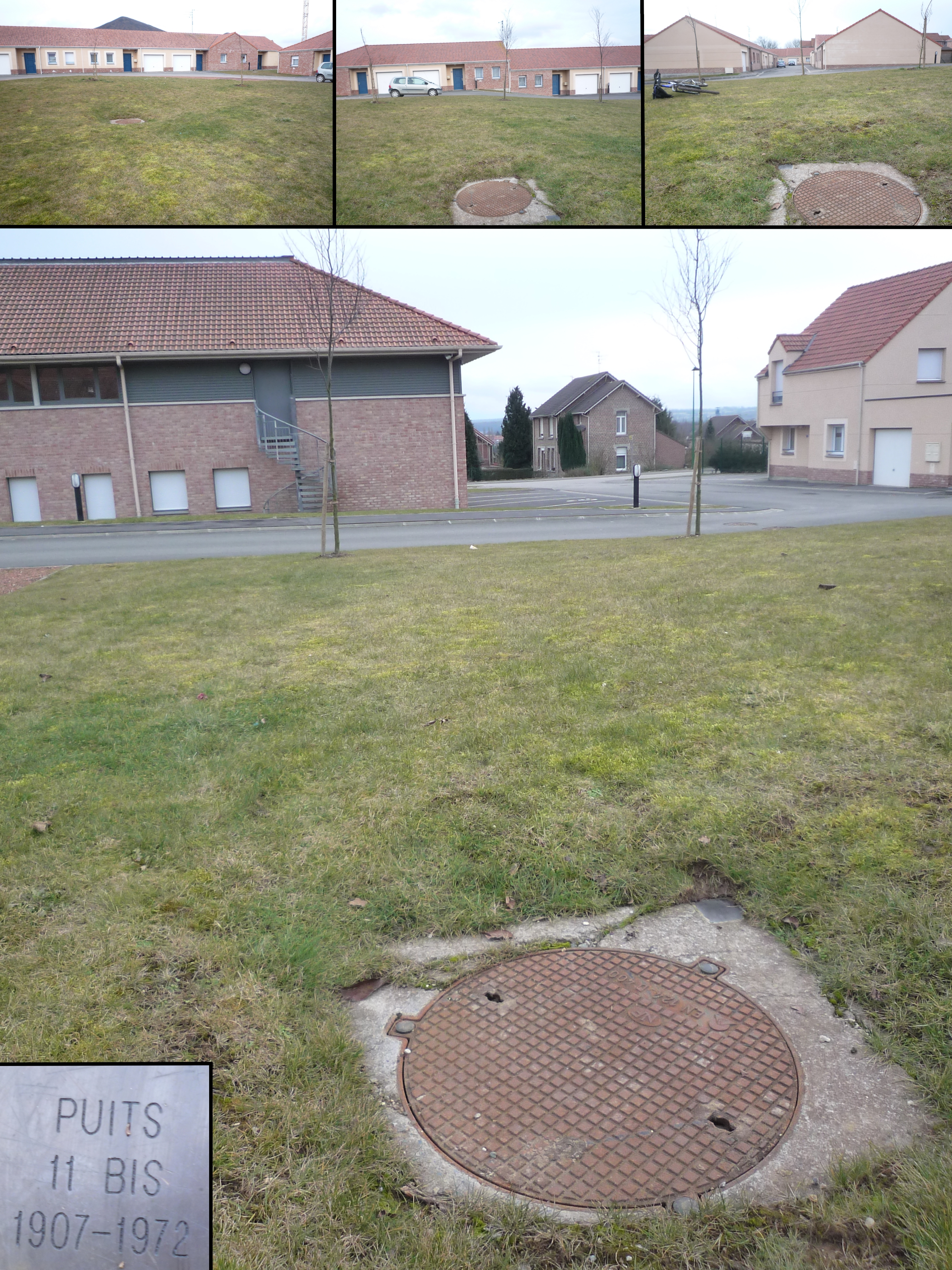
Le puits no 11 bis en février 2010.

1908 - 1972
50° 26′ 18″ N, 2° 46′ 44″ E
Il s'agit du puits d'aérage de la fosse no 11 - 19, qui est située quelques centaines de mètres au nord-est. Il a été bâti rue Saint Pierre à Liévin. La sépulture du puits trône désormais sur un petit espace vert au cœur d'un nouveau lotissement, rue Vincent Van Gogh. Le puits est profond de 432,70 m.

### Fosseno12Saint Édouard ou Édouard Bollaert

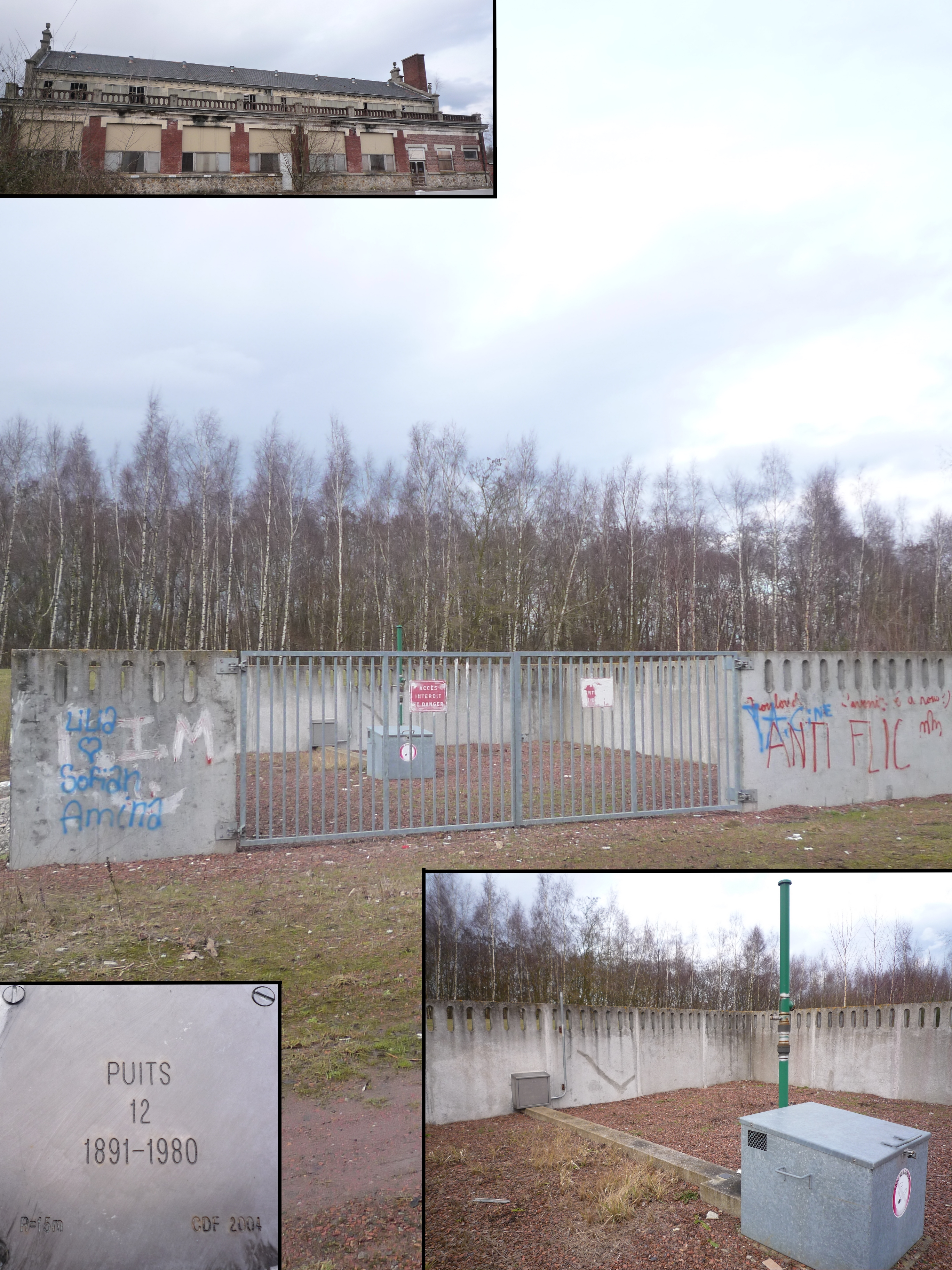
Le puits no 12 en février 2010.

1891 - 1980
50° 26′ 47″ N, 2° 48′ 20″ E
Édouard Bollaert, qui a donné son nom à la fosse no 12 a été le premier agent général des mines de Lens qu’il dirigea pendant 42 ans. Commencés en 1891, les travaux de construction se terminent en 1893 à Loos-en-Gohelle. La fosse no 12 est mise en service le 1er janvier 1894. Quatre ans plus tard, le ministre des travaux publics la visite, montrant ainsi l’importance de la région dans l’économie nationale.
Comme les autres fosses de la ville, elle connaît les malheurs de la Première Guerre mondiale. Chevalement détruit, puits inondé. Après sa reconstruction, elle reprend une brillante activité pour devenir, en 1963, un siège de concentration : 1 570 tonnes par jour. En 1966, elle est reliée à l’étage 475 au siège no 11 - 19 pour l’évacuation du charbon. Victime du progrès, elle cessera définitivement son extraction en 1970. Le puits est maintenu pour le service du personnel jusqu'en 1972. Le puits est remblayé en 1980, le chevalet abattu un an plus tard.

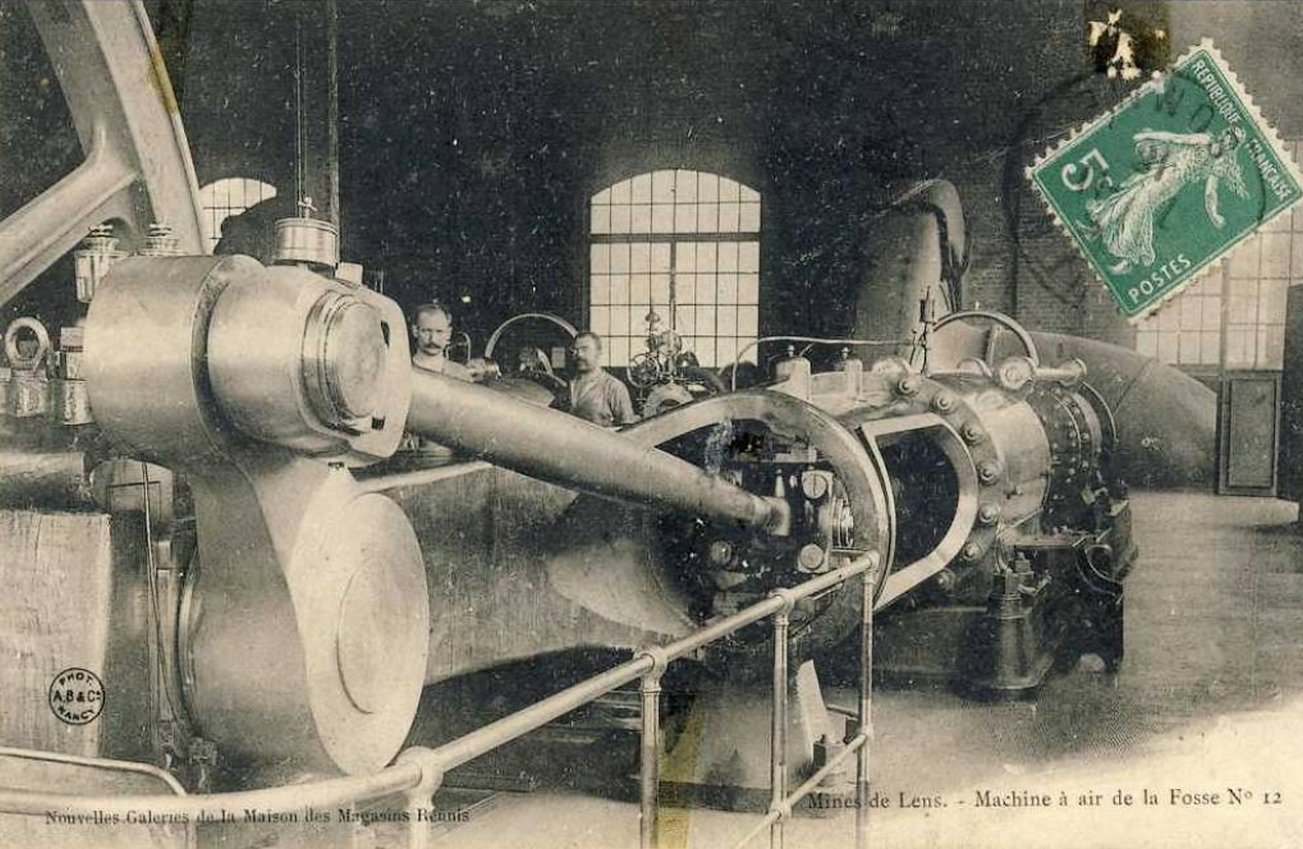
La machine à air de la fosse no 12.
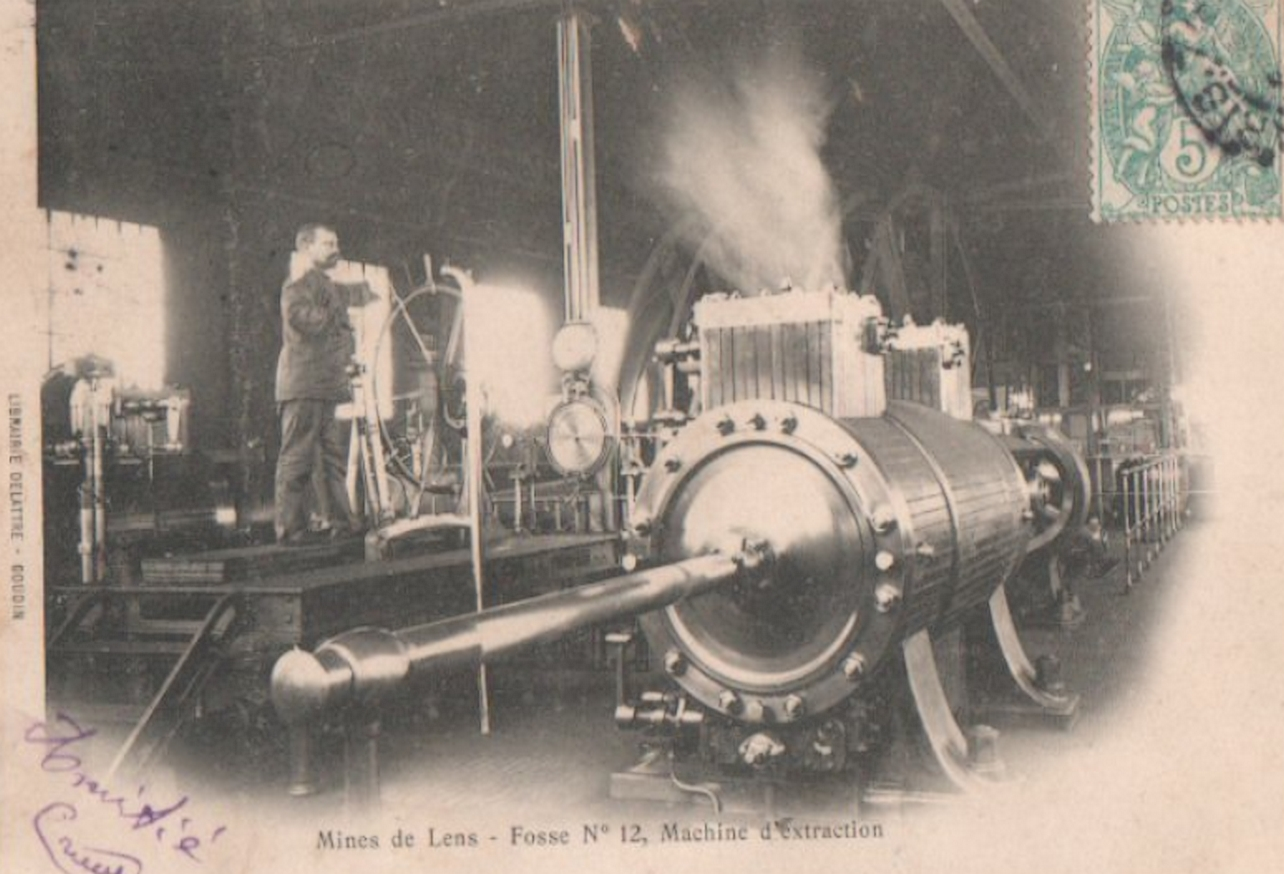
La machine d'extraction.
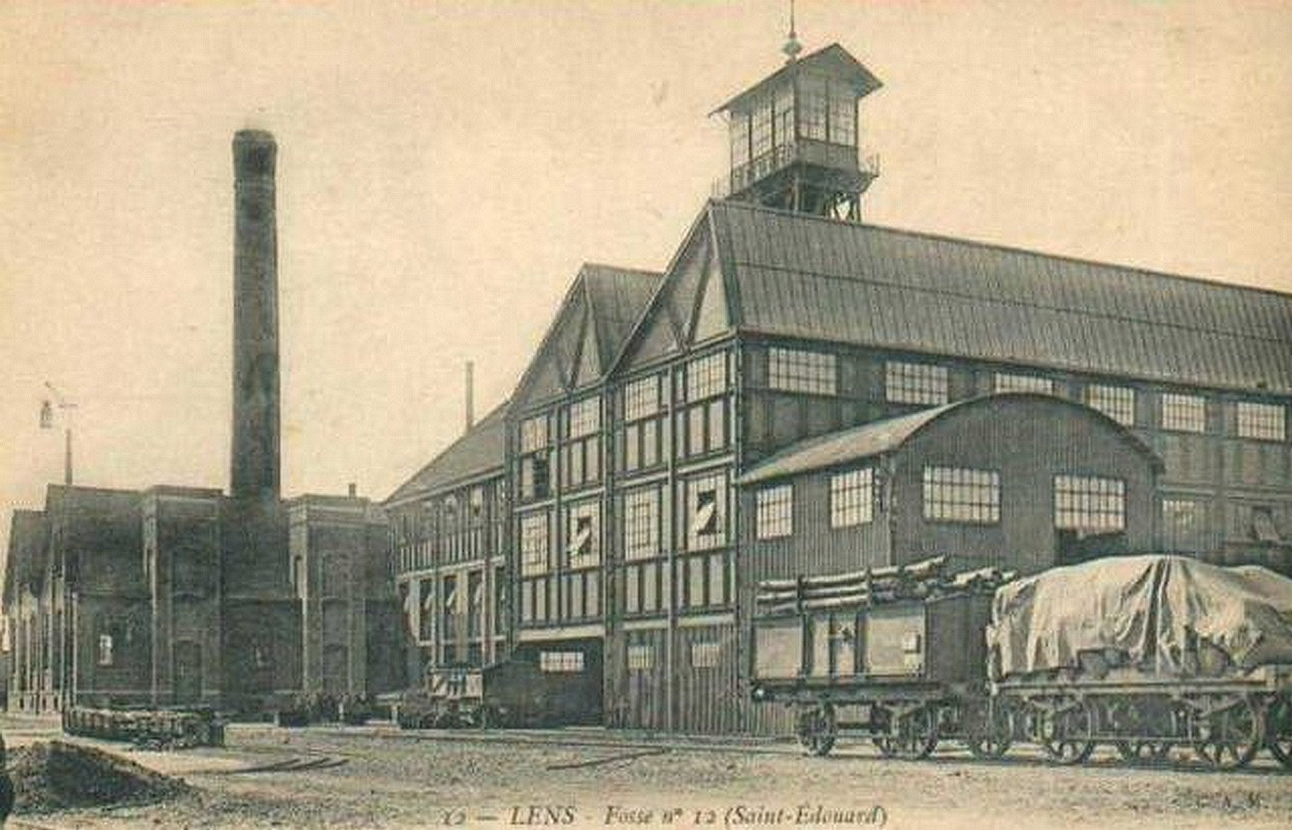
La fosse avant la Première Guerre mondiale.
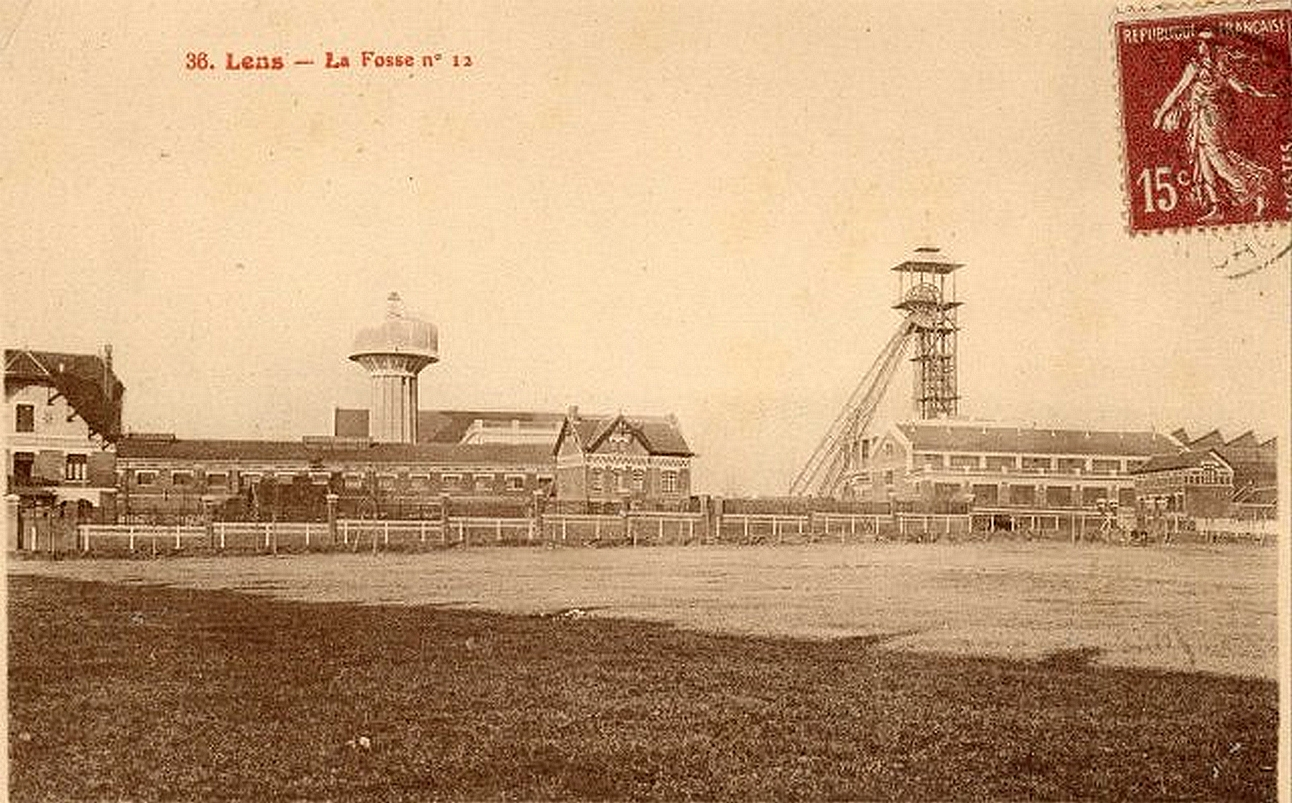
La fosse reconstruite après la guerre.

### Fosseno12bis Docteur Barrois

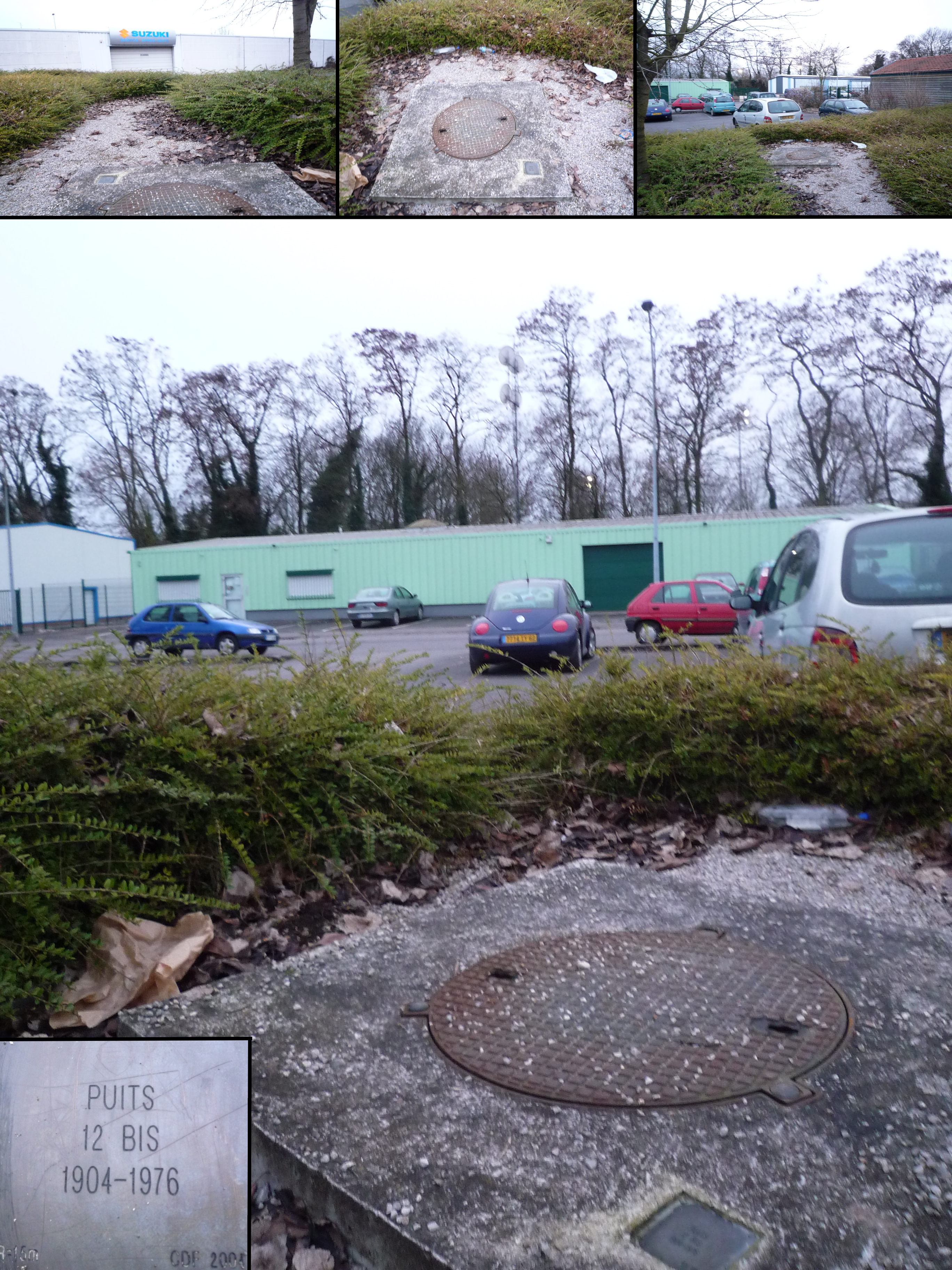
Le puits no 12 bis en février 2010.

1904 - 1976
50° 26′ 27″ N, 2° 48′ 22″ E
Il s'agit d'un petit puits d'aérage de la fosse no 12 des mines de Lens, puis comme retour d'air au 11 - 19. Ce puits a été construit route de Béthune à Lens.

### Fosseno13Élie Reumaux

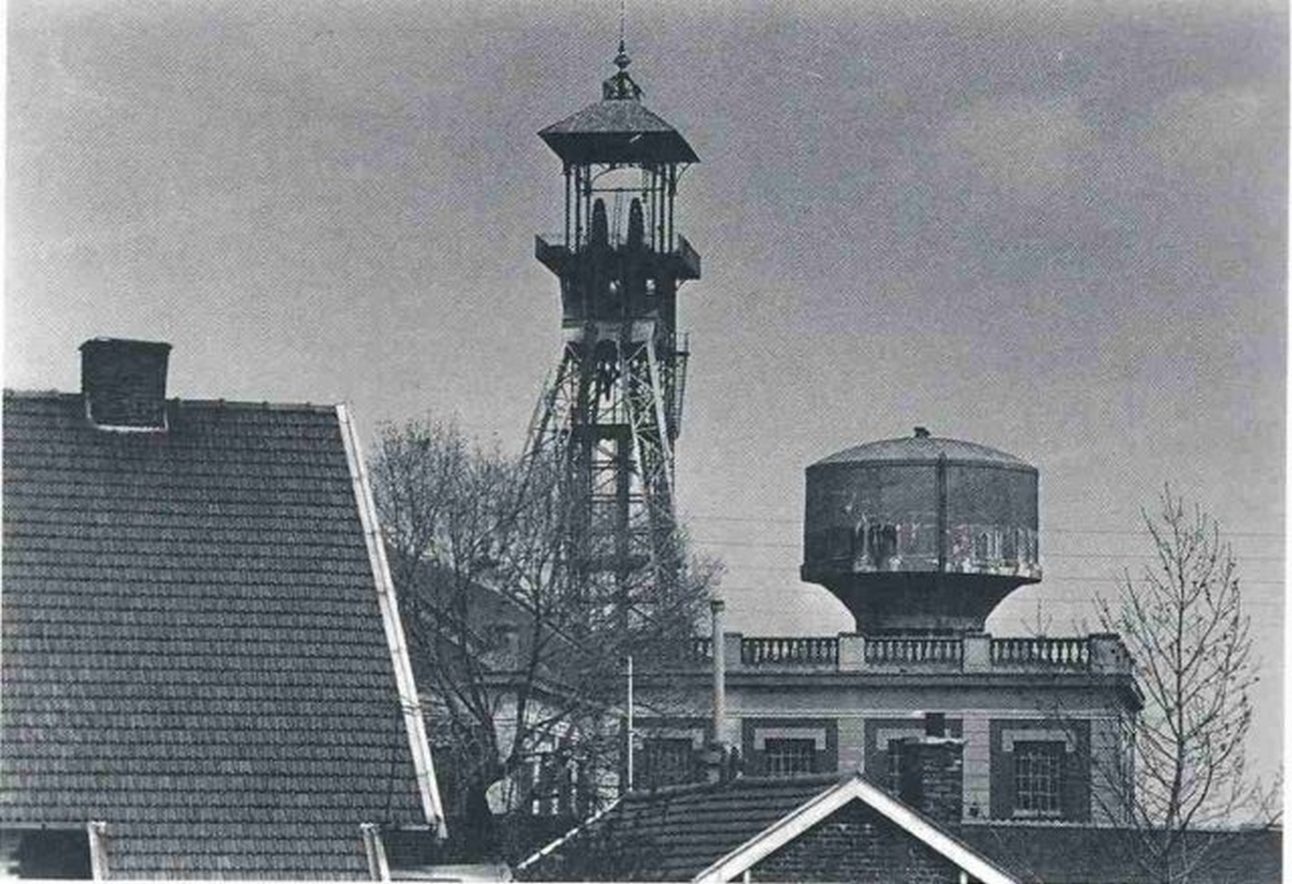
Le chevalement de la fosse no 13.

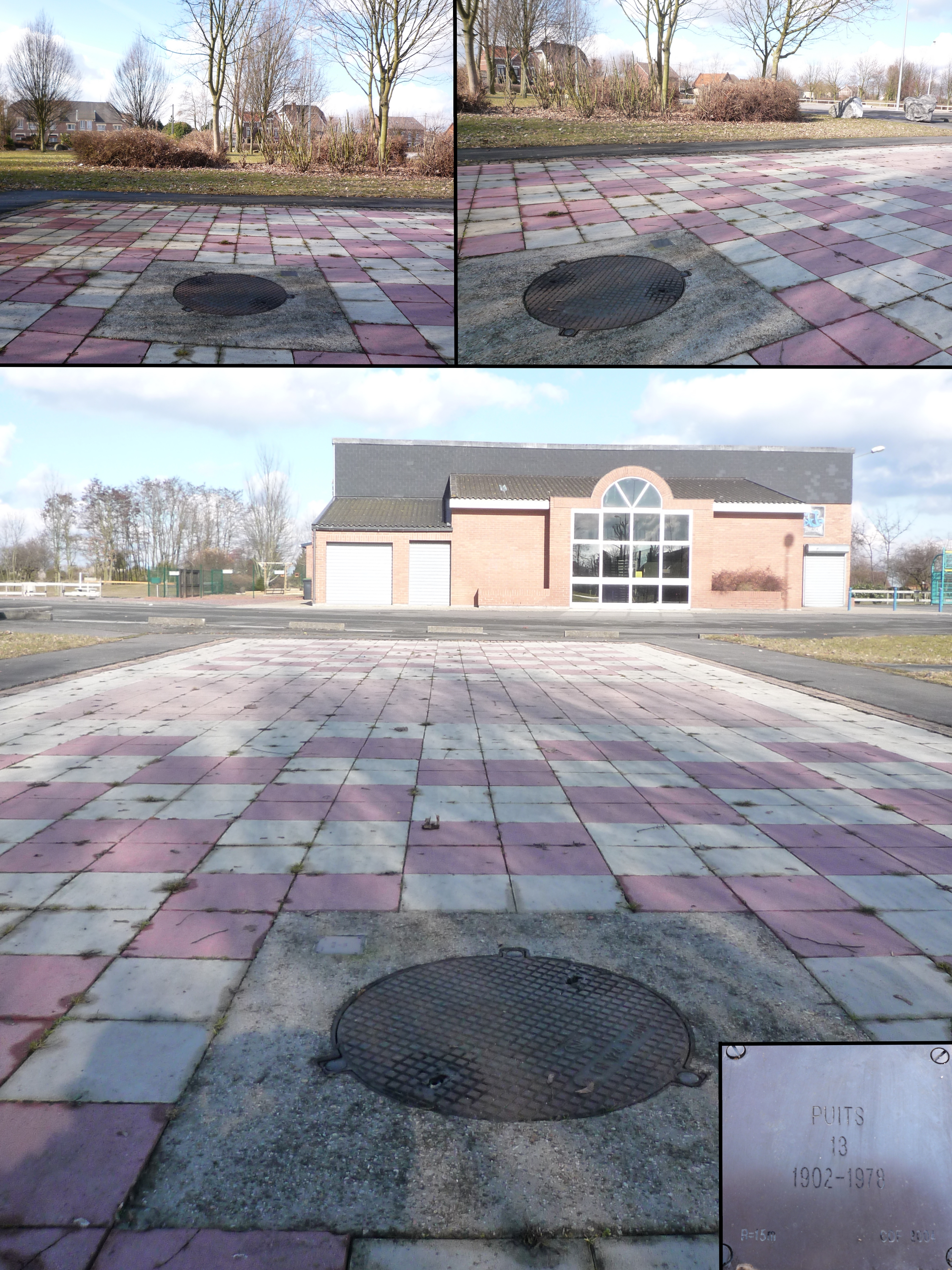
Le puits no 13 en février 2010.

1906 - 1978
50° 29′ 31″ N, 2° 48′ 37″ E
Située rue Roger-Salengro à Hulluch, l'ouverture du puits commence en avril 1906. Il est mis en service en 1908. Détruit par les Allemands lors de la Première Guerre mondiale, les installations sont reconstruites dès 1921. La fosse deviendra par la suite puits de service pour la fosse no 18 - 18 bis d'Hulluch, devenu siège de concentration, et nouveau siège des HBNPC mis en service le 1er janvier 1955. La fosse ferme en même temps que la fosse no 18 - 18 bis, en décembre 1976. Les principaux bâtiments sont détruits en 1983.

### Fosseno13bis Félix Bollaert

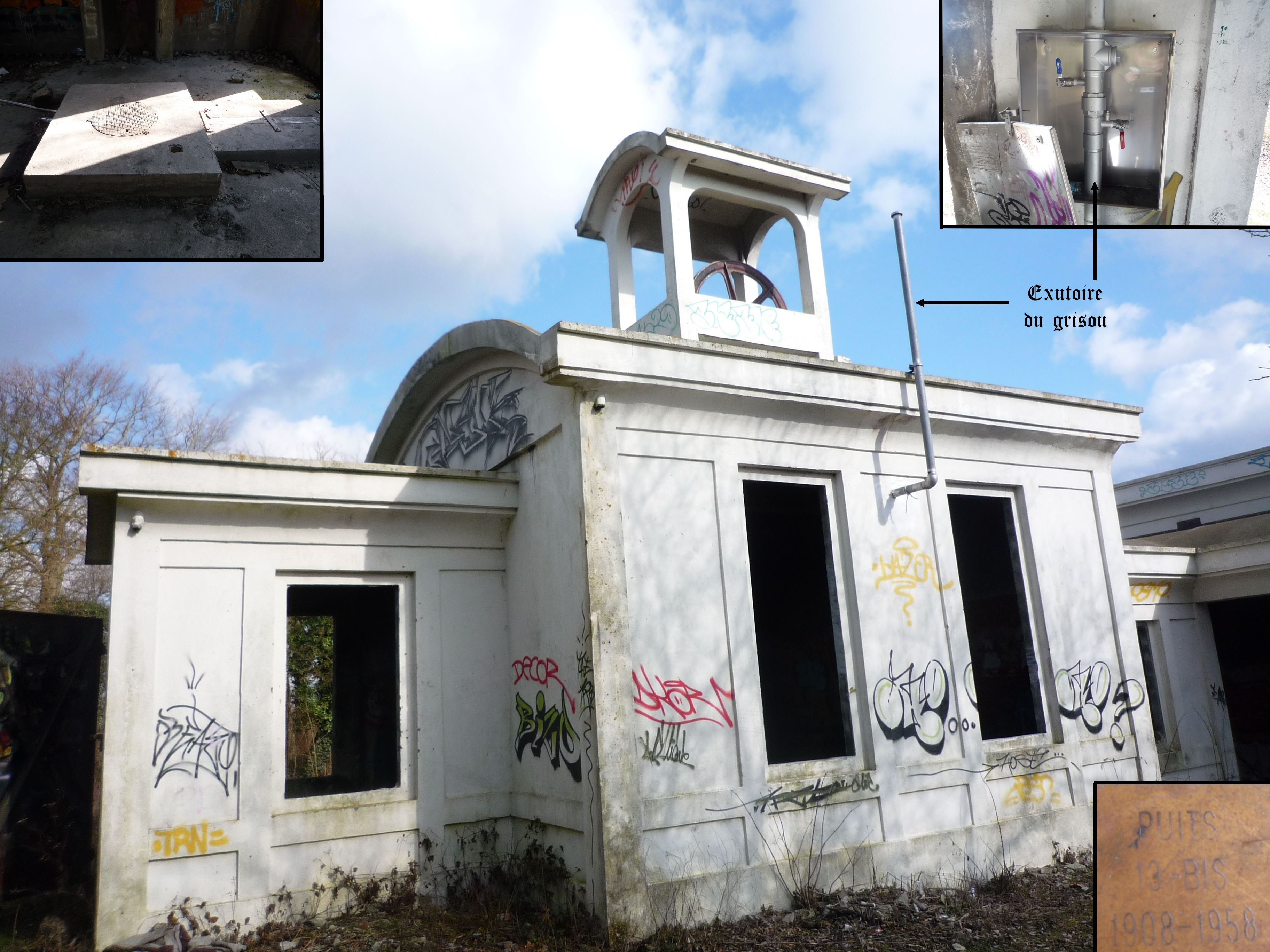
Le puits no 13 bis en février 2010.

1908 - 1958
50° 28′ 43″ N, 2° 49′ 17″ E
Ce puits sert pour l'aérage de la fosse no 13 de Lens située à Hulluch. Situé chemin du Pont d'Avison à Bénifontaine, les installations sont réduites au strict minimum : un petit chevalement en béton construit uniquement pour la visite du puits par les abouts. L'ensemble, même s'il est préservé, est dans un mauvais état. Il a été creusé en 1908 et était profond de 334 mètres.

### Fosseno14Saint Émile ou Émile Bigo

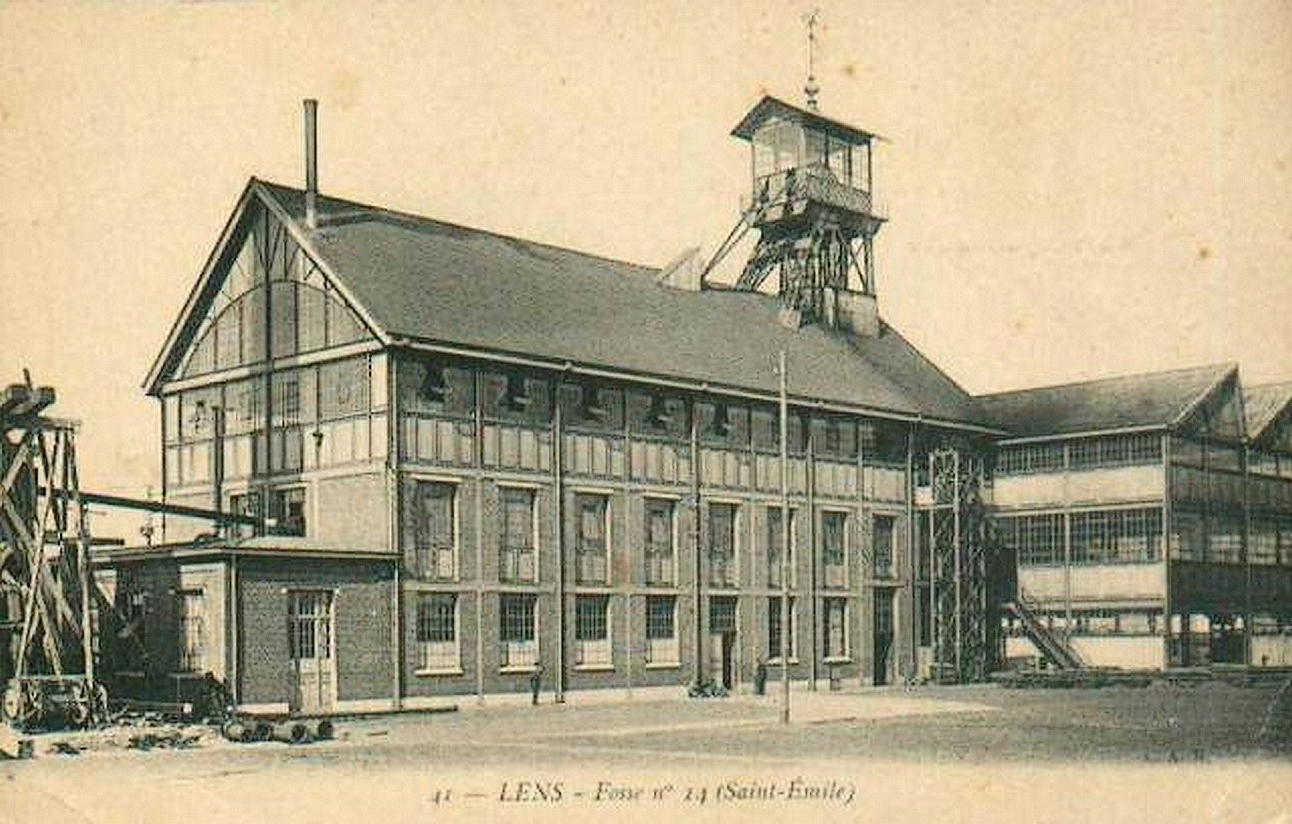
La fosse no 14 avant la Première Guerre mondiale.

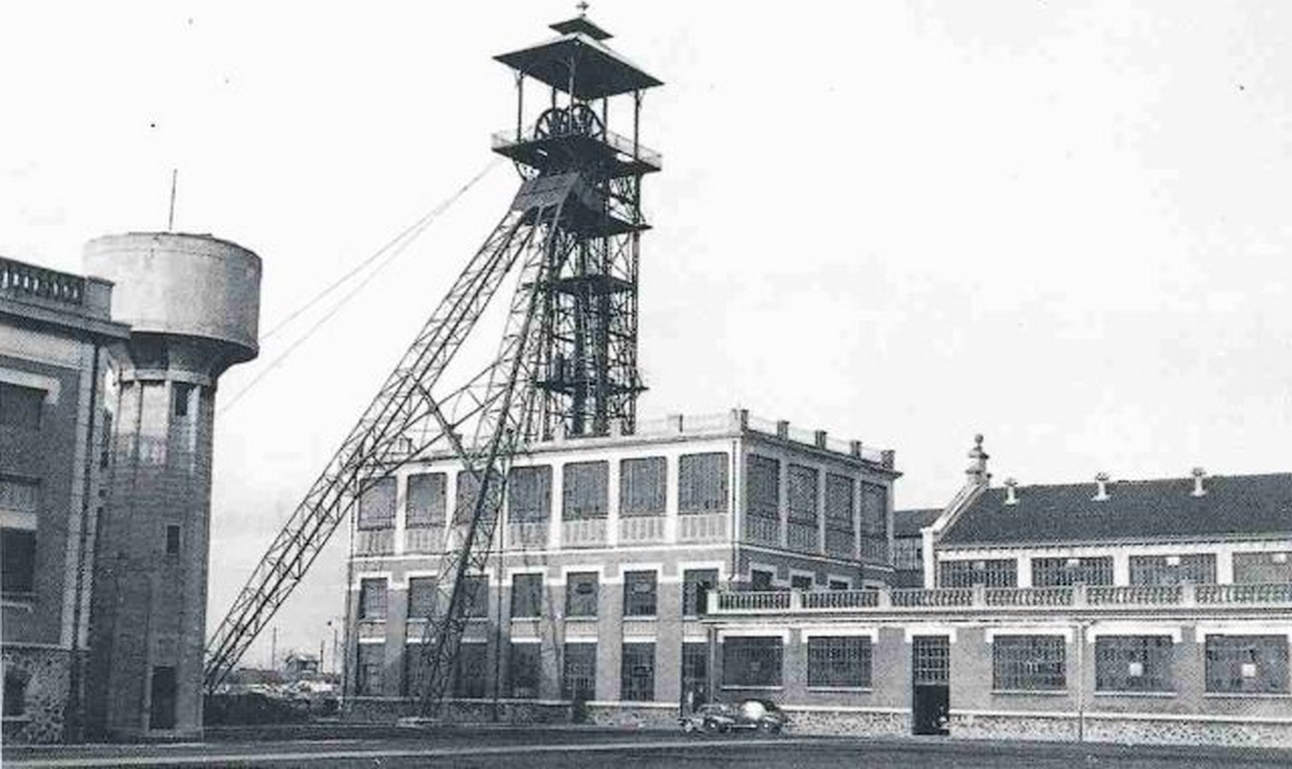
La fosse no 14 reconstruite après la guerre.

1906 - 1967
50° 26′ 51″ N, 2° 49′ 17″ E
Les travaux commencent en 1906 et le siège ouvre un an plus tard à Lens. L'ensemble des installations sont détruites en 1918 et reconstruites dans les années 1920. Cette fosse cesse d'extraire en 1938 pour être concentrée sur la fosse no 12. Le puits est maintenu pour le service du personnel jusqu'en 1967, date de la concentration du puits no 12 sur le 11 - 19. Les installations du jour sont détruites en 1974. Le puits no 14 bis, servant à l'aérage, est éloigné de plusieurs kilomètres.

### Fosseno14bis Saint Ernest ou Ernest Cuvelette

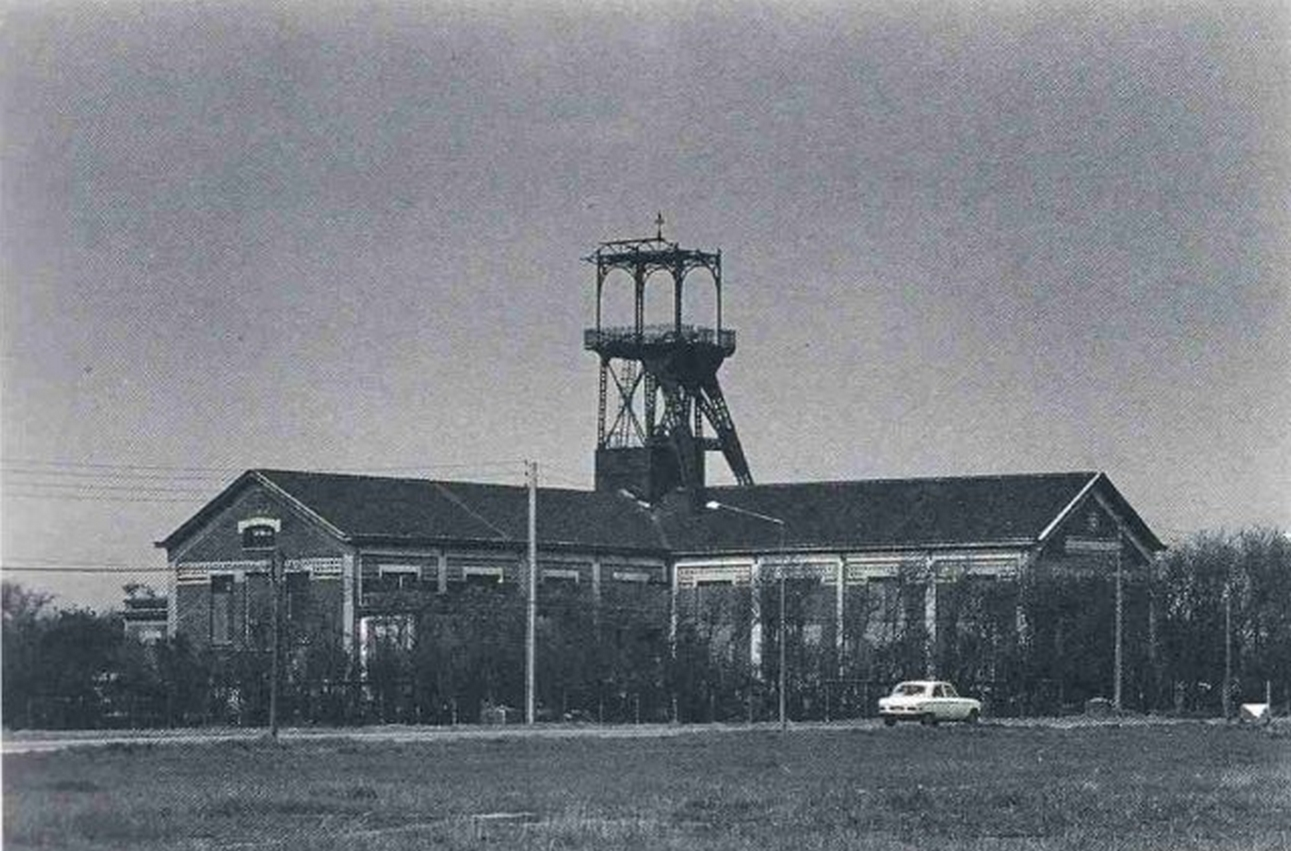
Vue d'ensemble du puits d'aérage no 14 bis.

1906 - 1962
50° 27′ 46″ N, 2° 48′ 49″ E
La fosse no 14 bis ou Ernest Cuvelette porte le nom du directeur général des Mines de Lens qui s’occupa de leur reconstruction de 1919 à 1935. C’est en 1905 que commencent les travaux de construction sur le territoire de Loos-en-Gohelle. À peine terminé à la veille de la Première Guerre mondiale, ce puits d’aérage voit son chevalement détruit en 1915. À la signature de l’armistice, toutes les installations sont anéanties.
Dès 1920, la reconstruction du puits no 14 bis est en cours. À cette époque, les habitants de Loos-en-Gohelle peuvent voir, route de La Bassée, le chevalement de fonçage qui permet de réparer les dégâts. D’un diamètre de 4,80 mètres, le puits descend à 218 mètres. En 1956, la fosse cesse son activité et, six années plus tard, le remblayage est terminé.
Sous l’impulsion d’un industriel loossois, monsieur Darcq, l’ensemble reprend vie dès 1966 : le bâtiment principal devient un atelier de réparation et d’entretien pour véhicules lourds. L’ensemble des bâtiments et le chevalet amputé de son toit sont encore visibles en 1999, sauvegardés par leur propriétaire amoureux de ce site. En 2002, le chevalement est démantelé à cause de plaintes provenant de l'aérodrome quant à sa hauteur.

### Fosseno15- 15 bis Saint-Maurice ou Maurice Tilloy

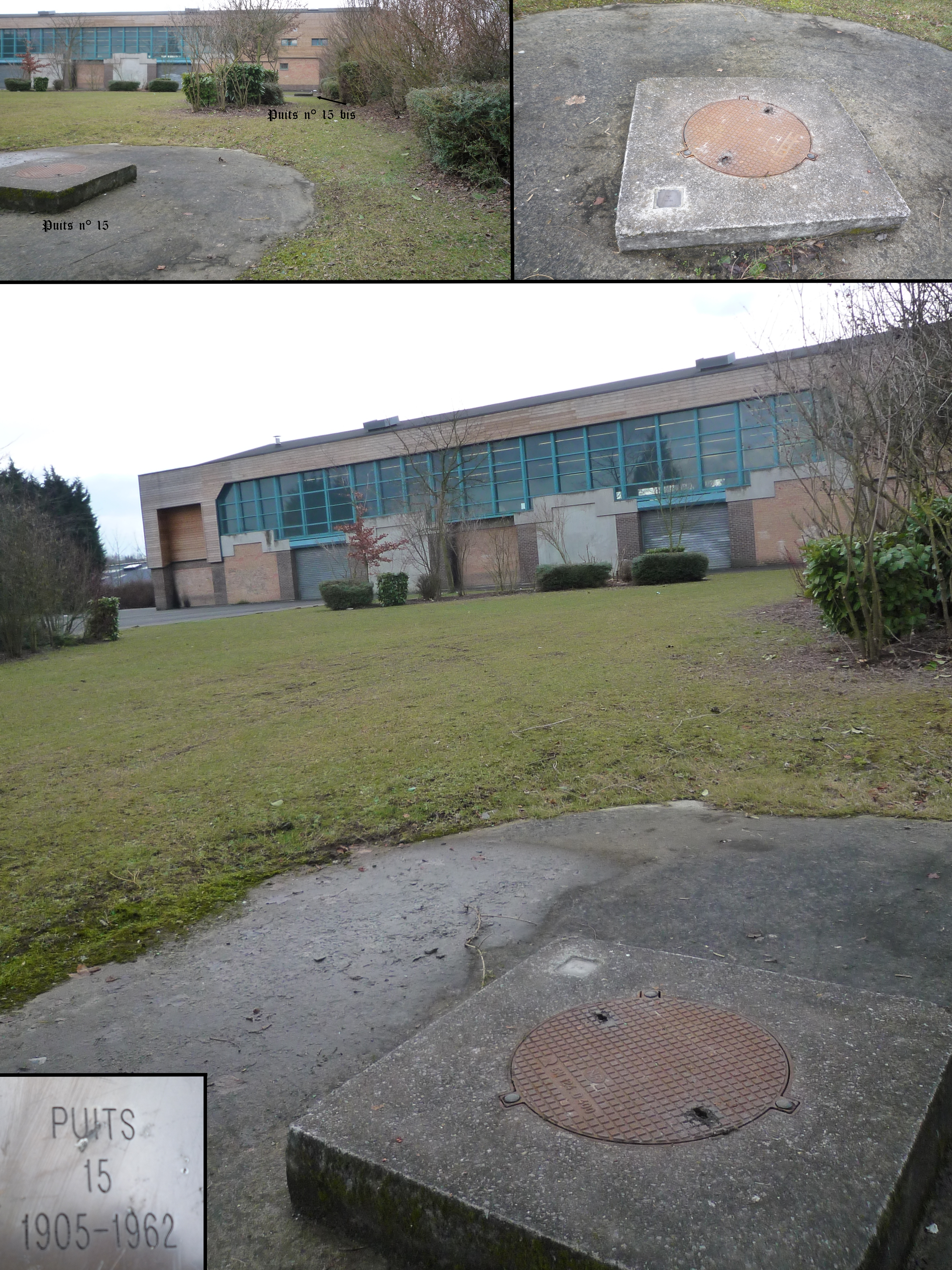
Le puits no 15 en février 2010.

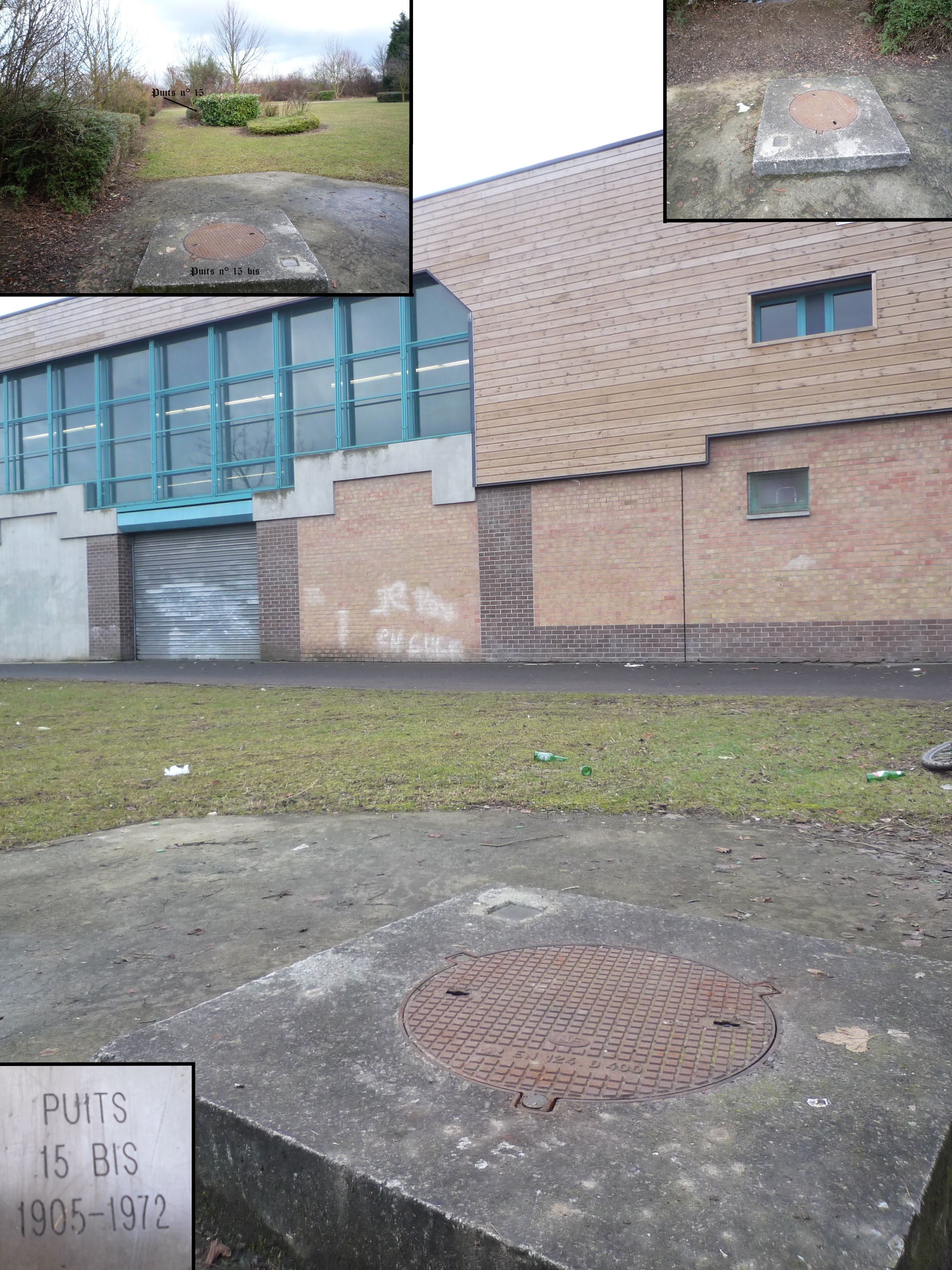
Le puits no 15 bis en février 2010.

Puits no 15
1905 - 1962
50° 27′ 24″ N, 2° 47′ 47″ E
Puits no 15 bis
1907 - 1972
50° 27′ 23″ N, 2° 47′ 46″ E
La fosse no 15 porte le nom de Maurice Tilloy, industriel Lillois, qui participe activement à la recherche du charbon en compagnie de Jules Casteleyn (dont la fosse no 1 porte le nom). Le premier puits commence à être creusé le 27 novembre 1905 à 197 m à Loos-en-Gohelle. Le puits no 15 bis, pour l’aérage, a vu commencer son creusement le 27 octobre 1907, date à laquelle le siège a commencé à fonctionner. À l’époque, c’est la fosse la plus moderne de toutes celles des compagnies minières du Nord et du Pas-de-Calais. C’est un ensemble remarquable, équipé de deux chevalets jumeaux d’une hauteur de 75 m.
Située à proximité de la cote 70 de Loos-en-Gohelle, la fosse subit de terribles dégâts pendant la guerre 1914-1918. Dès le 5 octobre 1914, les travaux d'exploitation et d’entretien sont arrêtés. Aussitôt en place, les Allemands, commandés par Backaus qui dirigea la construction du puits no 15 en 1905, obligent les hommes valides du village (une vingtaine) à détériorer le matériel : les câbles et les échelles sont détruits, les berlines précipitées au fond et les organes essentiels des machines emportés par les Allemands.
En septembre 1915, les troupes britanniques reprennent la fosse. L’occupant s’attache alors à détruire systématiquement tous les puits de la région.
Dès sa reconstruction, le 15 connaîtra une grande activité jusqu’en 1959, date de sa fermeture ; cependant, l’extraction avait cessé depuis le 1er décembre 1937 et était rattachée au puits no 12, puis au siège no 11 - 19.
Le 23 décembre 1945, un accident, dû au détachement d’un bloc de pierres de plusieurs milliers de tonnes, fit neuf tués parmi les prisonniers de guerre allemands qui travaillaient au fond. À l’époque l’ingénieur était Augustin Viseux (1909-1999), figure légendaire du bassin minier. La fosse était située rue Arthur-Lamendin à Loos-en-Gohelle. Son terril conique a été exploité.

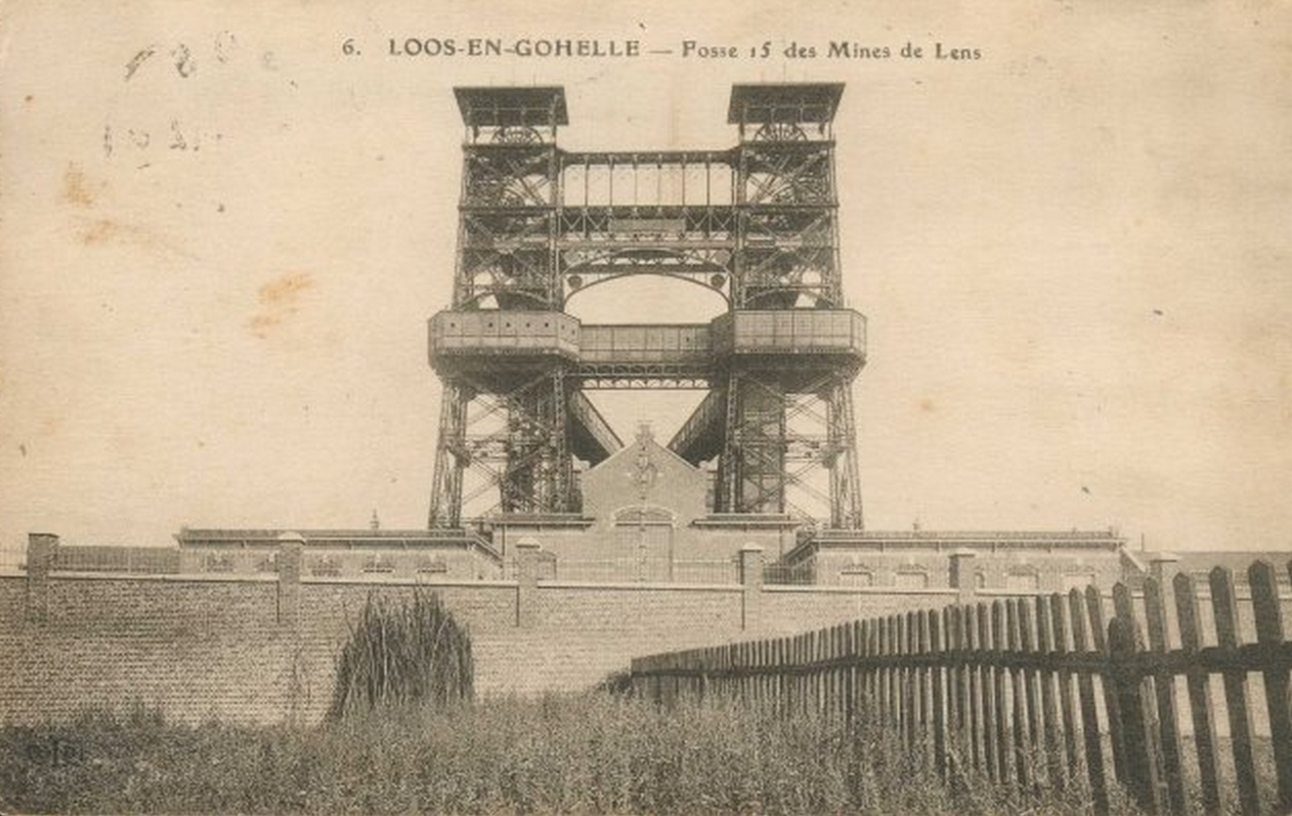
Fosse no 15 - 15 bis Saint Maurice ou Maurice Tilloy, début 1900.
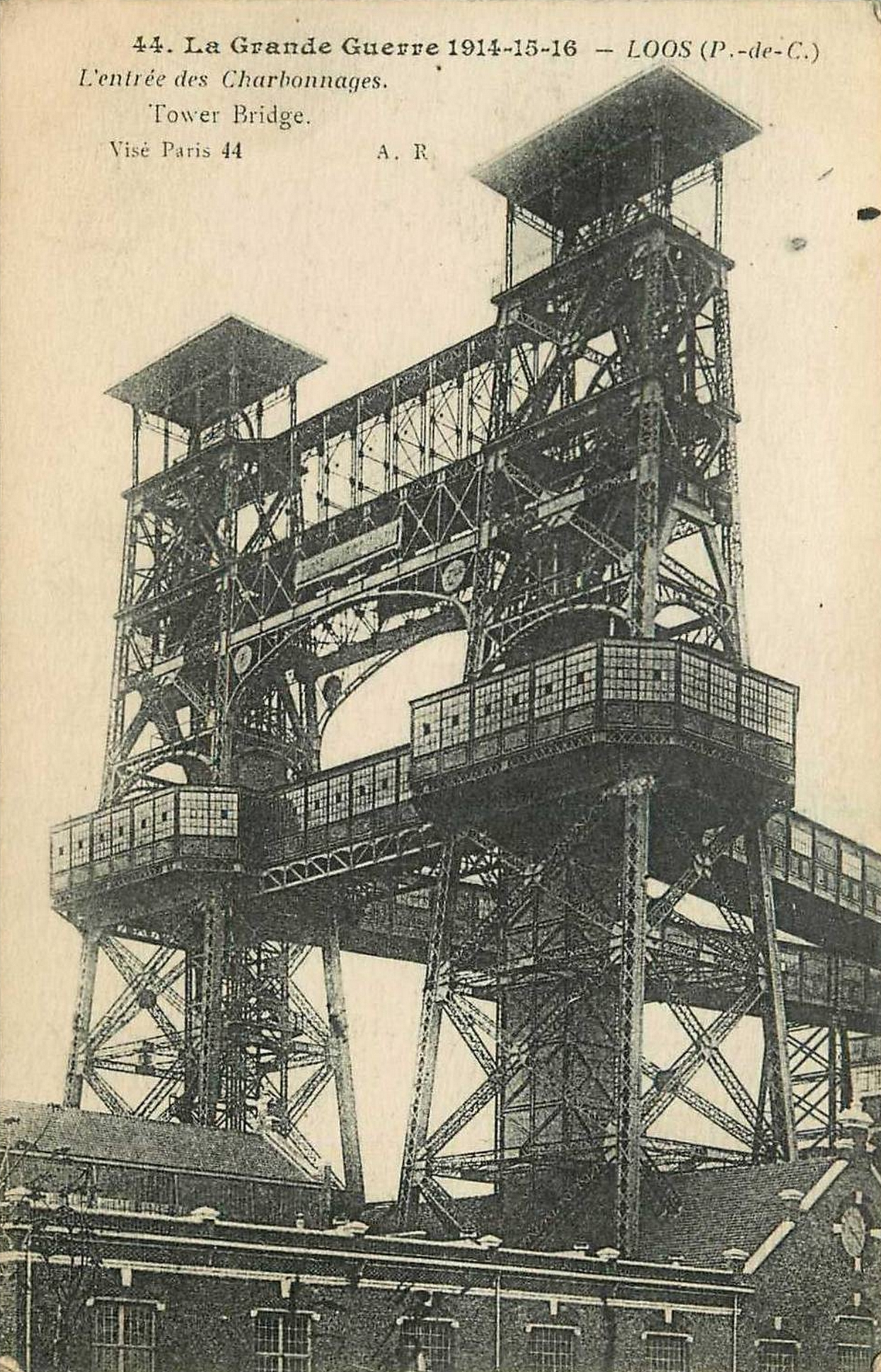
Fosse no 15 - 15 bis Saint Maurice ou Maurice Tilloy, l'entrée des charbonnages.
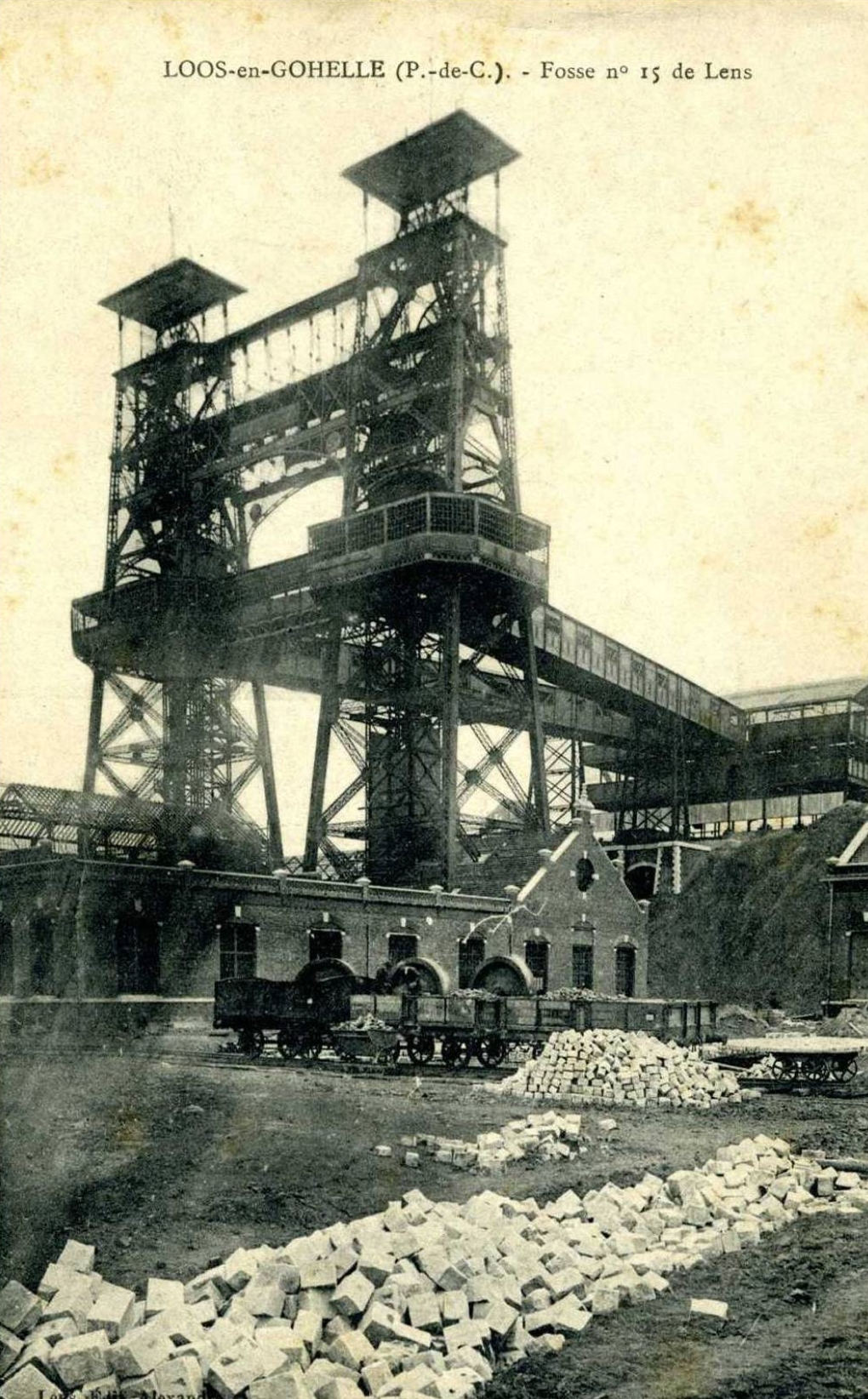
Fosse no 15 - 15 bis Saint Maurice ou Maurice Tilloy, début 1900
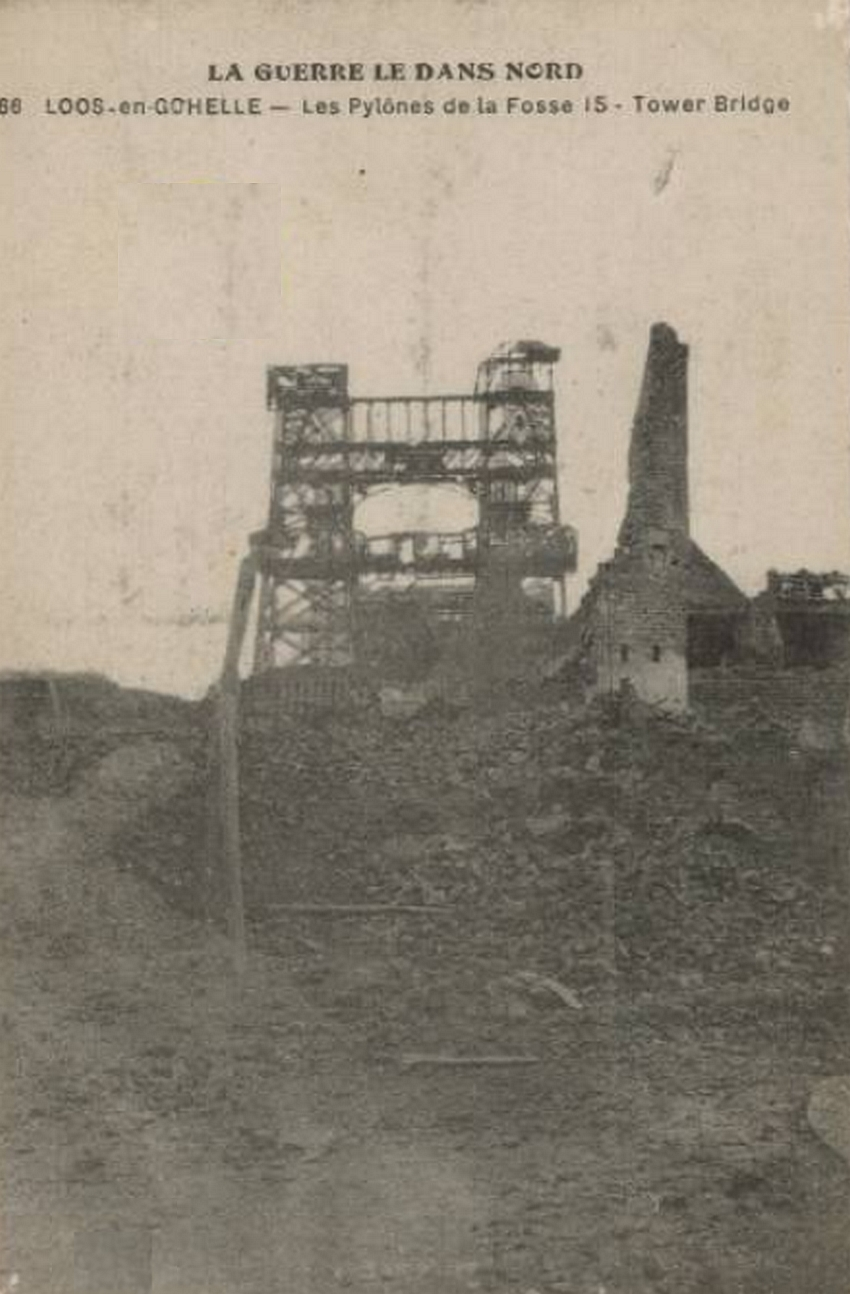
Les pylônes de la fosse no 5 après la Première Guerre mondiale 14/18.
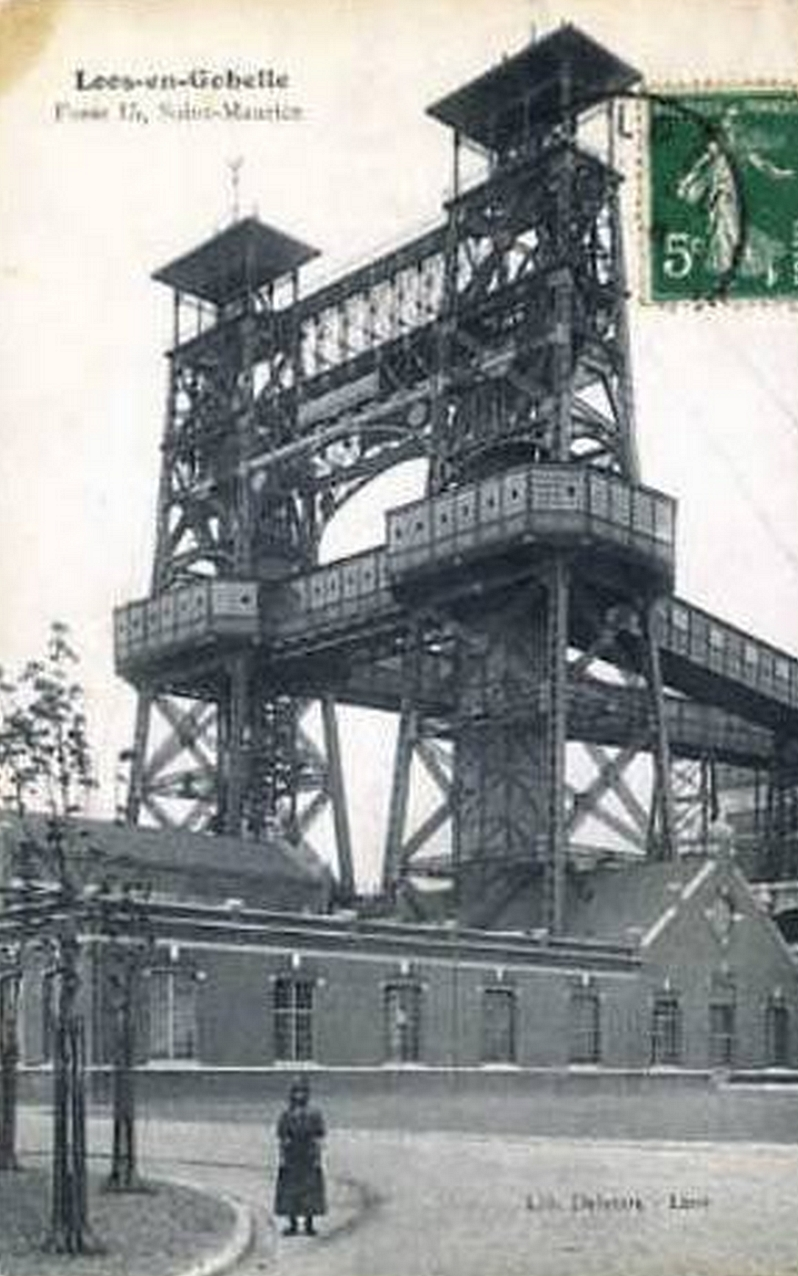
Entrée principale des charbonnages de la fosse no 15
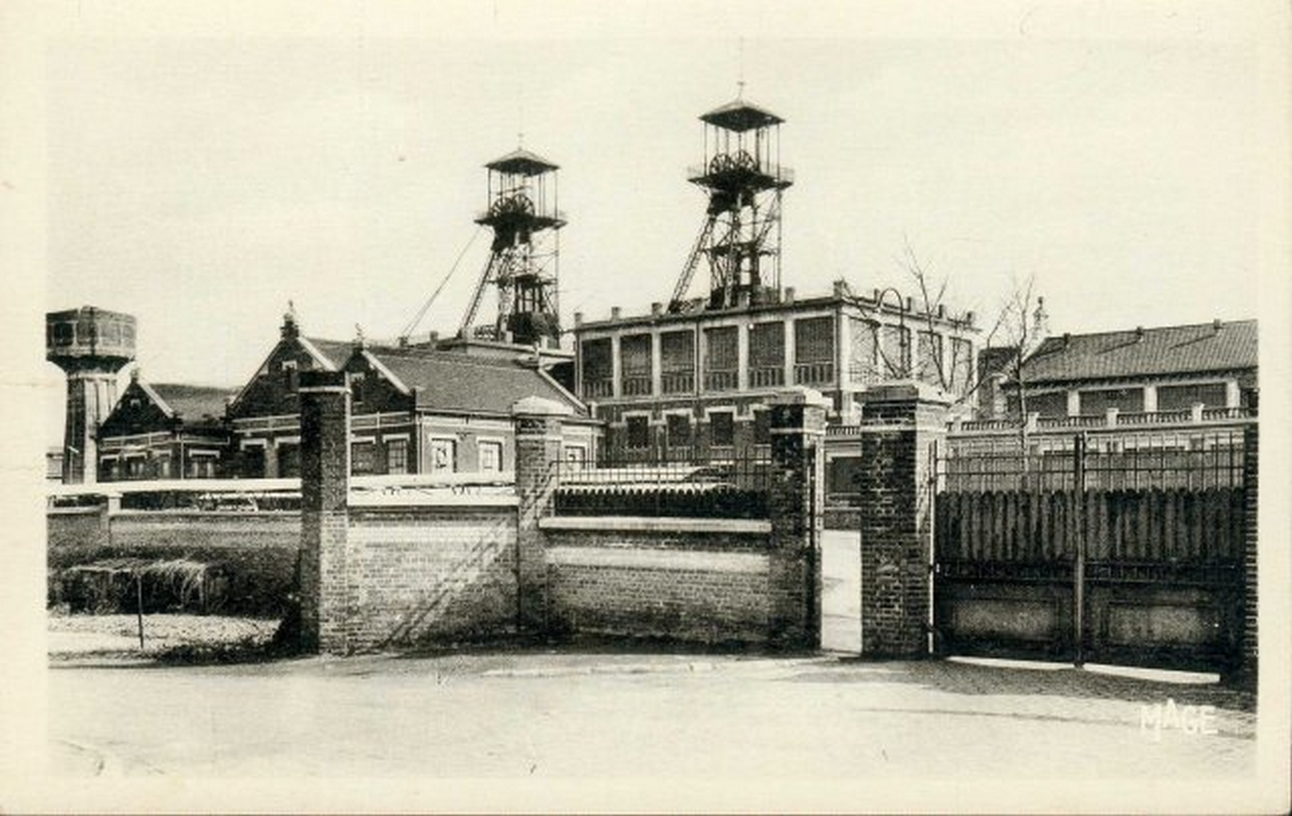
Fosse no 15 - 15 bis Saint Maurice ou Maurice Tilloy, après la guerre.
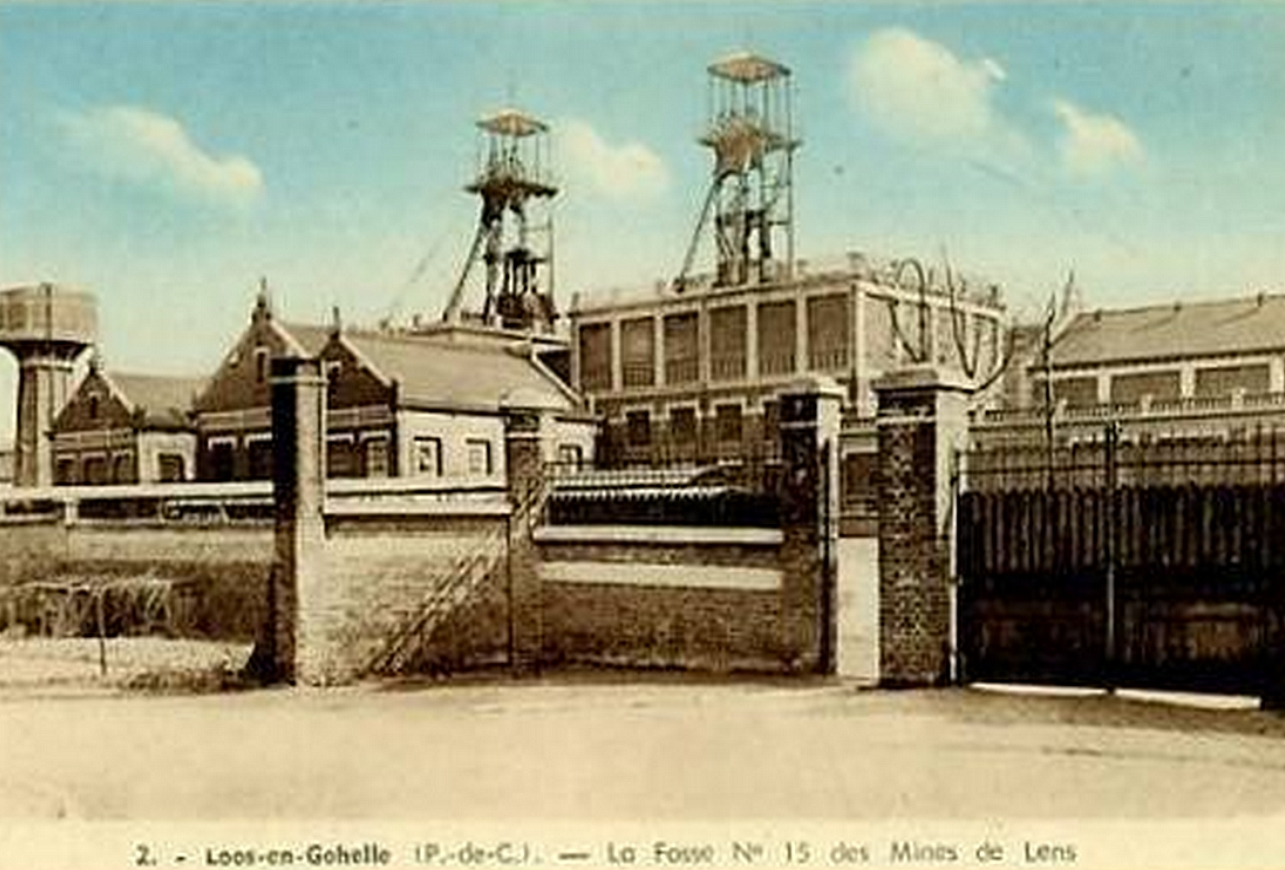
Fosse no 15 - 15 bis Saint Maurice ou Maurice Tilloy, après la guerre (la même que précédemment).

### Fosseno16Saint Albert ou Albert Motte

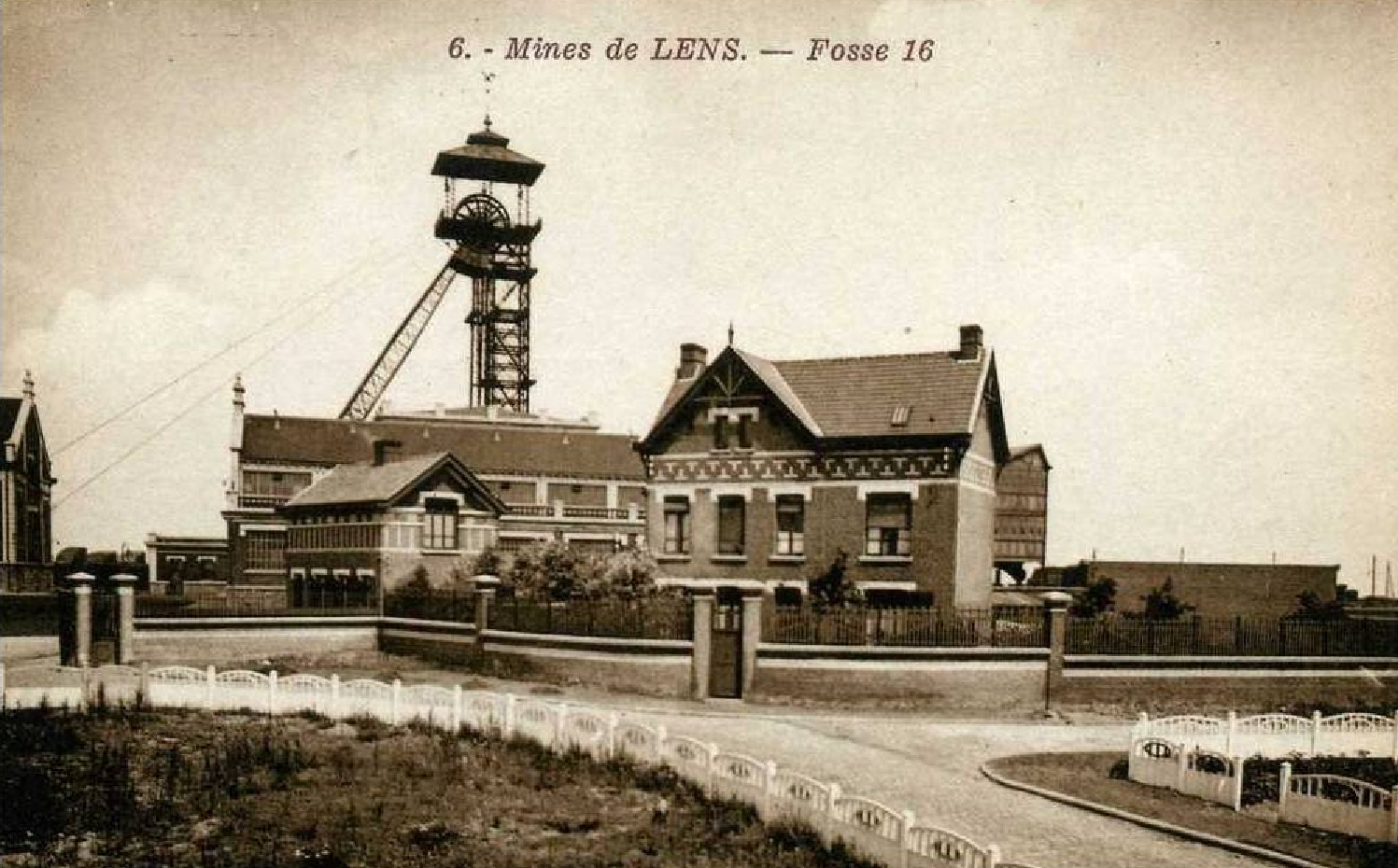
La fosse no 16.

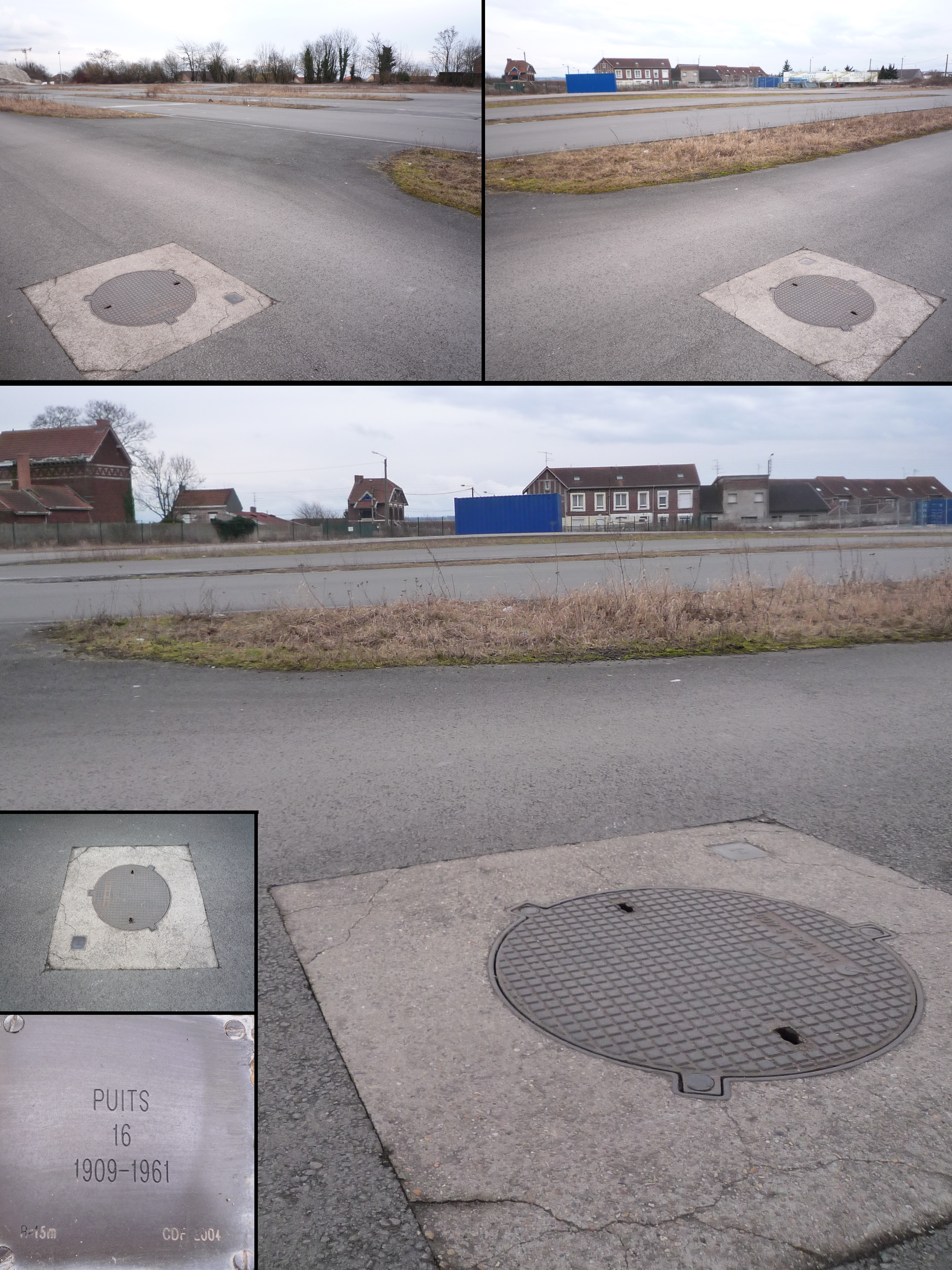
Le puits no 16 en février 2010.

1909 - 1961
50° 26′ 22″ N, 2° 46′ 22″ E
La fosse no 16 porte le nom d’Albert Motte qui a été un des présidents du conseil d’administration des Mines de Lens. Les travaux de construction de la fosse, commencés en 1909 à Loos-en-Gohelle, se terminent trois ans plus tard. Mis en service en octobre 1912, le puits sera aussi détruit pendant la guerre 14-18. Pourtant, dès 1922, sous l’impulsion d'Ernest Cuvelette, une installation provisoire permettait d’extraire 500 tonnes de charbon.
Victime de la récession, la fosse 16 arrête son activité en 1958. Le puits est remblayé en 1961.

### Fosseno16bis Saint Alfred de Montigny
1911 - 1962
50° 25′ 53″ N, 2° 45′ 58″ E
Il s'agit du puits d'aérage de la fosse no 16, situé quant à lui à Liévin.

### Fosseno18- 18 bis
Puits no 18
1947 - 1978
50° 29′ 15″ N, 2° 48′ 21″ E
Puits no 18 bis
1947 - 1978
50° 29′ 18″ N, 2° 48′ 19″ E

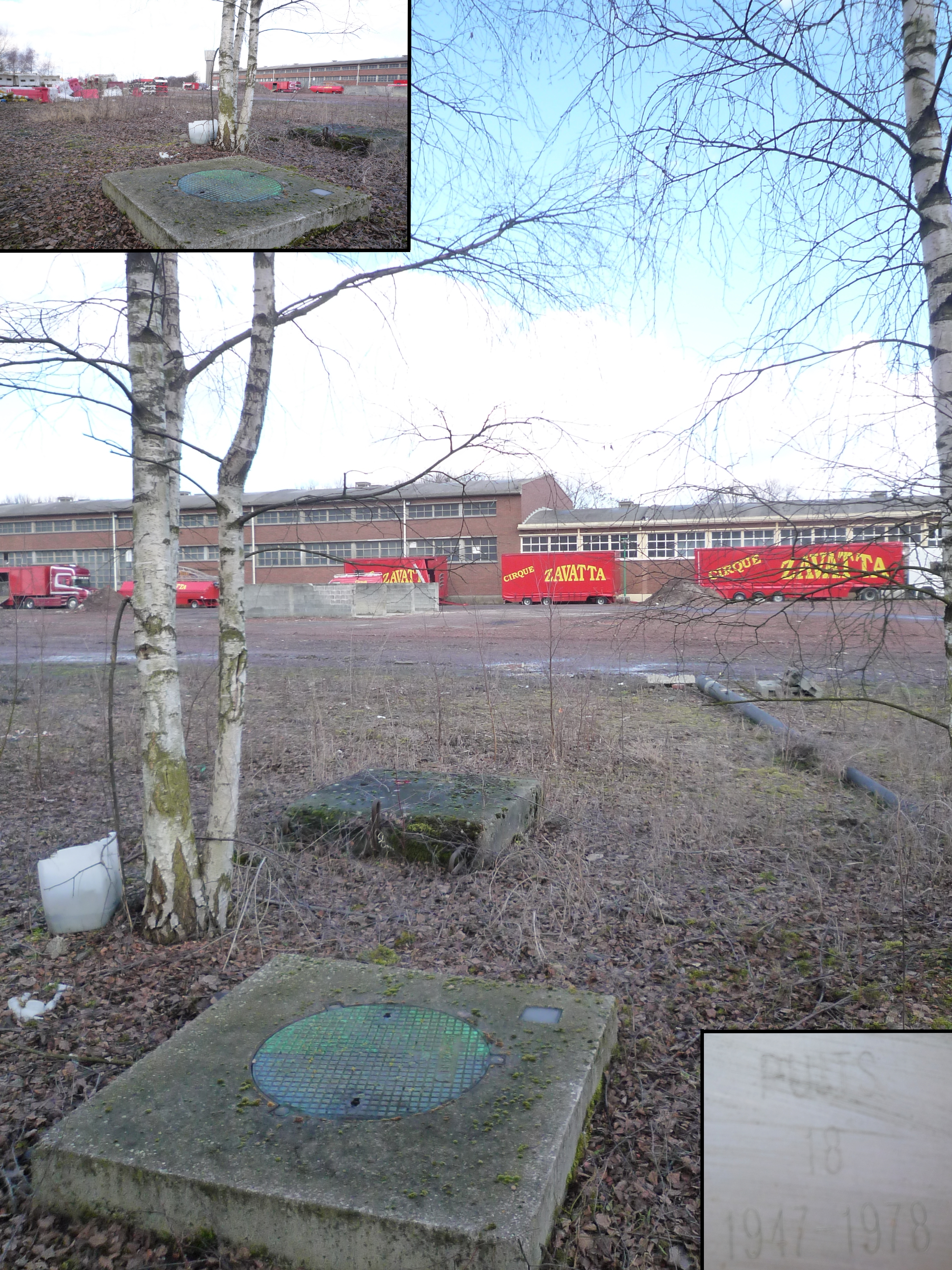
Le puits no 18 en février 2010.

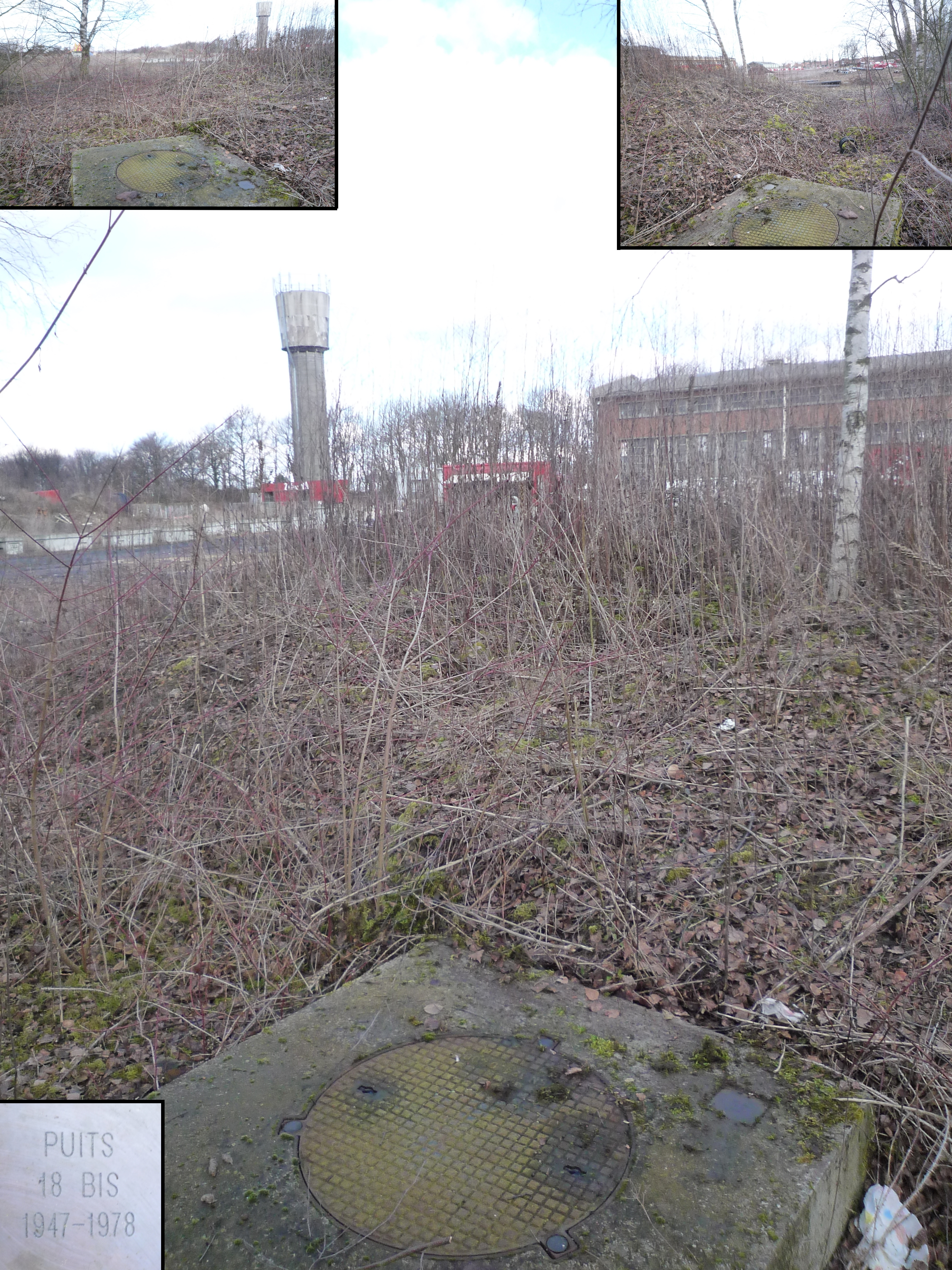
Le puits no 18 bis en février 2010.

Cette fosse fut un grand siège de concentration dès son ouverture en 1954, décidée par Charbonnages de France, à Hulluch. Le puits no 18 est profond de 650 mètres.

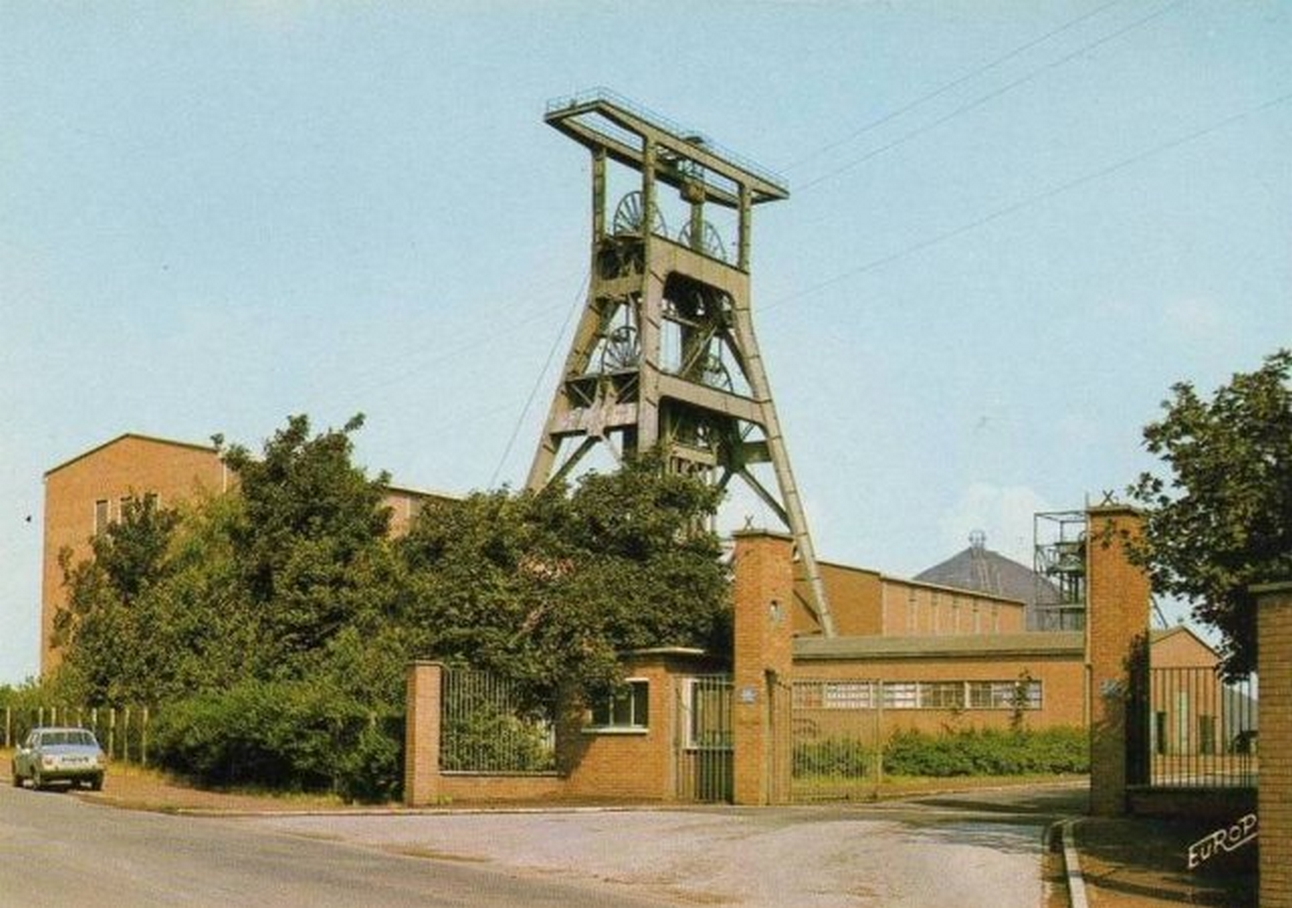
Le puits no 18, et sur sa droite, le puits no 18 bis.

### Dès1920, les sept puits de laCompagnie des mines de Meurchin
- En 1920, la Compagnie des mines de Lens absorbe la Compagnie des mines de Meurchin avec ses sept puits répartis sur les territoires des communes de Bauvin, Meurchin, Wingles, Billy-Berclau et Carvin.

## Lesterrils

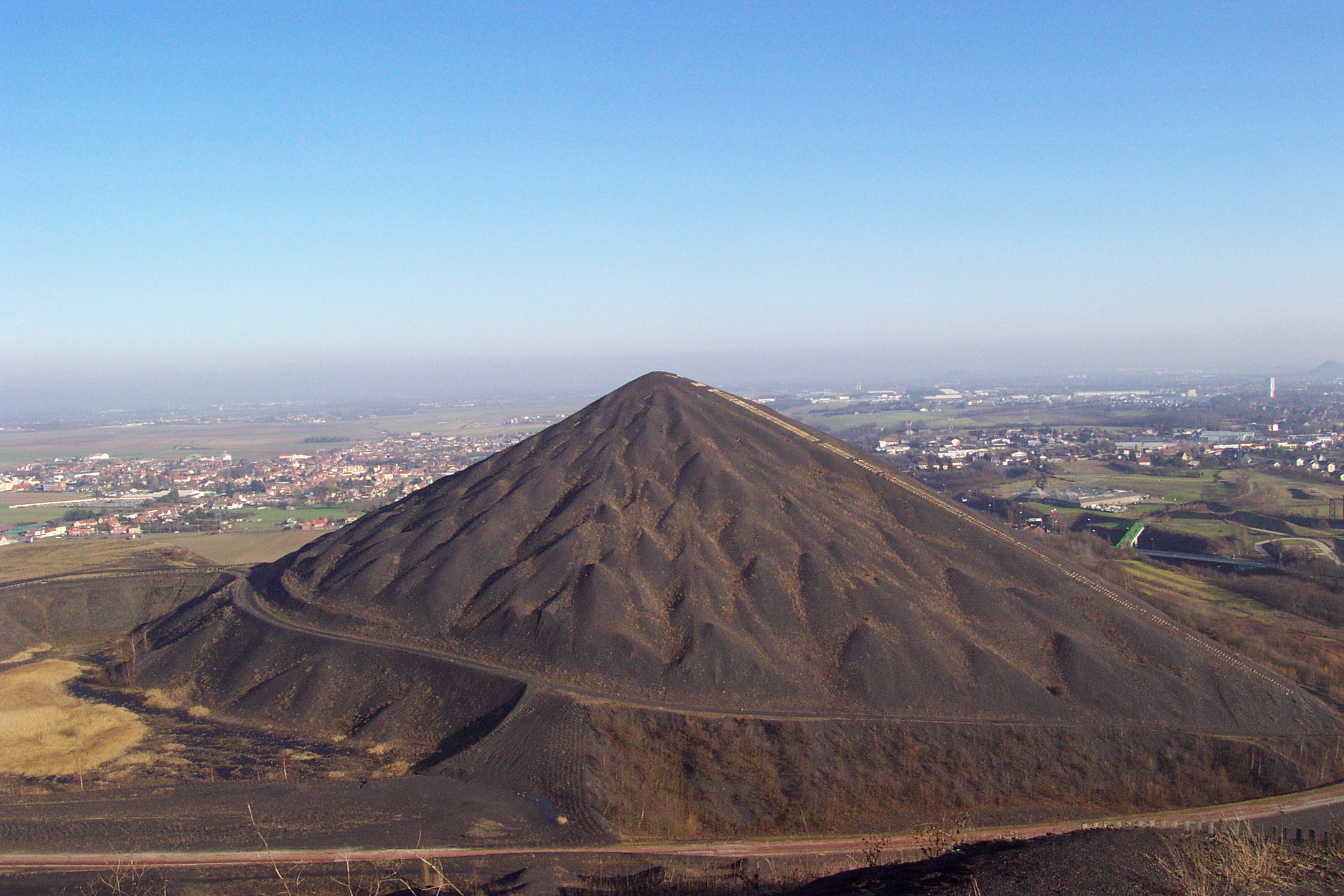
Terril à Loos-en-Gohelle, siège du 11/19

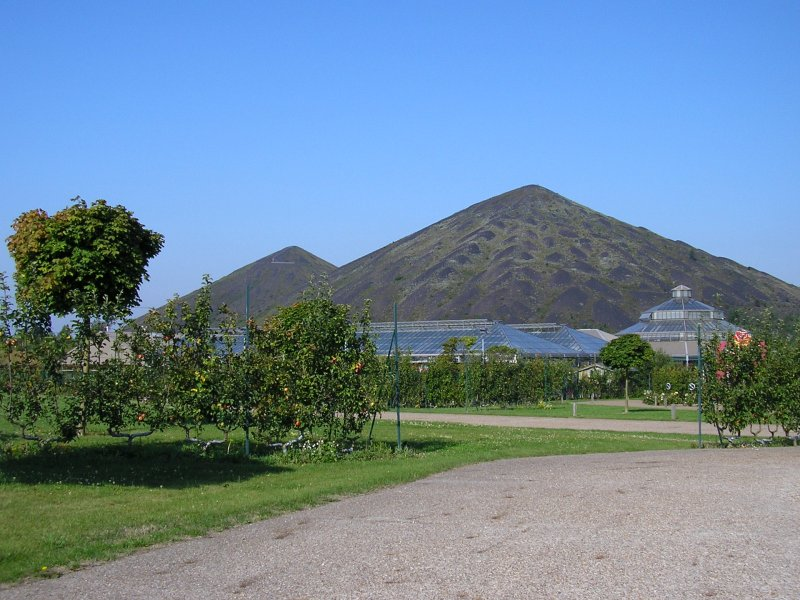
Terrils du 11-19 à Loos-en-Gohelle

- no 73 : 18 de Lens

- no 74 : 11 / 19 de Lens Est
- no 74A : 11 / 19 de Lens Est
- no 74B : 11 / 19 de Lens Ouest

- De par leur hauteur de 146 m par rapport au niveau du sol, ces terrils sont connus pour être les plus hauts d'Europe. Il y a en réalité cinq terrils : un tabulaire et deux coniques, toujours existants et un ensemble de deux autres terrils coniques appartenant à une autre fosse et ayant malheureusement été exploités en très grande partie.
- no 78 : 15 de Lens
- no 79 : 16 de Lens Est
- no 79A : 16 de Lens Ouest
- no 80 : Abattoirs - Pont Ampère Ouest
- no 81 : 5 de Lens Ouest